# Teresa de Jesús
Santa Teresa de Jesús, de nombre secular Teresa Sánchez de Cepeda Dávila y Ahumada (Gotarrendura o Ávila, 28 de marzo de 1515-Alba de Tormes, 4/15 de octubre de 1582),  también conocida como santa Teresa de Ávila, fue una monja, fundadora de la Orden de los Carmelitas Descalzos —rama de la Orden de Nuestra Señora del Monte Carmelo—, mística y escritora española. Fue beatificada en 1614, canonizada en 1622 y proclamada doctora de la Iglesia católica en 1970 durante el pontificado de Pablo VI.
Junto con san Juan de la Cruz, se la considera la cumbre de la mística experimental cristiana y una de las grandes maestras de la vida espiritual de la Iglesia.

## Familia
Se llamaba Teresa Sánchez de Cepeda Dávila y Ahumada, aunque generalmente usó el nombre de Teresa de Ahumada hasta que comenzó la reforma, cambiando entonces su nombre por Teresa de Jesús. Fue llamada así por su abuela, Teresa de las Cuevas, aunque en aquel entonces no había ninguna santa con ese nombre.

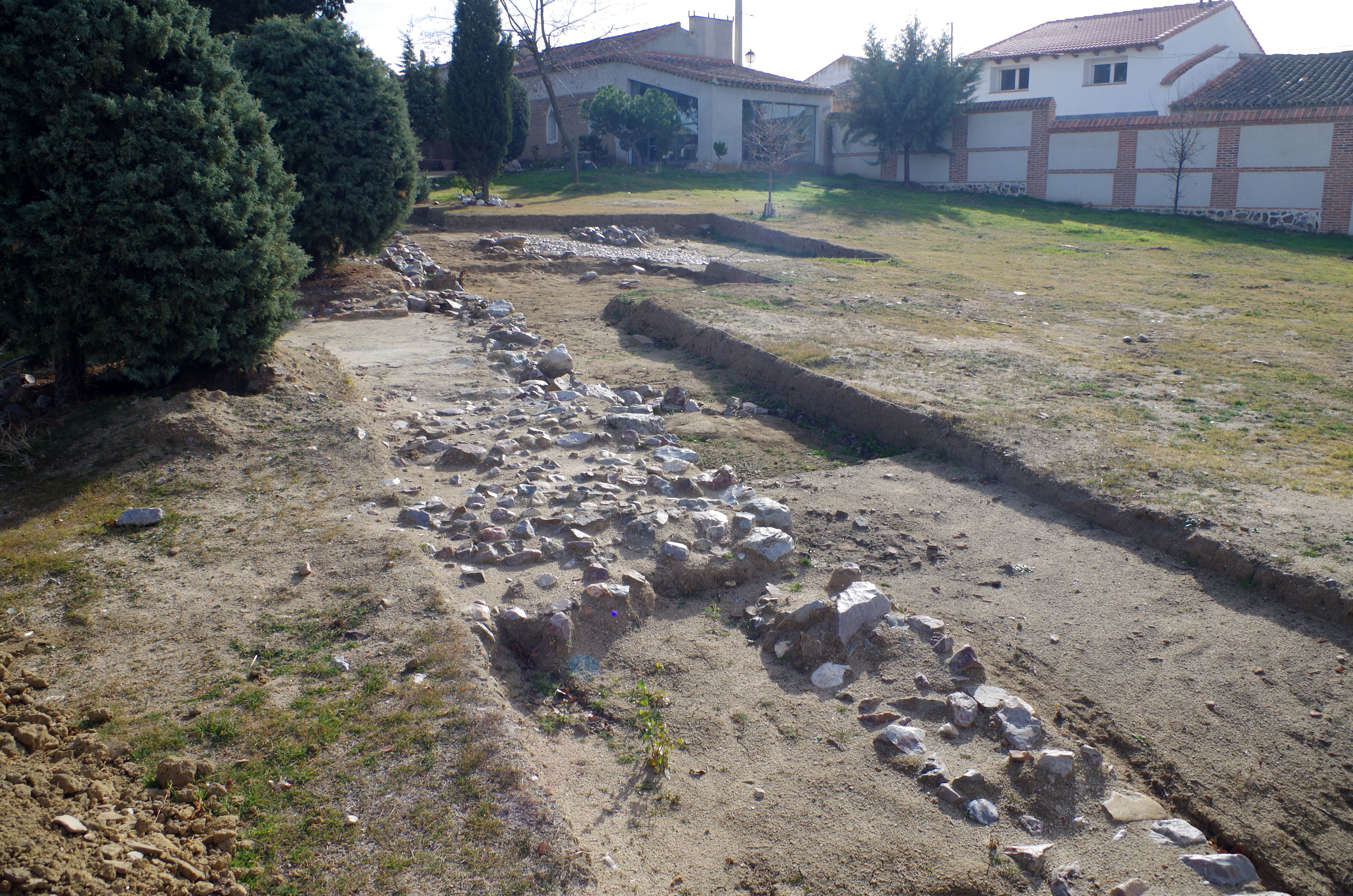
Restos de la casa solariega de su madre en Gotarrendura, donde Teresa pasó parte de su infancia.

El padre de Teresa era Alonso Sánchez de Cepeda, hijodalgo a fuero de España, que se encontraba en las Suertes de los Fielazgos en la Cuadrilla de Blasco Jimeno o de San Juan, de la ciudad de Ávila. Hijo de Juan Sánchez de Toledo, de origen judío converso. Desde 1440, Juan Sánchez fue un rico comerciante de paños y sederías. En 1469 se casó con Inés de Cepeda, nacida en Tordesillas. Juan Sánchez se instaló con toda su familia en Ávila en 1493. No obstante, continuó viajando habitualmente a Toledo y también a Salamanca, donde tenía negocios con Alonso de Fonseca, arzobispo de Santiago de Compostela. Puso una tienda de telas en la calle Endrino de Toledo. También se dedicó a recaudar impuestos para la Hacienda Real, la municipalidad y las autoridades eclesiásticas. Compró tierras en Ortigosa de Rioalmar, en el municipio de Manjabálago. Después del año 1500 abandonó sus negocios de mercader para pasar a vivir de la agricultura. Posteriormente pudo obtener el reconocimiento de hidalguía con ejecutoria presentando pleito ante la Real Chancillería de Ciudad Real (que en el 1500 trasladó a la de Granada) obteniendo el reconocimiento de la misma en 1500. Tuvo de hijos a Pedro, Alonso, Ruy y Francisco. Estos se ocupaban de asuntos fiscales y explotaciones agrícolas. Se casaron con hijas de notables e incluso de regidores. En 1519 la municipalidad de Manjagábalo incluyó a los hermanos en la lista de contribuyentes y estos recurrieron a la Chancillería de Valladolid. Esta reconoció la exención de impuestos por hidalguía el 16 de noviembre de 1520. Tras una apelación, lograron otra sentencia favorable de la Audiencia del 26 de agosto de 1522. El 16 de noviembre de 1523 la Chancillería de Valladolid les otorgó un documento dando fe de la hidalguía.
Alonso Sánchez de Cepeda se casó dos veces. En 1505 se casó con Catalina del Peso y Henao. Entonces tenía bastantes recursos económicos y pudo regalarle joyas y ropa costosa. Por su parte, Catalina recibió una dote de 350 000 maravedís. En noviembre de 1505 compraron la antigua Casa de la Moneda, en el barrio aristocrático de Ávila, por 80 000 maravedís, para que fuese su residencia particular. Con ella tuvo dos hijos: María, en 1506; y Juan Vázquez de Cepeda, en 1507. Su esposa falleció de peste bubónica el 8 de septiembre de 1507. Tras quedarse viudo, se casó con Beatriz de Ahumada el 14 de mayo de 1509, y tuvo otros diez hijos: Hernando, en 1510; Rodrigo, en 1513; Teresa, en 1515; Juan (de Ahumada), en 1517; Lorenzo, en 1519; Antonio, en 1520; Pedro, en 1521; Jerónimo, en 1522; Agustín, en 1527; y Juana, en 1528. Alonso vivió de sus tierras agrícolas en Ortigosa de Rioalmar, provincia de Ávila, y Olmedo, provincia de Valladolid. Como tenía doce hijos a su cargo y esas tierras no eran especialmente productivas, su riqueza disminuyó. Beatriz murió en 1528, probablemente tras el nacimiento de su última hija. Alonso pudo darle una dote de 200 000 maravedís a su hija María en 1531 para su matrimonio con Martín de Guzmán y Barrientos, pero tuvo que pedir préstamos e hipotecar unas tierras. María y Martín se fueron a vivir a Castellanos de la Cañada, en el municipio de Zapardiel de la Cañada. Juana se casó con Juan de Ovalle. Alonso falleció el 24 de diciembre de 1543.
Todos los hijos varones fueron militares. Juan Vázquez fue capitán de infantería en el norte de África y murió en combate en Italia hacia 1528. Hernando fue el primero que se fue a América, en fecha desconocida. Murió en San Juan de Pasto, virreinato de Nueva Granada, donde era teniente de gobernador, en 1565. Rodrigo se unió a la expedición de Pedro de Mendoza. Partió de Sevilla en agosto de 1535 y llegó al Río de la Plata. Murió en una batalla contra los mapuches el 10 de agosto de 1557 en Chile. Teresa lo consideraba un mártir, porque había muerto luchando por la fe.
Jerónimo y Lorenzo partieron en 1540 en la expedición de Cristóbal Vaca de Castro, enviado por Carlos I a remediar la guerra civil declarada en el actual Perú entre Francisco Pizarro y Diego de Almagro. Hernando, Lorenzo, Jerónimo y Antonio estuvieron entre las tropas que fueron a prestar ayuda al virrey Blasco Núñez Vela y combatieron en la Batalla de Iñaquito, Ecuador, el 18 de enero de 1546, contra Gonzalo Pizarro. El virrey murió y los cuatro hermanos resultaron heridos. Antonio murió del 20 de enero por la herida que recibió en aquella batalla. Posteriormente, Lorenzo y Jerónimo sirvieron al nuevo virrey enviado por Carlos I, Pedro de la Gasca, y recibieron a su hermano Agustín en 1546. Agustín participó en la Batalla de Jaquijahuana en 1548, donde los rebeldes de Gonzalo Pizarro fueron derrotados definitivamente. Poco después, Agustín regresó a España. Lorenzo fue corregidor en varias ciudades fundadas por los españoles y luchó contra los ataques de los indios. Regresó a España en 1575.
Pedro formó parte de las expediciones que se hicieron desde las islas del Caribe hasta Florida y otras regiones de Norteamérica.

## Biografía

### Infancia

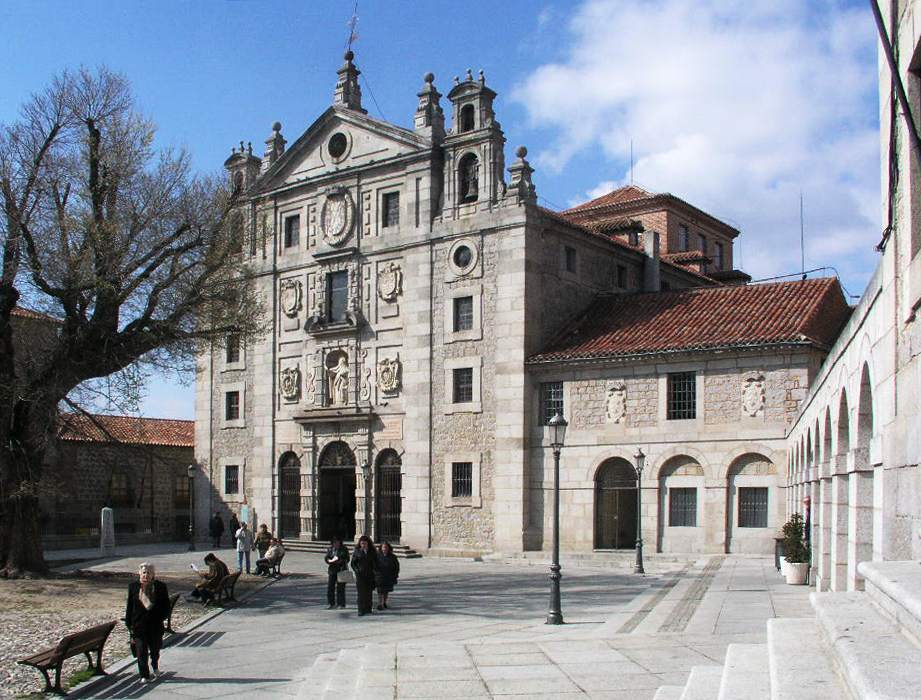
En el lugar donde estaba la casa de la santa en Ávila se construyó en el siglo XVII el Convento de Santa Teresa.

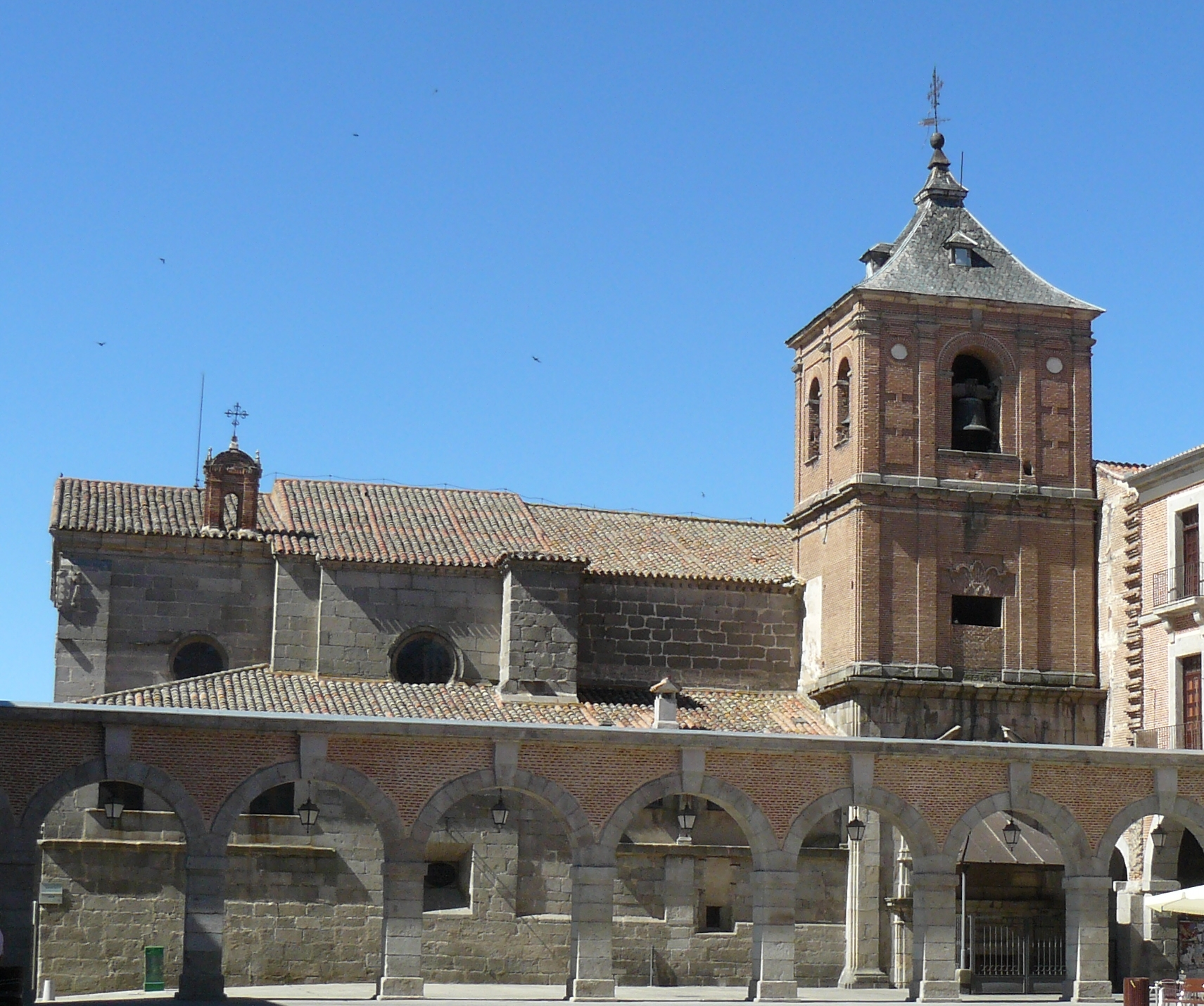
Iglesia de San Juan Bautista, donde fue bautizada.

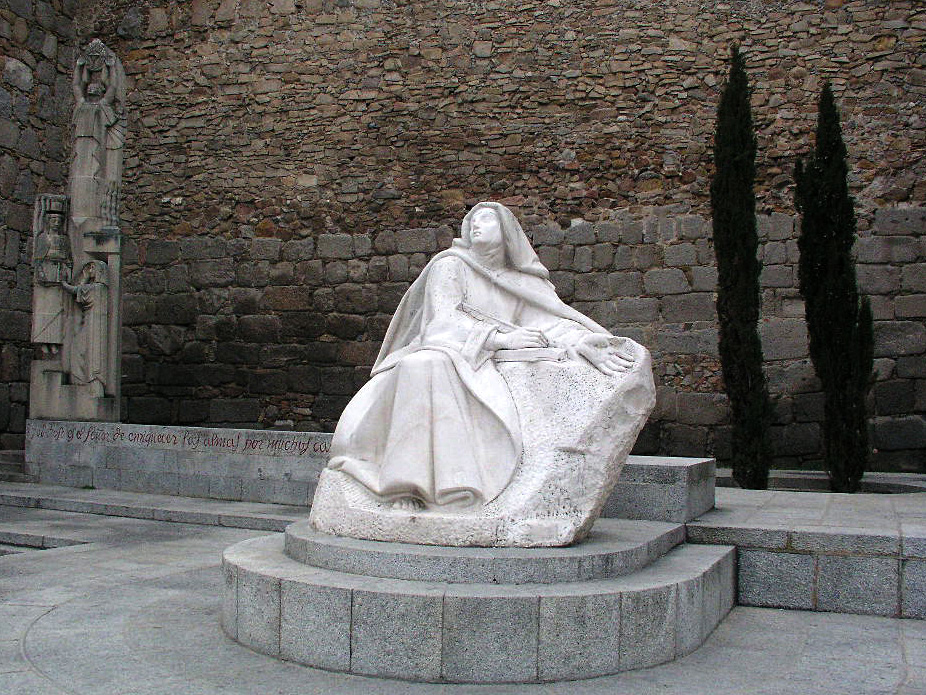
Estatua de santa Teresa de Jesús al lado de la Puerta del Alcázar de la muralla de Ávila.

Teresa nació hacia las 5 de la mañana del miércoles 28 de marzo de 1515. Suele considerarse que nació en la ciudad de Ávila, pero es posible que naciese en la casa de campo del municipio de Gotarrendura, en la provincia de Ávila.
En cualquier caso, fue bautizada en la Iglesia de San Juan de la ciudad de Ávila. Sus padrinos fueron María del Águila, hija de Francisco Pajares, un amigo de la familia, y un tal "Vela Núñez", que tal vez fuese familia de Blasco Núñez Vela, primer virrey de Perú.
Según relata la propia Teresa en los escritos destinados a su confesor y reunidos en el libro Vida de santa Teresa de Jesús, desde sus primeros años mostró una imaginación vehemente y apasionada. Su padre, aficionado a la lectura, tenía algunos romanceros; esta lectura y las prácticas piadosas comenzaron a despertar el corazón y la inteligencia de la pequeña Teresa con seis o siete años de edad.
Aficionada a la lectura de libros de caballerías, escribió:

Comencé a traer galas, y a desear contentar en parecer bien, un mucho cuidado de manos y cabello y olores, y todas las vanidades que en esto podía tener, que eran hartas, por ser muy curiosa... Tenía primos hermanos algunos... eran casi de mi edad, poco mayores que yo; andábamos siempre juntos, teníanme gran amor y en todas las cosas que les daba contento, los sustentaba plática y oía sucesos de sus aficiones y niñerías, no nada buenas... Tomé todo el daño de una parienta (se cree que una prima), que trataba mucho en casa... Con ella era mi conversación y pláticas, porque me ayudaba a todas las cosas de pasatiempo, que yo quería, y aun me ponía en ellas, y daba parte de sus conversaciones y vanidades. Hasta que traté con ella, que fue de edad de catorce años... no me parece había dejado a Dios por culpa mortal.

También le gustaban las vidas de santos. Le impresionaba mucho el heroísmo de los que preferían morir antes que renegar de su fe. También meditaba mucho sobre que el infierno y del paraíso fuesen para toda la eternidad. Con su hermano Rodrigo, dos años mayor que ella, repetía las palabras "Para siempre, siempre, siempre".
Su padre era un hombre con una fe muy ilustrada y amante de la lectura, que enseñaba también esas costumbres a sus hijos. Algunos de los libros que tenía eran Retablo de la vida de Cristo (Juan de Padilla, el Cartujano, 1505), las poesías religiosas de Fernán Pérez de Guzmán, un tratado sobre la misa y un libro titulado Siete pecados (de autor y fecha desconocidos). El tío de Teresa, al que ella visitaba a menudo, tenía los mismos gustos literarios y le prestaba a la joven libros de contemplación religiosa como el Tercer abecedario espiritual (Francisco de Osuna, 1527). En su biografía dice que, cuando era niña, siempre estaba leyéndo algún libro.

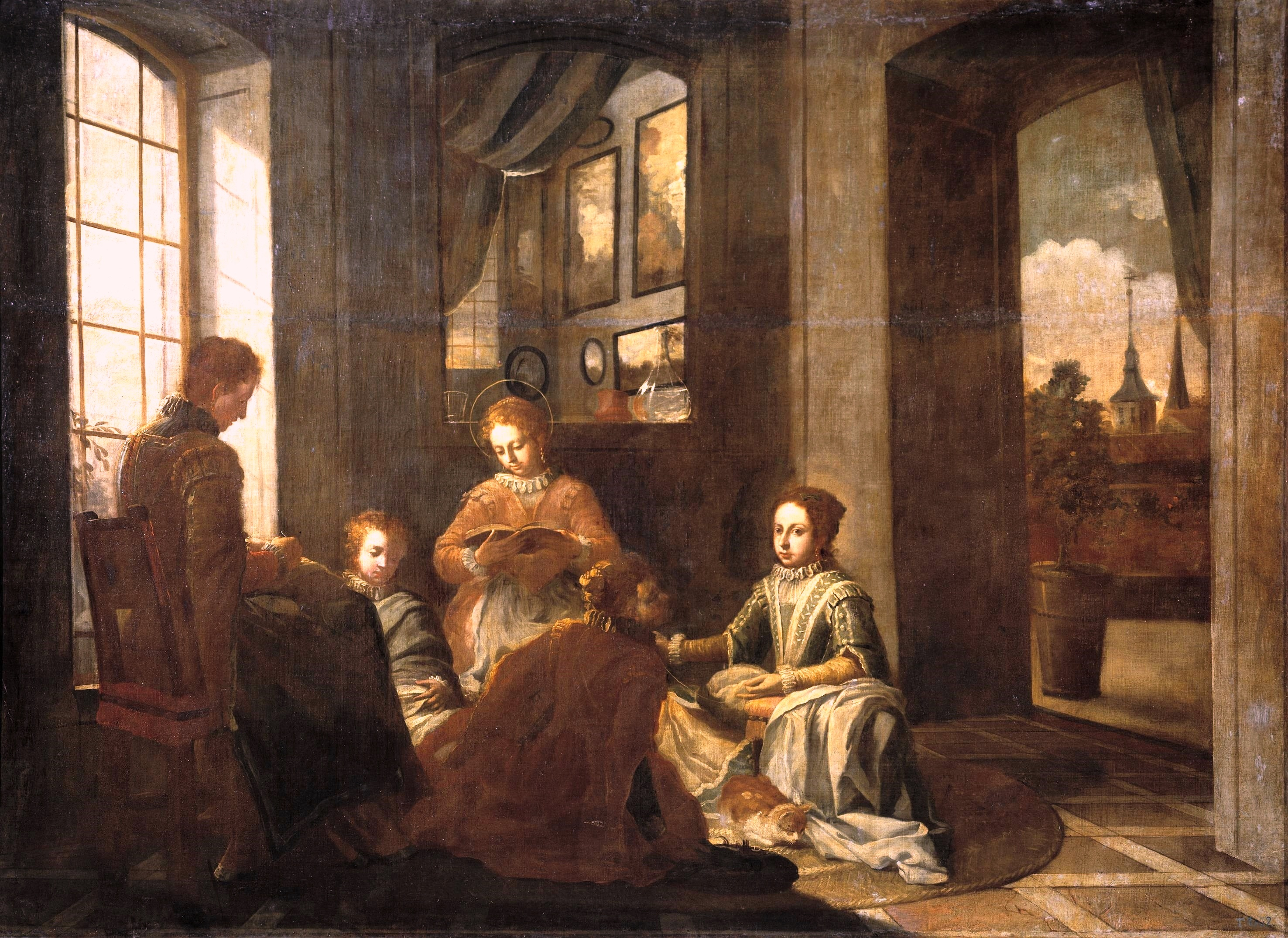
Educación de Santa Teresa, de Juan García de Miranda óleo sobre lienzo (162 x266 cm.), Museo del Prado.

En un futuro, escribiría en las constituciones de los conventos:

Tenga en cuenta la priora con que haya buenos libros, en especial Cartujanos, Flos Sanctorum, Contemptus Mundi [Desprecio del Mundo], Oratorio de Religiosos, los de fray Luis de Granada, y del padre fray Pedro de Alcántara, porque en parte es tan necesario este mantenimiento para el alma, como el comer para el cuerpo.

Aquellas primeras lecturas la llevaron a fantasear y emprender una escapada infantil con Rodrigo a «tierras de moros», para ser decapitados por la fe. Llevaron algunas provisiones y, para cuando se les acabasen, planeaban ir pidiendo limosna. Según la tradición, fueron encontrados por su tío, Francisco Álvarez de Cepeda, cuando se encontraban en la Cruz de Los Cuatro Postes y fueron llevados de vuelta a casa, donde fueron reprendidos.
Convencidos de que su proyecto era irrealizable, los dos hermanos acordaron ser ermitaños. Los dos hermanos y sus primos construían ermitas con piedras en los terrenos de la casa de campo de Gotarrendura. Teresa escribió:

En una huerta que había en casa, procurábamos como podíamos, hacer ermitas, poniendo unas piedrecitas, que luego se nos caían, y así no hallábamos remedio en nada para nuestro deseo... Hacía (yo) limosna como podía, y podía poco. Procuraba soledad para rezar mis devociones, que eran hartas, en especial el rosario... Gustaba (yo) mucho cuando jugaba con otras niñas, hacer monasterios como que éramos monjas.

Teresa de Ávila no asistió a ninguna escuela y no sabía latín, por lo que eso le excluía de poder realizar cualquier educación secundaria. Entonces la enseñanza estaba reservada a los varones.

### Adolescencia

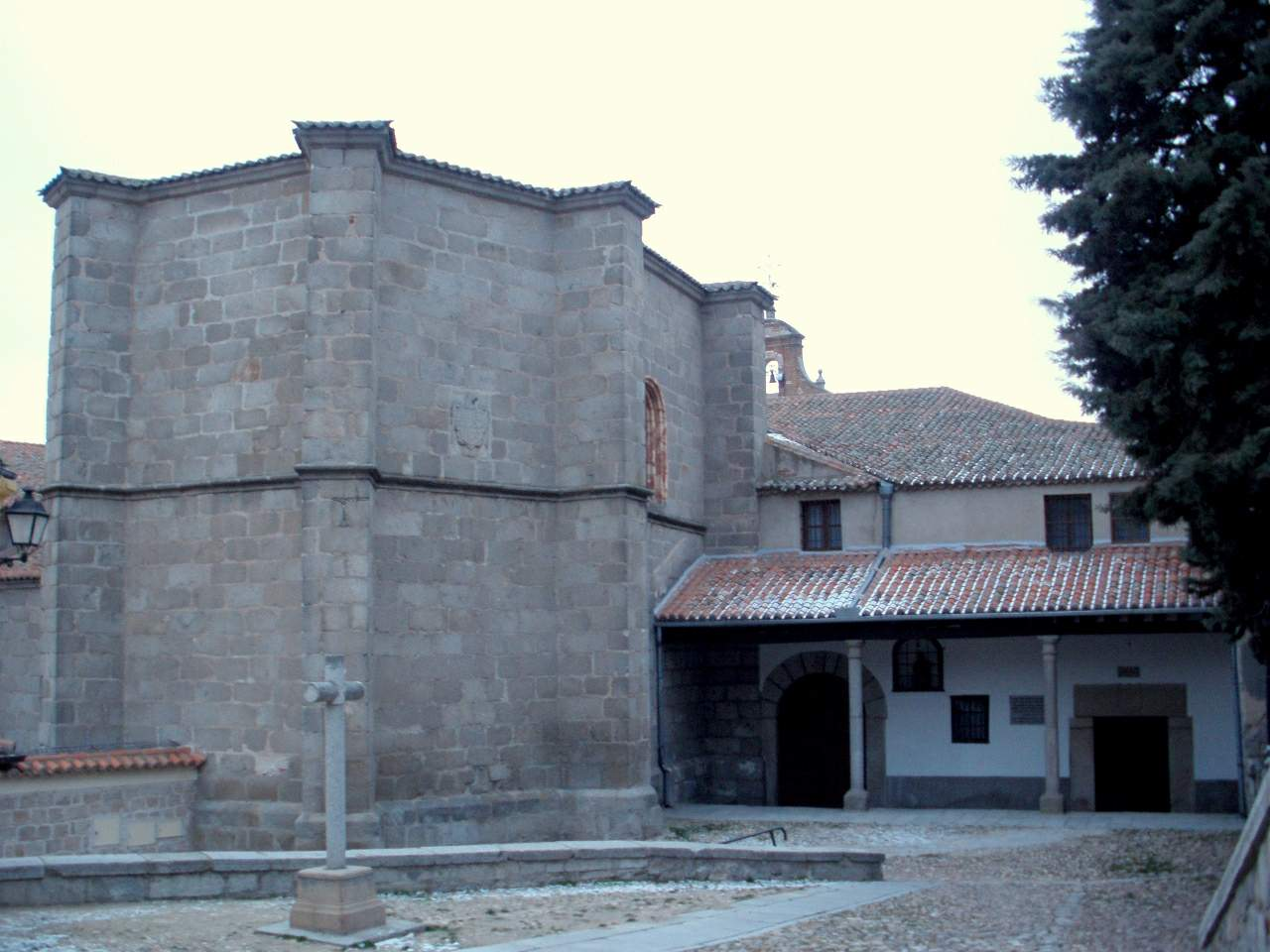
Convento de Nuestra Señora de Gracia, en Ávila, donde Teresa pasó una temporada en su juventud.

Perdió a su madre en noviembre de 1528 o en 1529, cuando tenía trece o catorce años. Ella le pidió a la Virgen María que fuese su madre a partir de entonces. Después de ese trauma familiar, sus hermanos emprendieron uno a uno el camino de las Indias Occidentales, sin permanecer ninguno en el hogar familiar.
Además de las diversiones propias de su edad, como paseos y fiestas familiares o locales, los jóvenes de la familia dedicaban su tiempo a juegos de sociedad, entre los que destacaba el ajedrez. En su obra Camino de perfección, hace una metáfora con el ajedrez y la vida espiritual: hay que apropiarse del rey, que sería el Rey de los Cielos; la reina es capaz de poner a las otras piezas en apuros, pero siempre de forma oportuna, y desempeña el papel de la humildad.
Con cincuenta años le dijo a un carmelita:

Sabed, padre, que en mi juventud me dirigían tres clases de cumplidos; decían que era inteligente, que era santa y que era hermosa; en cuanto a hermosa, a la vista está; en cuanto a discreta, nunca me tuve por boba; en cuanto a santa, solo Dios lo sabe.

Entre mayo y septiembre de 1531, la emperatriz Isabel, esposa de Carlos I, y su hijo Felipe estuvieron en Ávila. Iban acompañados del duque de Gandía, Francisco de Borja, que luego fue uno de los principales santos jesuitas. Tuvieron lugar festejos durante todo el verano.
Una mujer de Ávila llamada Mencía López obtuvo una bula del papa Julio II del 28 de septiembre de 1508 autorizándola a fundar el Convento de Nuestra Señora de Gracia. Las monjas de la Orden de San Agustín se instalaron en 1510 junto al Alcázar. Este convento tenía una pensión donde se enseñaba a las jóvenes labores de bordado y prácticas religiosas, mientras estaban en espera de casarse. En 1514 entró como monja María de Briceño, que pasó a encargarse de las novicias y de las alumnas. A instancias de su padre, Teresa entró como alumna en julio de 1531. La influencia de María de Briceño fue muy positiva para que Teresa aprendiese sobre oración y vida espiritual. Pasó en este convento dieciocho meses. No quería casarse y, gracias al ejemplo de María de Briceño, decidió ser monja.

### Mudanza física y espiritual
Afectada por una enfermedad de la que se tienen escasas referencias, Teresa volvió a su casa. Luego se marchó a la casa de campo de su hermana María de Cepeda y su marido Martín de Guzmán y Barrientos en Castellanos de la Cañada, alquería de la dehesa que lleva dicho nombre, hoy sita en el término municipal de Zapardiel de la Cañada, provincia de Ávila. Hizo el viaje en litera. Por el camino se detuvo varios días en la casa de su tío en la pequeña aldea de Ortigosa. Aquí pasó el tiempo leyendo "buenos libros" y las Epístolas de san Jerónimo. Posteriormente, Teresa estuvo quince días en la casa de su hermana en Castellanos de la Cañada.
De retorno a su hogar paterno, ofició como ama de casa durante unos tres años. Informó a su padre de que quería ser monja. En recia oposición, su padre contestó que no lo consentiría mientras él viviera. Por su personalidad, ella estaba convencida de que no iba a volverse atrás en su decisión.

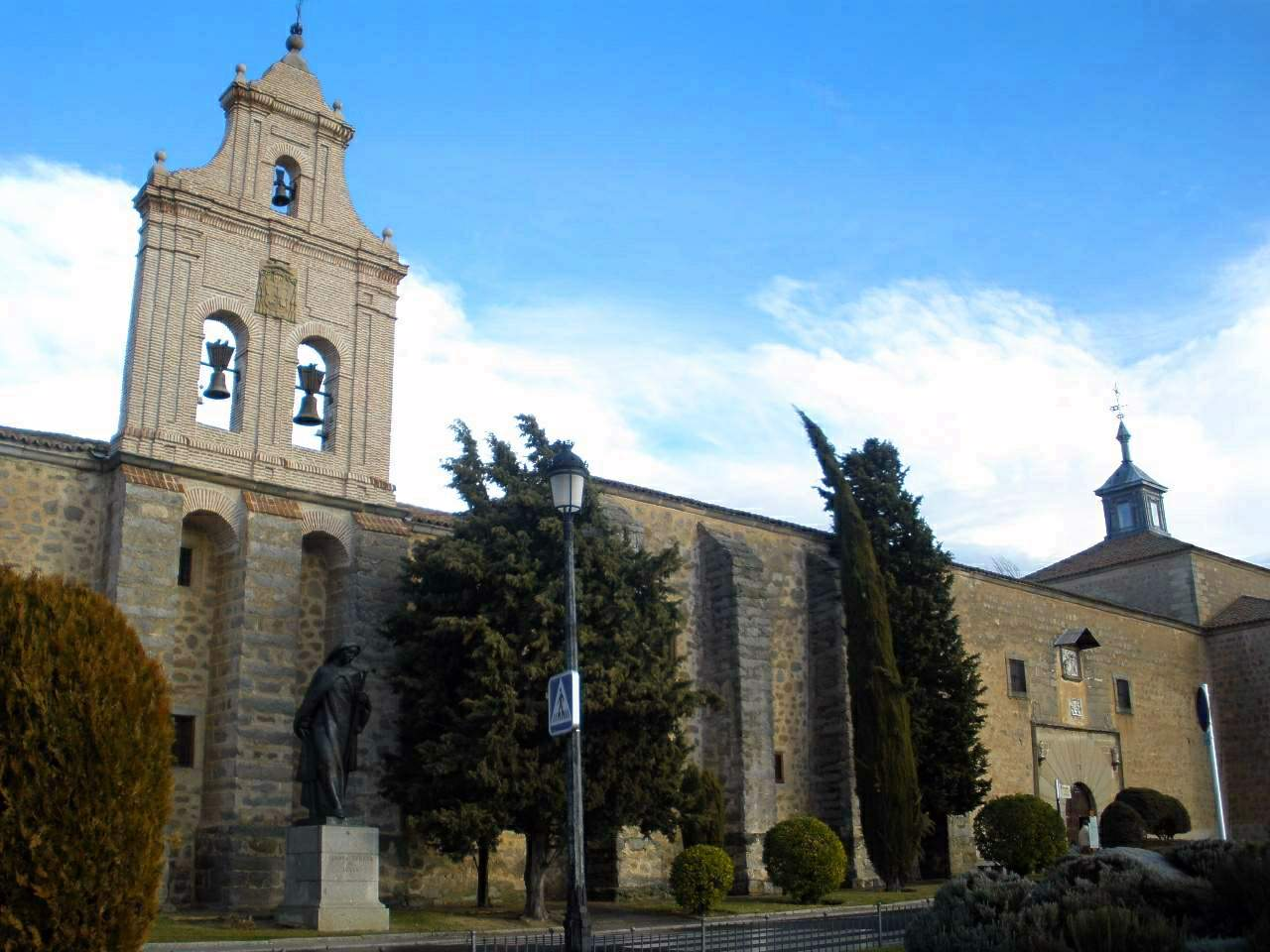
Monasterio de la Encarnación, en Ávila.

Teresa convenció a su hermano Juan de Ahumada para irse con ella a iniciar una vida religiosa. El 2 de noviembre de 1535, Teresa entró como postulanta en el Convento de la Encarnación, de carmelitas, en Ávila, y Juan de Ahumada se fue a un convento dominico. Unas horas después, el padre logró traerse de vuelta a Juan.
Los carmelitas son una orden religiosa de vida contemplativa fundada a mediados del siglo XII por ermitaños en la Capilla de Santa María del Monte Carmelo, en Tierra Santa, donde el profeta Elías demostró el poder del Señor ante los sacerdotes de Baal en el siglo IX a. C.. La Virgen del Carmen se caracteriza por el escapulario y es la patrona de los marineros.
Este convento de carmelitas de Ávila fue fundado en 1512 por Beatriz Higuera. Antes había habido un beaterío en una parcela aneja, fundado en 1479 por Elvira González de Medina. A la decisión de Teresa contribuyó que allí tenía buenas amigas, como Juana Suárez, y el dominico Vicente Barrón dio su apoyo al proyecto.
El 31 de octubre de 1536 Alonso se comprometió a abonar una dote para el sustento de su hija y a entregar al convento cada año 25 fanegas de cereales de sus tierras en Gotarrendura y, a falta de cereales, doscientos ducados, así como ropa, ropa de cama, libros, cirios, un par de colaciones y un almuerzo para las monjas y una cofia para cada religiosa.
Teresa comenzó su noviciado el 2 de noviembre de 1536. Profesó como monja el día 3 de noviembre de 1537.

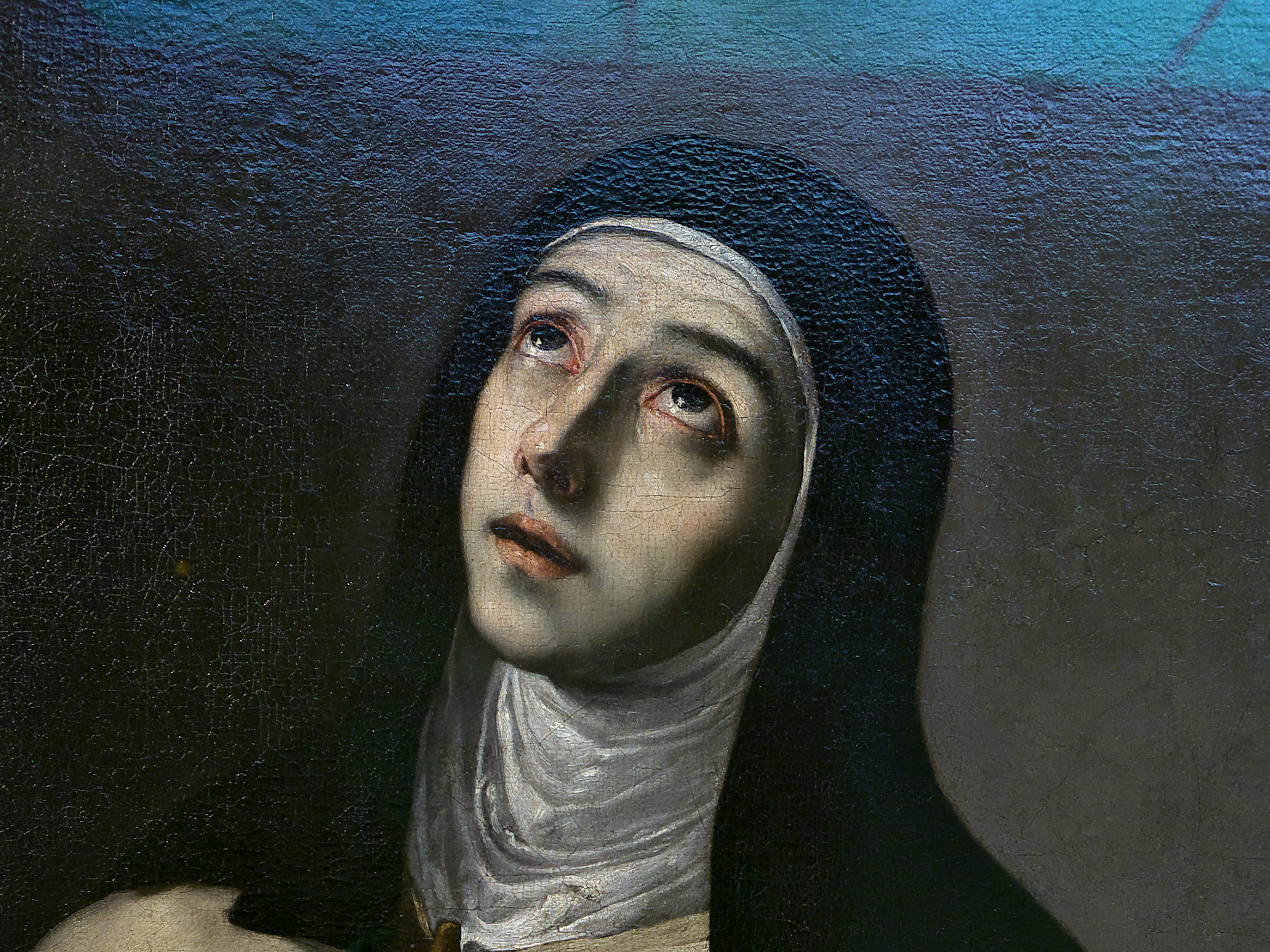
Santa Teresa de Jesús, por José de Ribera, 1630 Museo de Bellas Artes de Sevilla

Tras entrar al convento su estado de salud empeoró. Padeció desmayos, una cardiopatía no definida y otras molestias. Así pasó el primer año. Se hallaba centrada y a gusto con la vida compartida en aquella comunidad de casi 180 monjas, pero su consagración a Dios fue tan radical que cambió la oración sencilla y de amistad que tenía antes de su entrada en la Orden por una oración sistemática que seguía la técnica de los maestros de aquel tiempo. Perdió su jovialidad, su alegría en la comunicación, y la tristeza la invadió, en tanto que las penitencias corporales no contentaban su búsqueda de amor y de intimidad con Dios. Todo eso terminó por generar un desequilibrio de orden psíquico, que tuvo su contraparte de orden físico.
Los médicos de Ávila eran incapaces de curar a Teresa y a Alonso Sánchez le hablaron de una curandera que obraba prodigios en Becedas, provincia de Ávila. En otoño de 1538 decidió llevarla hasta ella. Se organizó un pequeño grupo para acompañarla en el viaje: su padre, una monja del Convento de la Encarnación llamada Juana Suárez y algunos amigos. Se detuvieron en Ortigosa, donde su tío, Pedro de Cepeda, le obsequió con el Tercer abecedario espiritual (1527), de Francisco de Osuna, que enseñaba la oración de recogimiento y que fue de gran provecho para Teresa. De camino a Becedas les informaron de que la curandera no atendía en invierno, porque utilizaba plantas que solamente estaban en primavera. Decidieron esperar hasta la primavera de 1539 en la casa de campo de su hermana, María de Cepeda, en Castellanos de la Cañada. Fue un periodo de libertad espiritual sin la disciplina estricta del convento, en el que alcanzó la oración de quietud, e incluso de unión, además de convencerse de que la oración no podía programarse al margen de la persona y de sus necesidades. Posteriormente, Pedro de Cepeda entró en el Monasterio de San Jerónimo de Guisando.
En abril de 1539 el grupo salió para Becedas. Hicieron escala en Piedrahíta, donde Teresa y Juana Suárez pasaron la noche en el convento de aquel lugar. Al día siguiente cruzaron el río Tormes en el municipio de El Barco de Ávila. Al llegar a Becedas, Teresa se hospedó en una posada, donde pasaría tres meses. Allí entabló amistad con el sacerdote Pedro Hernández, más instruido que la mayoría de curas de pueblo de aquel entonces. Sin embargo, este era concubinario, ya que mantenía relación con una mujer. Esta le obligaba a llevar un amuleto de cobre para tenerlo bajo su sujeción. Teresa logró convencerle para que le entregase el amuleto y lo tiró a un arroyo. El cura rompió con su amante, aunque falleció un año después.

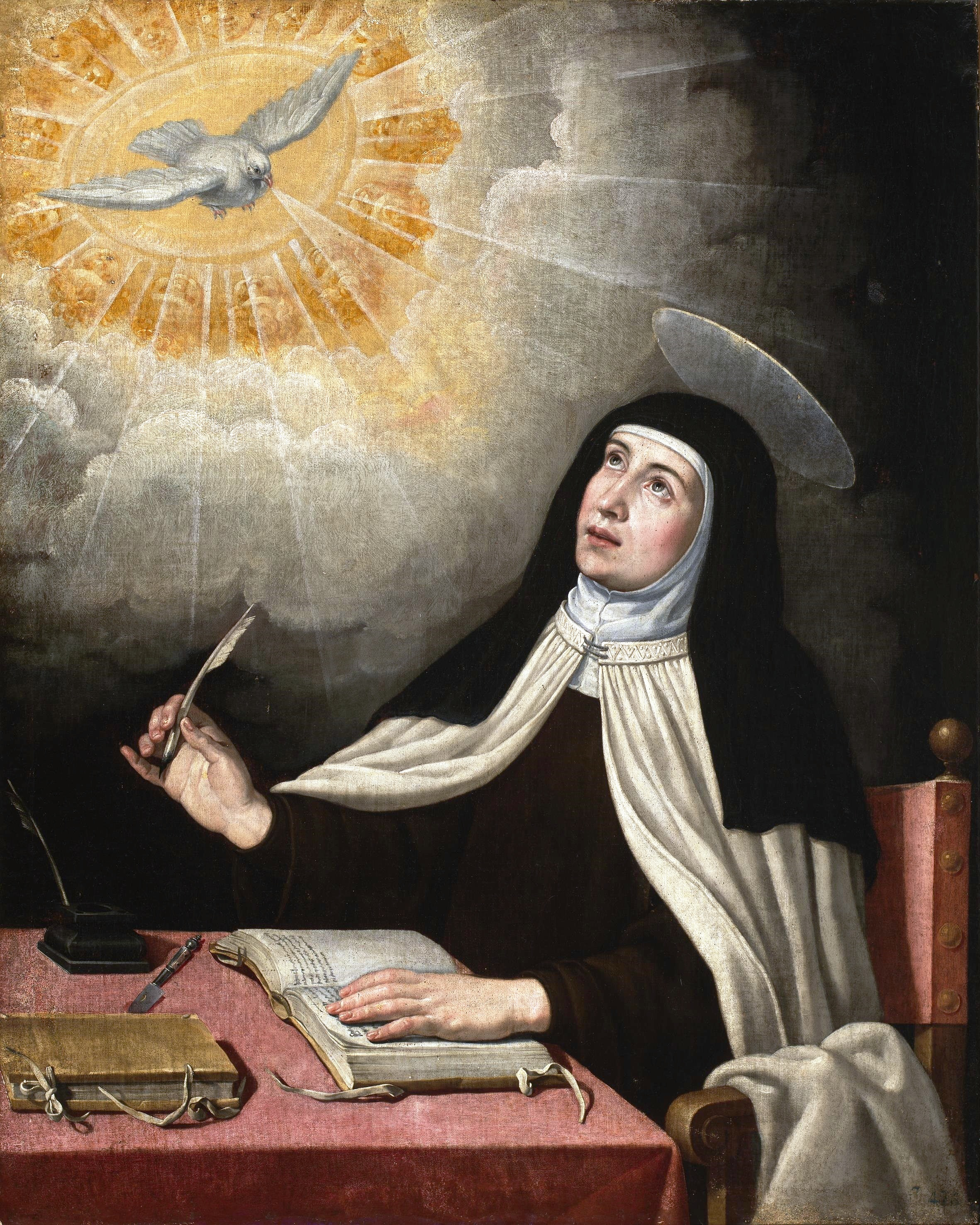
Santa Teresa de Jesús, colección Museo del Prado, hoy en la Iglesia de San José (Madrid)

La curandera comenzó sometiéndola a una purga diaria durante un mes con varios tipos de hierbas y también pociones hechas con uñas de rana, alas de mosca y excrementos de culebra. Con esto, Teresa empeoró. Ya no era capaz de tenerse en pie ni de comer nada sólido.
A mediados de julio de 1539, su padre la llevó de nuevo a Ávila. Alonso recurrió de nuevo a los médicos de la ciudad, sin resultado. Pensaron que tenía tuberculosis. El 15 de agosto de 1539 (solemnidad de la Asunción de María) sufrió un ataque repentino y violento —que ella llamó «parajismo», es decir, paroxismo— de su enfermedad, una serie de convulsiones seguidas de pérdida de conocimiento. Le dieron la extremaunción y luego pensaron que estaba muerta. Pusieron un espejo junto a su boca y no había rastro de vaho. Le pusieron cera en los ojos para evitar que, tras la muerte, estos permanecieran entreabiertos. La envolvieron en un sudario y pusieron un crespón fúnebre en la puerta de la casa. Oficiaron una misa de difuntos en su honor, probablemente en el convento de frailes carmelitas de San Pablo de la Moraleja, donde su tío, Lorenzo de Cepeda, era sacerdote. También cavaron su tumba. Su padre decidió esperar varios días antes de enterrarla. Un par de días después, cuando su hermano Lorenzo estaba junto al lecho de Teresa, esta recuperó el conocimiento. Le quitaron la cera de sus ojos.
Se había tratado de un coma profundo de nivel 3 que duró cuatro días.
Después de esto solamente podía mover un dedo. Para cambiarla de postura, dos personas movían la sábana donde yacía. Esta manipulación le acarreaba enormes dolores. Tiene la lengua seca y herida, porque la había mordido muchas veces. Durante un tiempo no pudo comer ni beber nada.

Quedé de estos cuatro días de paroxismo de manera que solo el Señor puede saber los incomportables tormentos que sentía en mí: la lengua hecha pedazos de mordida; la garganta, de no haber pasado nada y de la gran flaqueza que me ahogaba, que aun el agua no podía pasar; todo me parecía estaba descoyuntada; con grandísimo desatino en la cabeza; toda encogida, hecha un ovillo [...] sin poderme menear, ni brazo ni pie ni mano ni cabeza, más que si estuviese muerta, si no me meneaban; sólo un dedo me parecía poder menear de la mano derecha. [...] En una sábana, una de un cabo y otra de otro, me meneaban.
Teresa de Jesús, Vida 6,1

Esta fue la experiencia más fuerte que tuvo en su juventud, de la que quedaría marcada para toda su vida: padecía continuamente catarros, migrañas, fiebre, con dolores de la garganta, el hígado, el estómago, los riñones y el corazón y, en sus propias palabras, con un «miedo a la muerte» que solo desapareció con la gracia mística.
A pesar de todo, a finales de agosto de 1539 pide que la lleven de nuevo al convento, donde pasa a reposar en la enfermería del convento. A partir de la Pascua de Resurrección, o Pascua Florida, mejora ligeramente, debió permanecer en cama tres años más. Logrará retomar la vida conventual en abril de 1542. Teresa atribuyó esta mejoría a la intercesión de san José. Entonces se traslada de la enfermería a una habitación normal.

### Favores espirituales
La vida en el convento no era rigurosa en lo que respectaba a apartarse del mundo. La habitación de Teresa era bastante grande y a veces hospedaba a algunos familiares que venían a visitarla durante estancias que, en ocasiones, eran prolongadas. Las monjas podían salir del convento con permiso de la superiora y pasaban temporadas con familiares o personas vinculadas a la orden. Teresa salió del convento durante una temporada para ir a cuidar de su padre, que estaba gravemente enfermo, y que falleció el 24 de diciembre de 1543. Su hermana Juana, que tenía 15 años, se alojó con ella un tiempo tras la muerte de su padre.
Aunque no abandonó la lectura, sí iba dedicando menos tiempo a la oración y pasaba muchas horas en el locutorio del convento con visitas. Según su testimonio, hacia 1543 se le apareció Jesucristo reprendiéndole para que dejase de ver a una persona con la que se reunía a charlar habitualmente de cosas mundanas en el locutorio. Otro día se le apareció un sapo enorme que avanzaba hacia ella.
Al principio ella era muy escéptica con las experiencias sobrenaturales. Conocía las de santa Brígida y no les prestaba atención.
En 1544 le pidió al dominico Vicente Barrón, que había sido el confesor de su padre, que fuese su director espiritual. Barrón aceptó, aunque con reticencias, ya que el convento tenía sus propios confesores. Barrón le recomendó que retomase la oración habitual y así lo hizo, pero seguía pasando horas y horas con conversaciones mundanas en el locutorio.
En 1553 se emocionó mucho ante un cuadro que acababan de traer de un Ecce Homo, que mostraba a Jesucristo cubierto de heridas:

En mirándola [la imagen de Cristo], toda me turbó de verle tal, porque representaba bien lo que pasó por nosotros. Fue tanto lo que sentí de lo mal que había agradecido aquellas llagas, que el corazón me parece se me partía y arrojéme cabe en Él con grandísimo derramamiento de lágrimas, suplicándole que me fortaleciese ya de una vez para no ofenderle.
Teresa de Jesús, Vida 9, 1

En la Cuaresma de 1554 Teresa leyó las Confesiones de san Agustín de Hipona, lo que influyó mucho en su espiritualidad. Tras esto, volvió a realizar habitualmente los ejercicios espirituales que había abandonado, como la meditación. En 1555 tomó la decisión de llevar una vida espiritual más estricta.
En 1555 una recaída en su enfermedad la llevó a pasar un tiempo en casa de una pariente, Mencía del Águila. Aquel año conoció a Guiomar de Ulloa, hija del capitán Pedro de Ulloa, de 28 años. Tras la muerte de su marido, un terrateniente de Salobralejo llamado Francisco Dávila, hacia 1552, se volvió muy religiosa. Guiomar le ofreció a Teresa quedarse en su casa y se quedó allí tres años, hasta 1558.
En 1553 se fundó en Ávila un colegio de la Compañía de Jesús. Teresa dijo:

Habían venido aquí [a Ávila] los de la Compañía de Jesús, a quien yo, sin conocer a ninguno, era muy aficionada de solo saber el modo que llevaban de vida y oración.
Vida. Capítulo 23.

Teresa mantuvo relación con varios jesuitas considerados excepcionales. Diego de Cetina llegó a Ávila en 1555 y fue su confesor durante dos meses. El jesuita Juan de Prádanos fue confesor de Guiomar de Ulloa. Esta le habló de él a Teresa, y fue su confesor y director espiritual entre mayo de 1555 y finales de 1558. Francisco de Borja fue a Ávila en 1554 y predicó en la Catedral de Cristo Salvador. Regresó en la Semana Santa de 1557 y ella aprovechó para ir a visitarlo. Francisco de Borja le dijo que lo que le ocurría era de Dios y que no se preocupase.
En 1558 tuvo su primer rapto y la visión del infierno. Habla de la entrada como una cavidad parecida a un horno oscuro, sucio y maloliente con reptiles en el suelo, para luego llegar a un lugar donde sufren su pena los condenados en el fuego.
Tomó por confesor, en 1559, a Baltasar Álvarez, que era maestro de novicios de los jesuitas. Este fue su confesor hasta 1562.
El 29 de junio de 1559, mientras estaba rezando, tuvo la sensación de que Cristo estaba a su derecha y le hablaba.
En abril de 1560, cuando estaba en casa de Guiomar de Ulloa, se produjo la Transverberación.

Vi a un ángel cabe mí hacia el lado izquierdo en forma corporal... No era grande, sino pequeño, hermoso mucho, el rostro tan encendido que parecía de los ángeles muy subidos, que parece todos se abrasan... Veíale en las manos un dardo de oro largo, y al fin del hierro me parecía tener un poco de fuego. Este me parecía meter por el corazón algunas veces y que me llegaba a las entrañas: al sacarle me parecía las llevaba consigo, y me dejaba toda abrasada en amor grande de Dios. Era tan grande el dolor que me hacía dar aquellos quejidos, y tan excesiva la suavidad que me pone este grandísimo dolor que no hay desear que se quite, ni se contenta el alma con menos que Dios. No es dolor corporal, sino espiritual, aunque no deja de participar el cuerpo algo, y aun harto. Es un requiebro tan suave que pasa entre el alma y Dios, que suplico yo a su bondad lo dé a gustar a quien pensare que miento... Los días que duraba esto andaba como embobada, no quisiera ver ni hablar, sino abrasarme con mi pena, que para mí era mayor gloria, que cuantas hayan tomado lo criado.
Vida. Capítulo 29.

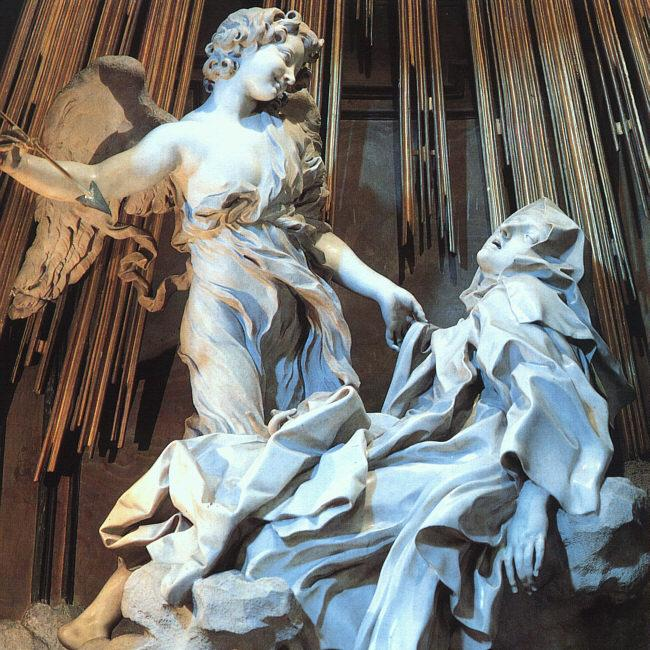
Éxtasis de Santa Teresa. Escultura de Gian Lorenzo Bernini.

Este acontecimiento, también conocido como el Éxtasis de Santa Teresa, ha tenido una gran relevancia en la devoción y el arte católicos. El papa Benedicto XIII estableció el 26 de marzo de 1726 la fiesta de la Transverberación del corazón de santa Teresa el día 25 de agosto.
De acuerdo al biógrafo francés Pierre Boudot:

En todas las páginas (del libro de su vida) se ven las huellas de una pasión viva, de una franqueza conmovedora, y de un iluminismo consagrado por la fe de fieles. Todas sus revelaciones atestiguan que creía firmemente en una unión espiritual entre ella y Jesucristo; veía a Dios, la Virgen, los santos y los ángeles en todo su esplendor, y de lo alto recibía inspiraciones que aprovechaba para la disciplina de su vida interior. En su juventud las aspiraciones que tuvo fueron raras y parecen confusas; sólo en plena edad madura se hicieron más distintas, más numerosas y también más extraordinarias.

Pasaba de los cuarenta y tres años cuando por vez primera vivió un éxtasis. Sus visiones intelectuales se sucedieron sin interrupción durante dos años y medio, entre 1559–1561. Sea por desconfianza, sea para probarla, sus superiores le prohibieron que se abandonase a estos fervores de devoción mística, que eran para ella una segunda vida, y le ordenaron que resistiera a estos arrobamientos, en que su salud se consumía. Obedeció ella, mas a pesar de sus esfuerzos, su oración era tan continua que ni aun el sueño podía interrumpir su curso. Al mismo tiempo, abrasada de un violento deseo de ver a Dios, se sentía morir. En este estado singular tuvo en varias ocasiones la visión que dio origen al establecimiento de una fiesta particular en la Orden del Carmelo.

El biógrafo francés agrega:

Hasta exhalar el último suspiro Teresa gozó la dicha de conversar con las personas divinas, que la consolaban o revelaban ciertos secretos del cielo; la de ser transportada al infierno o al purgatorio, y aun la de presentir lo venidero.

### Fundación del Convento de San José en Ávila y de la Orden de las Carmelitas Descalzas

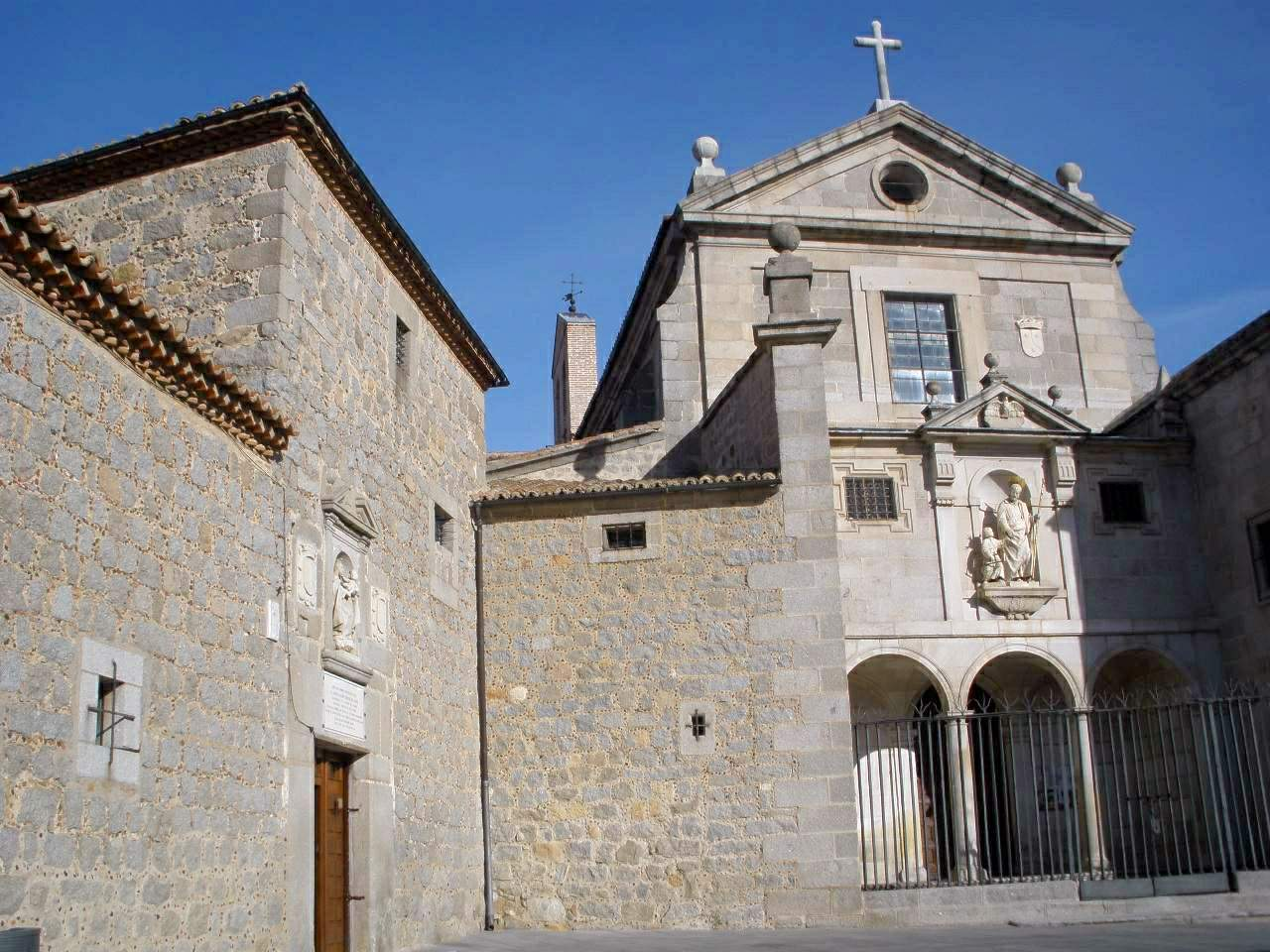
El Convento de San José en Ávila.

En septiembre de 1560, cuando Teresa se encontraba con varias monjas, decidieron fundar un nuevo convento reformado, que observase las reglas originales de la Orden de Nuestra Señora del Monte Carmelo. Estas fueron redactadas por san Alberto de Jerusalén en 1226 y aprobadas por Honorio III y fueron mitigadas en 1247 por Inocencio IV y en 1432 por Eugenio IV. Teresa decidió reformar la orden para volver a la austeridad, la pobreza y la clausura que consideraba el auténtico espíritu carmelita.
La sobrina de Teresa, María de Ocampo, podía aportar mil ducados. Guiomar de Ulloa también estaba dispuesta a contribuir económicamente. Teresa pidió consejo al reformador franciscano Pedro de Alcántara, al jesuita Francisco de Borja y al dominico Luis Beltrán. Todos le animaron a la fundación. En octubre, Teresa y Guiomar consultaron con el dominico Pedro Ibáñez Díaz que, tras ocho días de estudio y oración, dio su aprobación.
En 1560 Teresa fue a ver a su confesor, Baltasar Álvarez, que le dijo que para ello debía dirigirse al provincial de los carmelitas, Ángel de Salazar, que dio su aprobación. Los que estaban en contra de la fundación le dijeron al provincial que el convento no contaría con suficientes recursos económicos y, cuando Teresa y Guiomar iban a comprar una casa para ello, les dijo que el convento no contaría con suficientes ingresos y Baltasar Álvarez le recomendó a Teresa que dejara el asunto. En diciembre, Guiomar de Ulloa sufriría cierto ostracismo por el proyecto y le costaría encontrar a un sacerdote que se dignase a confesarla.
En abril de 1561 Teresa consultó con el nuevo director del colegio de los jesuitas, Gaspar de Salazar, que le animó a seguir con sus gestiones para ello de forma discreta. Guiomar solicitó autorización para la fundación al papa. Contaban con el apoyo de Francisco de Borja, que había sido llamado por el papa Pío IV a Roma. Teresa recibió el breve pontificio en agosto. No obstante, este le autorizaba a fundar un nuevo convento dentro de la provincia carmelita, pero sin el apoyo del provincial era precisa una nueva autorización.
La hermana de Teresa, Juana de Ahumada, y su esposo, Juan de Ovalle, que vivían en Alba de Tormes, compraron una casa en Ávila y se instalaron en ella con sus hijos, con el propósito de que en el futuro sirviera de sede para la fundación.
Teresa contó con la dote de su sobrina, Isabel de la Peña, que fueron 200 ducados, y con la dote de otra sobrina, probablemente Leonor de Cepeda. Guiomar de Ulloa entregó todo lo que tenía, más 30 ducados que le mandó su madre. A finales de 1561 su hermano Lorenzo le envió 200 ducados desde Perú. En 1561 Teresa pasó una temporada en la casa de Guiomar de Ulloa.
En la Navidad de 1561 el provincial le ordenó a Teresa que viajase a Toledo a hacerle compañía a una aristócrata llamada Luisa de la Cerda, que acababa de quedarse viuda. Teresa pasó con ella seis meses y se hicieron amigas. Durante su estancia en esta ciudad, su confesor fue el dominico García de Toledo.
María Jesús de Yepes fue novicia carmelita en Granada. Decidió fundar un convento carmelita basado en la pobreza absoluta, como en la regla original, y, tras vender todos sus bienes, tomó el dinero y fue a Roma con otras mujeres religiosas a exponer su proyecto al papa. Este le remitió a su penitenciario, el cardenal Rainuncio, que le otorgó la licencia. La princesa Juana de Austria le aconsejó hablar con el jesuita Gaspar de Salazar, que entonces se encontraba en Granada, y este, a su vez, le recomendó que hablase con Teresa en Toledo. Llegó a finales de marzo y pasó una temporada con Luisa y Teresa.
Cuando Teresa regresó a Ávila, en julio, ya tenía el Breve Pontificio para su fundación, fechado el 7 de febrero de 1562. Este les autorizaba a fundar un convento que dependiera del obispo de Ávila. Álvaro de Mendoza estuvo en Ávila como obispo desde julio de 1561. Pedro de Alcántara fue a su casa de campo de El Tiemblo y le recomendó que hablase con Teresa. El obispo fue al Convento de la Encarnación a hablar con Teresa y quedó impresionado con ella. Contribuyó económicamente al nuevo convento y lo visitó con frecuencia.
En 1562 conoció al dominico Domingo de Báñez, catedrático de Teología en la Universidad de Salamanca, que fue su confesor hasta 1568 y que le asesoró en diversos asuntos durante toda su vida.
El Convento de San José se abrió el 24 de agosto de 1562. El sacerdote Gapar Dávila dio la primera misa y recibió a las cuatro primeras novicias en nombre del obispo.
El consejo municipal cree que la ciudad ya tiene muchos conventos y que no hay recursos para que haya otro más. El corregidor municipal mandó a unos funcionarios para desalojar a las novicias, que se negaron y dijeron que solo respondían ante el obispo. El 30 de agosto hubo una reunión del cabildo municipal, representantes de la diócesis y de las órdenes religiosas de la ciudad. Los de la municipalidad dijeron que el Convento de San José era una amenaza para el orden público. El provisor del obispo leyó el breve del papa autorizando la fundación y luego se marchó. Posteriormente hubo una discusión. El dominico Domingo Báñez tomó la palabra para defender a las religiosas. Se volvieron a reunir al día siguiente. Asistió el obispo con el sacerdote Gaspar Daza, que tomó la palabra para defender a las religiosas. El cabildo recurrió al Consejo de Estado. Los oidores del Consejo de Estado se mostraron favorables a las religiosas y, para salvar las apariencias, el cabildo dijo que mientras contasen con ingresos fijos el nuevo convento no les importaba. Teresa, en lugar de achantarse, escribió a Roma para pedir un prescripto que autorizase al convento a no tener renta y que se le otorgó el 5 de diciembre. Durante algún tiempo la municipalidad siguió hablando de recurrir al Consejo de Estado, pero luego el asunto se olvidó.
Durante estos sucesos, la priora de la Encarnación le pidió a Teresa que regresase al convento y ella acudió. El provincial, Ángel de Salazar, le dijo que podría regresar al Convento de San José cuando el asunto se hubiera solucionado. A mediados de diciembre de 1562, el obispo habló con el provincial y Teresa volvió al Convento de San José con cuatro monjas de aquel lugar. Entonces se cambió de nombre por Teresa de Jesús. Teresa nombró priora a Ana de San Juan, que provenía de la Encarnación. En 1563 Ana de San Juan regresó al Convento de la Encarnación y Teresa pasó a ser la priora. Aquel año escribió las Constituciones, que fueron aprobadas por el obispo de Ávila, Álvaro de Mendoza, y por el papa Pío IV en 1565. Teresa pasó en el convento cuatro años, con gran austeridad. Debían dormir en jergones de paja. El ayuno consistía en hacer solamente una comida fuerte al día. Consagraban ocho meses del año a los rigores del ayuno, desde el Día de la Exaltación de la Santa Cruz, en septiembre, hasta la Pascua de Resurrección, excepto los domingos y a las religiosas que argumentasen motivos de salud. Se abstenían por completo de comer carne. Sin embargo, con el convento de Malagón hizo una excepción y lo permitió, porque el pescado escaseaba.
En el convento se dedicaban a la oración, a la lectura de libros religiosos recomendados por Teresa y al trabajo, donde estaban las labores cotidianas y la costura.
Una innovación fueron los periodos de recreo. Para Teresa era muy importante que las monjas estuviesen alegres. Había dos periodos de recreo al día, en los que se dedicaban a cosas como cantar y a organizar concursos poéticos.
Otra innovación fueron las ermitas dentro del convento. Estas podían ser pequeñas ermitas en el jardín, si el convento era lo bastante grande, o espacios acondicionados en el interior. En ellas la monja podía ir voluntariamente a meditar y a rezar durante un rato. El Convento de San José tuvo varias ermitas. Estas estaban decoradas con imágenes de Cristo y de los santos.
El 13 de julio de 1563 Teresa se "descalzó": en lugar de los zapatos, que se usaban en el convento de la Encarnación, pasó a llevar unas alpargatas de cáñamo. Las demás religiosas hicieron lo mismo. Por eso pasaron a ser conocidas como carmelitas descalzas.
Una tradición de Ávila dice que Teresa, cuando iba del Convento de la Encarnación al de San José, pasó por la Basílica de San Vicente, donde se descalzó frente a la Virgen de la Soterraña.
En Ávila estaba el Convento de Nuestra Señora del Carmen, de carmelitas calzados. El prior era Antonio de Jesús Heredia. Este ayudó a Teresa en el Convento de la Encarnación, explicando la regla original.
El 15 de febrero de 1567, el superior general de los carmelitas, Juan Bautista Rossi, que estaba visitando los conventos españoles, visitó el Convento de la Encarnación de Ávila. Regresó a Ávila en marzo y Teresa le invitó a que visitase el Convento de San José, de las carmelitas descalzas, aunque no se encontrase bajo su autoridad, ya que dependía del obispo. La personalidad de Teresa le impresionó. El 27 de abril de 1567 le autorizó por escrito a fundar otros conventos de carmelitas descalzas en Castilla que dependieran directamente del superior general, aunque debían tener la autorización del provincial del lugar.
Desde la fundación del Convento de San José de Ávila, Teresa contó con la ayuda y la compañía habituales del sacerdote Julián de Ávila, que actuó como su secretario personal.

### Continuación de su obra
En 1566 Baltasar Álvarez fue nombrado rector del colegio jesuita de Medina del Campo. En el capítulo provincial de la Orden del Monte Carmelo que tuvo lugar en Ávila el 12 de abril de 1567, Antonio de Jesús Heredia fue nombrado prior del convento de Medina del Campo. Como esos dos colaboradores de Teresa se encontraban en esta ciudad cercana, quiso fundar un convento en aquel lugar. El provincial autorizó la fundación el 29 de julio de 1567. En agosto, Teresa y otras seis religiosas salieron de Ávila e hicieron escala en Arévalo. Fundaron el Convento de San José de Medina del Campo el 15 de agosto de 1567.
El superior general Juan Bautista Rossi había autorizado la fundación de conventos descalzos femeninos y Teresa logró convencerle para que se fundasen también masculinos. El 10 de agosto de 1567 autorizó a Alonso González, provincial de Castilla, y a Ángel de Salazar, prior del convento de Ávila, a fundar dos conventos de carmelitas descalzos. Teresa le habló del tema a Antonio Heredia, que había ayudado mucho al convento de Medina del Campo, y este quiso hacerse carmelita descalzo, poniéndose el nombre de Antonio de Jesús.
En Medina del Campo se encontraba el fraile carmelita Juan de Santo Matía, que se estaba planteando hacerse cartujo, pero Teresa le convenció para hacerse descalzo.

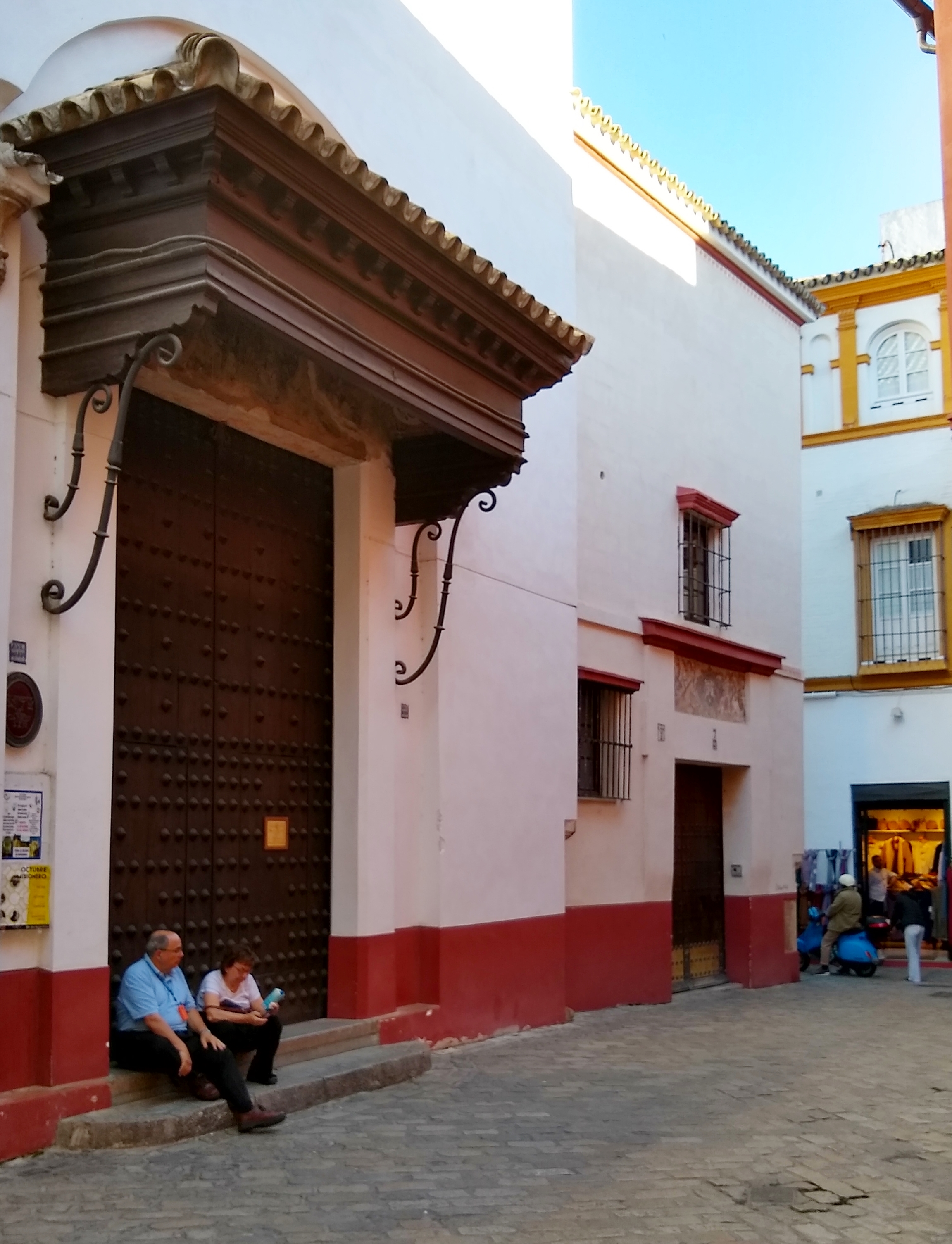
El Convento de San José de Sevilla, conocido como de las Teresas.

Su amiga María Jesús de Yepes había fundado un convento carmelita reformado en 1563 en Alcalá de Henares, un año después que el Convento de San José de Ávila. En enero de 1568 salió de Medina del Campo y fue a Alcalá de Henares a visitar el convento de María Jesús. En marzo se trasladó a Toledo. Luisa de la Cerda le propuso fundar un convento en Malagón, donde tenía una de sus propiedades. Luisa les ofreció una casa, una iglesia, una renta de 50 000 maravedís, 128 fanegas de cereal y 30 000 maravedís al año para una capellanía. Aunque esto no era lo que ella esperaba con la reforma, acepta a cambio de que el convento acoja al menos a dos monjas sin dote. Luisa pide que el convento acepte a religiosas legas, y Teresa acepta pero pide que se abra una escuela para las niñas de la región, llevada por una teatina que les dé catequesis y las enseñe a leer y a bordar. Teresa llegó a Malagón el 1 de abril de 1568 con seis religiosas, un jesuita y Luisa de la Cerda. El Convento de San José del Monte Carmelo se fundó el Domingo de Ramos, 11 de abril, de 1568. Teresa se marchó el 19 de mayo. Regresó en 1576, comprobando que el inmueble no se ajustaba a las necesidades de las monjas. Tras esto, le solicitó a Luisa de la Cerda otro inmueble, que se construyó durante los siguientes tres años. En 1578 regresó a Malagón para ayudar en las obras. Las monjas se trasladaron al nuevo convento el Día de la Inmaculada, 8 de diciembre, de 1579. En la celda del monasterio que ocupó santa Teresa hay una imagen escultórica suya sentada escribiendo en una mesa que solo se expone en la iglesia en ocasiones especiales.
El 19 de mayo de 1568 dejó Malagón y pasó por Toledo, Escalona, Ávila, Duruelo de Blascomillán y Medina del Campo.
Mientras estaba con la fundación de Medina del Campo, Bernardino de Mendoza, hermano del obispo de Ávila, le ofreció a Teresa un inmueble en Valladolid para fundar un convento de carmelitas descalzas. El donante falleció y Teresa tuvo una visión que decía que el alma del difunto permanecería en el purgatorio hasta que diera una misa en la nueva fundación de Valladolid. Llegó a Valladolid el 10 de julio de 1568, acompañada por Juan de Santo Matía, que iba como capellán de las monjas. Fue en esta ciudad donde Juan se puso el hábito de carmelita descalzo y cambió su nombre por Juan de la Cruz. El 15 de agosto se pudo dar la primera misa en el Convento de la Concepción de Nuestra Señora de Monte Carmelo. Sin embargo, el lugar no era salubre y enfermaron de paludismo. La hermana del donante, María de Mendoza, se comprometió a darles otra sede y les cedió parte de su propio palacio. Las carmelitas descalzas se instalaron en el convento definitivo el 3 de febrero de 1569.
El 28 de noviembre de 1568 se fundó el Monasterio de Duruelo en plena montaña, en el municipio de Blascomillán, con san Juan de la Cruz, Antonio de Jesús y otros dos frailes. Al cabo de un año tuvieron que trasladarse a Mancera de Abajo. En el 1600 se instalaron definitivamente en Ávila.
En febrero de 1569 Teresa dejó Valladolid. Pasó por Medina del Campo y luego visitó el Monasterio de Duruelo de Blascomillán, de carmelitas descalzos. Posteriormente estuvo en Ávila.
Estando en Valladolid recibió una carta que le informó que un fallecido mercader, Martín Ramírez, decidió legar parte de su fortuna al convento reformado. Como estaba dedicada a la fundación de Valladolid y padecía paludismo, le pidió a su amiga toledana, Luisa de la Cerda, que se encargase de los permisos. Llegó a Toledo el 24 de marzo de 1569 y se alojó en la casa de Luisa. En la ciudad no consideraban bueno que el fundador no fuese noble. Teresa fue a hablar con el entonces administrador provisional de la diócesis, Gómez Tellez Girón, para obtener el permiso y le argumentó lo bueno que es su proyecto para las religiosas que quieran participar en él. Gómez Tellez Girón le concedió el permiso con la condición de que en el convento no figurase ni patrón ni fundador. Teresa adquirió una casa y en un par de días creó un convento con una capilla. El 14 de mayo de 1569 se ofició la primera misa. Los canónigos se enfurecieron por el nuevo convento, le solicitaron un permiso y Teresa solamente había conseguido un permiso verbal. Finalmente, apareció el administrador de la diócesis y confirmó su autorización. Los herederos de Martín Ramírez le ofrecieron entregarle los 12 000 escudos del testamento solo con la condición de que el albacea testamentario, Alonso Álvarez, y su familia pudieran ser enterrados en la capilla del convento. Con este dinero compraron una nueva sede el 18 de mayo de 1570.

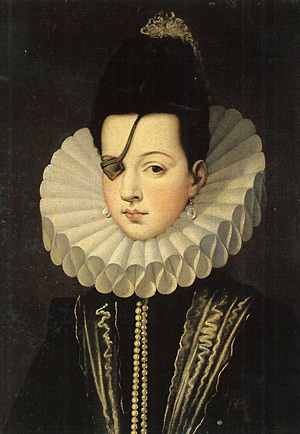
Ana de Mendoza, princesa de Éboli.

Ana de Mendoza, princesa de Éboli, le propuso la fundación de un convento en Pastrana. Abandonó Toledo el 30 de mayo. Se detuvo ocho días en Madrid, donde se hospedó en el Convento de Nuestra Señora de los Ángeles, junto al Alcázar. Este, de monjas clarisas, fue fundado en 1564 por Leonor de Mascareñas, que fue aya de Felipe II. Durante su estancia en Madrid conoció a Leonor de Mascareñas y a Juana de Austria. Juana de Austria había fundado en 1559 el convento de clarisas coletinas conocido como el Convento de las Descalzas Reales, con la ayuda de san Francisco de Borja y con monjas clarisas de Gandía.
Teresa fundó el Convento de Nuestra Señora de la Consolación de Pastrana, de carmelitas descalzas, el 23 de junio de 1569.
En 1569 los religiosos Mariano Azzaro de Clementis y Juan Narduch, que habían estado en el Monasterio de San Basilio del Tardón de Hornachuelos y en la Ermita de San Onofre de Sevilla, pasaron por Madrid y se alojaron en el Convento de Nuestra Señora de los Ángeles. Leonor Mascareñas le dijo a Teresa que tenían muchas ganas de conocerla. Teresa les propuso que se hicieran carmelitas descalzos y ellos aceptaron. Teresa contó con una ermita, la de San Pedro, y unos terrenos cedidos por el príncipe de Éboli, Ruy Gómez, en Pastrana. Mariano Azzaro tomó el nombre religioso de Ambrosio Mariano de San Benito y Juan Narduch el de Juan de la Miseria. Con ellos, Teresa fundó el Convento de San Pedro de este municipio el 9 de julio de 1569. Teresa regresó a Toledo el 21 de julio de 1569. En vida del esposo de Ana de Mendoza, Ruy Gómez, no hubo incidentes notorios e incluso las regiosas de Pastrana recibieron atenciones especiales. Sin embargo, Ruy Gómez murió el 29 de julio de 1573. Entonces Ana de Mendoza entró en el convento con el nombre de Ana de la Madre de Dios y, como monja y patrona, empezó a cometer una serie de transgresiones de las normas del convento. Cuando los personajes ilustres de la ciudad fueron a presentarle sus condolencias la priora les condujo al locutorio, pero ella decidió abrir las puertas del convento para que todo el mundo entrase. Aprovechaba cualquier oportunidad para demostrar que el convento era de su patronazgo. En vez de una celda, se instaló en un apartamento dentro del convento, donde era atendida por varias doncellas. Exigía que las monjas se pusieran de rodillas para hablarle. Además, estaba embarazada de cinco meses. Luego se instaló en otra dependencia y abrió una puerta en el muro que daba al exterior. Felipe II le dijo que se retirase a su palacio a cuidar de sus hijos y, tras marcharse, dejó de ayudar a las monjas. En 1574, Teresa le mandó a la priora que se marchase con todas las monjas al convento de carmelitas descalzas que Teresa había fundado en Segovia. Las monjas se fueron en cinco carros, en plena noche, el 1 de abril. Para vengarse, Ana de Mendoza denunció a Teresa ante la Inquisición.
En 1570 el papa san Pío V nombró visitadores apostólicos de la reforma del Carmelo a los dominicos Pedro Fernández y Francisco de Vargas.
El 15 de julio de 1570 el pirata hugonote Jacques de Sores asaltó un barco cerca de La Palma y mató a 40 misioneros jesuitas. Entre ellos estaba Francisco Pérez Godoy, que era sobrino de Teresa. El jesuita Baltasar Álvarez dijo que Teresa había informado haber contemplado a estos mártires en el Cielo.
Teresa quiso fundar un convento de carmelitas descalzas en Salamanca, la gran ciudad universitaria de entonces, pensando que algún día estas podrían tener un colegio. El obispo Pedro González de Mendoza dio su autorización en septiembre de 1570. Teresa llegó a Salamanca con otra religiosa y dos frailes el 31 de octubre. De este convento se conservan algunos restos del cenobio y la Iglesia de Santa María del Monte Carmelo, del siglo XVII. En 1973 las monjas se trasladaron a otro edificio en Cabrerizos, provincia de Salamanca.
En 1567 el carmelita Francisco Espinet fundó el Colegio del Carmen en Alcalá de Henares. En 1570 los carmelitas se trasladaron a otro edificio y este pasó a ser usado por los descalzos. En 1571 San Juan de la Cruz fue nombrado rector del colegio, aunque se trasladó varias veces a Pastrana para ayudar en el noviciado del Convento de San Pedro. En 1581 pasó a llamarse Colegio de San Cirilo, porque un capítulo de la orden se celebró el día de ese santo. En el año 1598 el Colegio de San Cirilo se trasladó a otro edificio.
El 21 de abril de 1571, después de comulgar, sintió que Jesús estaba a su lado y que le contaba como, después de resucitar, se apareció a la Virgen María y la estuvo consolando. Esto coincide con la doctrina expuesta por san Ignacio de Loyola en el número 299 de sus «Ejercicios espirituales».
Teresa tuvo que ir al convento de Medina del Campo a solucionar dos problemas. El primero era con acerca de una monja, Isabel de los Ángeles, sobrina de un rico mercader llamado Simón Ruiz, que antes de entrar dijo que iba a entregarle al convento su herencia. Los padres se habían opuesto a que se hiciera monja y luego aceptaron a cambio de ser los patronos de la capilla del convento, con derecho a nombrar a los curas de la misma. Isabel se opuso pero el provincial, Ángel de Salazar, estaba a favor. Teresa de Ávila logró convencer a la familia de que renunciase a sus pretensiones. El segundo problema fue que Teresa pidió que fuese reelegida como priora Inés de Jesús y las monjas la reeligieron, pero el provincial quería que la priora fuese una carmelita calzada del Convento de la Encarnación. A principios de diciembre el provincial, disconforme, le dijo a Teresa que abandonase inmediatamente el Convento de Medina del Campo. Teresa, que entonces tenía 55 años, salió y viajó toda la noche en un borriquito hasta llegar al Convento de San José de Ávila.

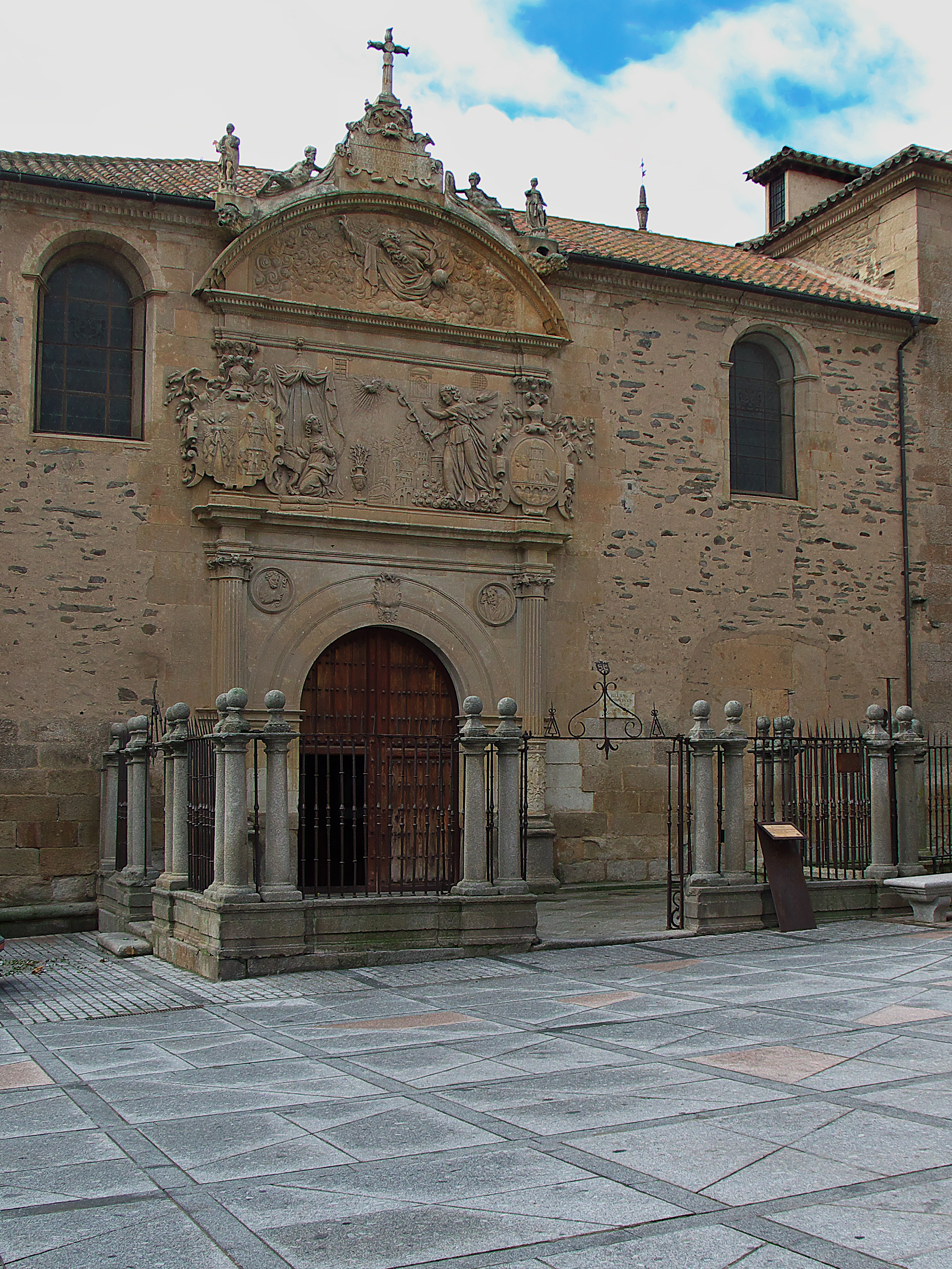
Convento de la Anunciación, Alba de Tormes

Pocos días después, salió de Ávila para fundar otro convento en Alba de Tormes. Esta fundación fue propiciada por Teresa Layz, esposa de Francisco Velázquez, que trabajaba para el duque de Alba. Este matrimonio no podía tener hijos. Cuando estaban viviendo en Salamanca, Teresa Layz tuvo un sueño en el que aparecía una casa, un jardín con un pozo y todo rodeado de flores blancas. Una voz le dijo : "Estos son los hijos que querías tener". Ella pensó que ese sueño significaba que tenía que fundar un convento. Cuando regresaron a vivir a Alba de Tormes y ella entró en su nueva casa y encontró un jardín con un pozo, pensó que era como el de su sueño, y que tenía que fundarlo allí. Un franciscano le habló de Teresa. Dos meses después de fundar el convento de Salamanca, la hermana de Teresa llamada Juana, esposa de Juan de Ovalle, que vivía con su familia en Alba de Tormes, le comunicó que querían fundar un convento de descalzas en aquel lugar. Teresa fue reticente, porque Alba era un lugar muy pequeño como para vivir de las limosnas y no le gustaba fundar conventos con rentas. El dominico Domingo Báñez le dijo que el Concilio de Trento permitía fundar conventos con rentas y que no por el hecho de ser pobres las religiosas serían perfectas. Teresa aceptó y el 3 de diciembre de 1570 acordó con los patronos las rentas del convento. El provincial carmelita dio su licencia el 20 de diciembre y el Convento de Nuestra Señora de la Anunciación se fundó el 24 de enero de 1571.
El visitador apostólico Pedro Fernández depuso a la priora puesta por el provincial en el Convento de Medina del Campo y le encargó serlo a Teresa, que pasó a serlo en julio de 1571.
Sin embargo, el provincial Ángel de Salazar le dijo al visitador apostólico que el Convento de la Encarnación de Ávila, de carmelitas calzadas, necesitaba de mejoras y le propuso que Teresa fuese la priora. El 8 de octubre de 1571 anunció en Medina del Campo que había nombrado a Teresa priora de la Encarnación. En la Encarnación no querían que ella fuese la priora y, cuando llegó, el 14 de octubre, una pequeña aglomeración con carmelitas seglares intentó prohibirle el acceso, además le dijeron "palabras muy feas". Fue preciso que interviniera el corregidor para apartar a los manifestantes.
Teresa convocó a la comunidad en el coro alto y, en vez de sentarse ella en la silla prioral, colocó la imagen de la Virgen de la Clemencia y, entre sus manos, las llaves del convento. Finalmente, cada una de las monjas le rindió obediencia a la nueva priora. Teresa se sentó en el lugar que ocupaba antiguamente, cuando era una simple monja. Cada noche le entregaba las llaves de la portería a la Virgen de la Clemencia. Teresa escribió que la Virgen se le apareció en ese lugar el 19 de enero de 1572 y le dijo que había hecho bien en ponerla allí.
Lo más urgente era sanear la economía: la duquesa de Alba donó 100 ducados y Lorenzo, hermano de Teresa, le mandó dinero desde América.
Teresa no quería en el Convento de la Encarnación a nadie que no llevase una vida conventual. Había una monja que vivía con su sobrina, María Juárez, pero esta no podía marcharse porque era huérfana. Entonces Teresa permitió que se quedase como asistente de su tía. Sin embargo, la monja no quería que se hiciera una excepción a su favor y logró conseguir una dote para su sobrina, que en adelante pasó a ser una monja más del convento.
Teresa quería que san Juan de la Cruz fuese confesor y director espiritual de las monjas de la Encarnación. Con la aprobación del visitador Pedro Fernández, en septiembre de 1572 san Juan de la Cruz dejó el colegio de Alcalá de Henares para ir a servir en la Encarnación en Ávila.
El 18 de noviembre de 1572, durante la misa en el Convento de la Encarnación, cuando san Juan de la Cruz partió la Sagrada Forma en la Eucaristía, ella escuchó que el Señor le decía: "No hayas miedo, hija, que nadie sea parte para quitarte de mí". A esto se le llamó el matrimonio espiritual de santa Teresa.
La duquesa de Alba se sentía muy sola desde que su marido se fue a los Países Bajos y Felipe II intervino ante el papa para que autorizase a Teresa a pasar unos días en el palacio de la duquesa en Alba de Tormes, a principios de febrero de 1573.
Teresa pudo dejar el Convento de la Encarnación entre finales de julio de 1573 y enero de 1574 para buscar otra ubicación a las monjas de Salamanca. Durante sus estancias en Salamanca, Teresa se alojó en el palacio de los condes de Monterrey y en una casa que actualmente lleva su nombre. Durante esta etapa en Salamanca, por consejo de su confesor, Jerónimo Martínez de Ripalda, estuvo escribiendo su libro sobre las fundaciones.

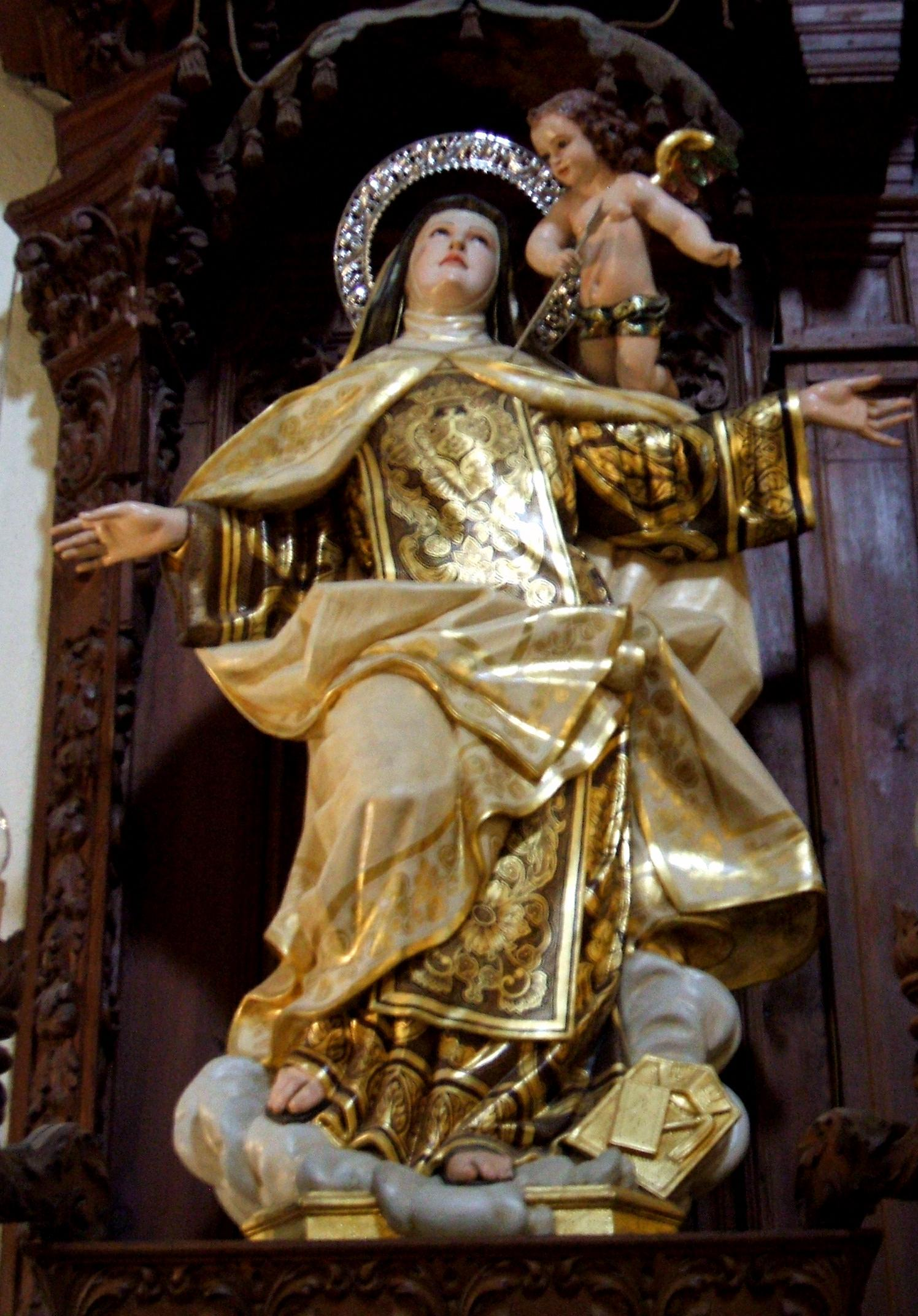
El éxtasis religioso de Santa Teresa de Ávila.

Posteriormente, regresó a Salamanca ese año. Le propusieron fundar un convento en Beas y otro en Segovia. Teresa le solicitó al visitador Pedro Fernández fundar un convento en Segovia y este lo aprobó. El obispo, Diego de Covarrubias Leyva, dio su autorización verbalmente. Teresa llegó a Segovia el 18 de marzo de 1574. Fundaron el convento en una casa de la ciudad el 19 de marzo. El provisor de la diócesis pidió la licencia, pero como no la tenían por escrito y el obispo, que era presidente del Consejo de Castilla y del Consejo de Estado, vivía en Madrid, tuvieron que clausurar el convento. Días después, arreglados todos los trámites, las monjas volvieron a ocupar en convento. En abril, las monjas del convento de Pastrana se trasladadaron a este.
En las investigaciones previas al proceso de beatificación, que empezaron en 1595, se recogieron varios testimonios de que Teresa levitaba en algunos de sus estados místicos. Un testimonio indica que un día en que un sacerdote daba la comunión a las religiosas en una abertura en el muro del coro de un convento Teresa entró en éxtasis y se elevó de tal forma por encima de la obertura que no pudo comulgar. La monja Ana de los Ángeles relató que a veces entraba en éxtasis y que "con la eficacia del divino espíritu" se elevaba por encima del suelo. La monja Ana de la Encarnación contó que un día de 1574, en el convento de Segovia, santa Teresa levitó durante media hora:

Entró la Madre y se arrodilló como medio cuarto de hora. Y mirándola yo muy bien, se levantó del suelo como media vara los pies sin llegar a él, de que me atemoricé mucho, y le temblaba el cuerpo. Y llegándome a donde estaba, puse las manos debajo de los pies, en los cuales estuve llorando como media hora que duró estar así. Y luego se bajó y quedó en pie; y volviendo el rostro hacia mí, me preguntó quién era y si había estado allí, y le respondí que sí; entonces ella me ordenó que nada dijese de lo que había visto.
Ana de la Encarnación.

A veces, para no levitar, se agarraba a la reja de la capilla.
Dejó de ser priora del Convento de la Encarnación de Ávila el 6 de octubre de 1574.

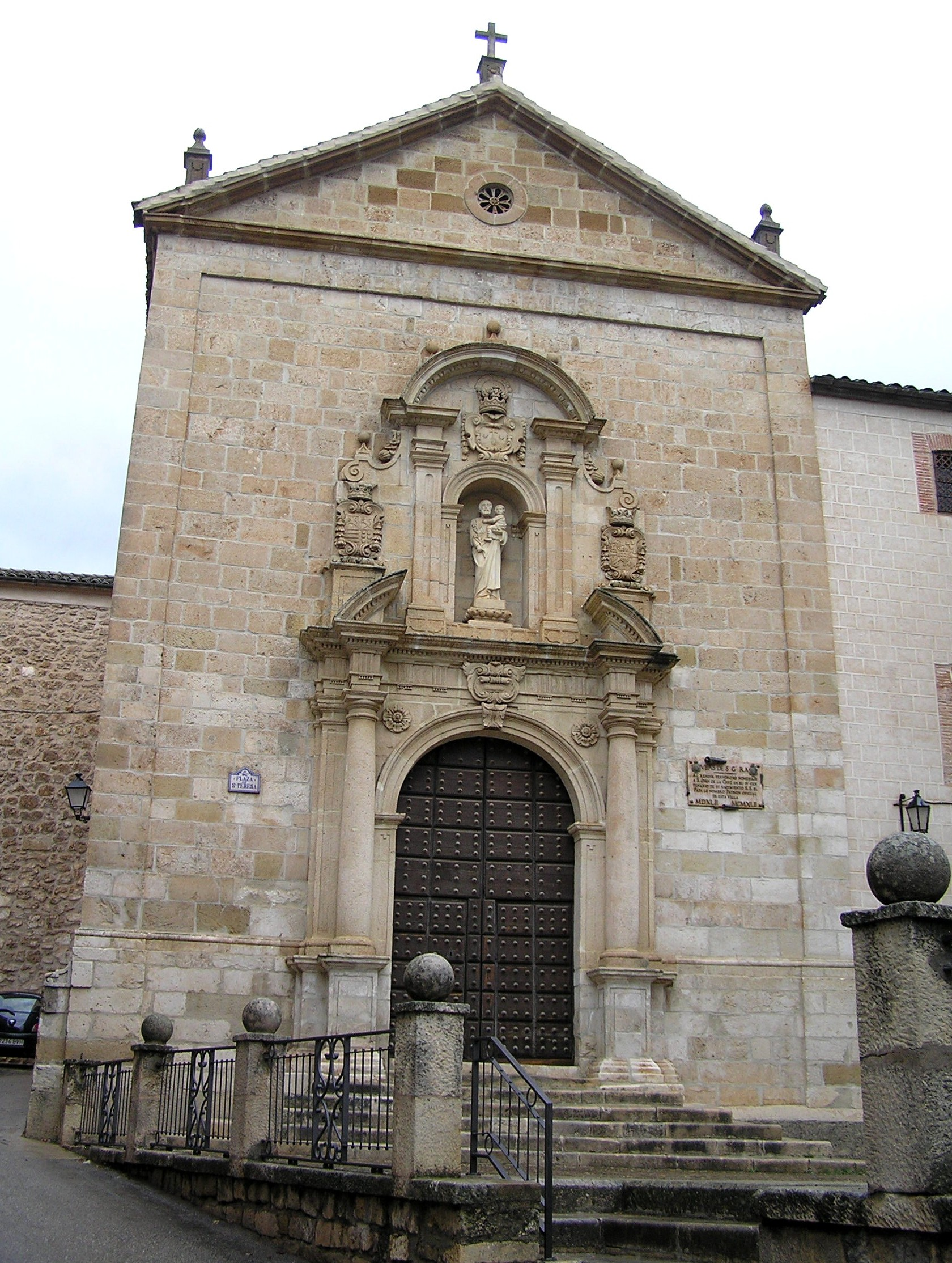
Convento de San José. Beas de Segura

En otoño de 1574 Teresa fue de nuevo a Salamanca para solucionar un asunto inmobiliario. Allí recibió una carta de Catalina Godínez contándole que tenían una casa preparada en Beas de Segura (Jaén) para una fundación. El pueblo era un señorío de la Orden de Santiago. El rey, tras una audiencia con Catalina Godínez, y el Consejo de las Órdenes Militares dieron su aprobación. El visitador apostólico Pedro Fernández le indicó a Teresa que fuese a Beas. Partieron Teresa, nueve religiosas y los sacerdotes Julián de Ávila y Antonio Gaitán. Por el camino pasaron por Toledo, Malagón, Manzanares y Torre de Juan Abad, donde, el 16 de febrero, recibieron la ceniza de aquel miércoles de Cuaresma en la Iglesia de Nuestra Señora de los Olmos. En el trayecto se perdieron en Sierra Morena, pero lograron volver al sendero correcto tras pedirle intercesión a san José. En Beas de Segura recibieron una cordial bienvenida por una multitud en la que estaba la nobleza local, el clero y todos los habitantes. La multitud las acompañó en procesión hasta el edificio donde fundaron el convento. Fundaron el Convento de San José de este municipio el 24 de febrero de 1575. Catalina Godínez y su hermana María de Sandoval tomaron los hábitos como Catalina de Jesús y María de Jesús.
Jerónimo Gracián se hizo carmelita descalzo en Pastrana el 25 de abril de 1572. Tomó el nombre de Jerónimo de la Madre de Dios. En agosto el visitador de la orden en Andalucía, Francisco de Vargas, delegó en Jerónimo de la Madre de Dios sus propias facultades. Posteriormente le nombró vicario provincial de los carmelitas. Jerónimo de la Madre de Dios viajó con Ambrosio Mariano de San Benito a Andalucía. Desde Sevilla, se desplazaron a San Juan del Puerto a deshacer un convento de descalzos, que era fruto de una cesión de dos años de los calzados.
En 1574 Jerónimo de la Madre de Dios fundó en Sevilla el Convento de Nuestra Señora de los Remedios, de carmelitas descalzos.
Jerónimo de la Madre de Dios había sido nombrado sustituto del visitador contra el dictamen del general de la orden y fue objeto de ataques y calumnias. Teresa conocía a Jerónimo por carta y quiso conocerle personalmente para conocer la verdad de esos asuntos. El clérigo Juan de Padilla organizó un encuentro entre ambos en Beas de Segura.
En Beas, Jerónimo le dio el hábito a un nuevo carmelita descalzo, con el nombre religioso de Gregorio Nacianceno.
Jerónimo de la Madre de Dios le propuso a Teresa fundar un convento de carmelitas descalzas en Sevilla. Teresa no quiso por razones que se desconocen, pero terminó dejándose convencer. Partió el 18 de mayo con seis religiosas y tres religiosos, todos en cuatro carros. Pasaron la noche en una ermita en Sierra Morena y luego se dirigieron hacia Linares. Pasaron por Espeluy. El 22 de mayo el grupo llegó a Córdoba. El 23 de mayo llegaron a Écija. Se hospedaron en la Ermita de Santa Ana hasta el 25 de mayo. En este lugar, los terceros franciscanos crearon un convento en 1625 y la ermita fue convertida en la iglesia conventual. El aspecto actual de la Iglesia de Santa Ana se debe a obras que tuvieron lugar en el siglo XVIII. Pasaron por Mairena del Alcor y llegaron a Sevilla el 26 de mayo.
No había nada preparado para recibir a las religiosas. Se instalaron en una casa sin ninguna comodidad, sin muebles y sin comida. Tampoco tenían dinero. El arzobispo, Cristóbal Rojas Sandoval, no quería que se fundase un convento sin renta con el pretexto de que ya había demasiados conventos en la ciudad. Teresa estaba decidida a abandonar sin fundar nada. No comprendía por qué en una ciudad rica había más dificultades para fundar un convento que en cualquier otra ciudad en la que había estado. Luego, el arzobispo cambió de opinión y les envió limosnas. Lo que salvó la situación fue que, el 12 de agosto de 1575, desembarcó el hermano de Teresa, Lorenzo, el conquistador. Había hecho fortuna en América y estaba deseando ver a su hermana, tras 34 años. Gracias a él, las religiosas compraron una casa de acuerdo con sus necesidades. Teresa fijó una inauguración solemne el 3 de junio de 1576. El arzobispo organizó una procesión en la que participaron los clérigos y las cofradías. Las calles fueron cubiertas de flores y hubo música y cánticos religiosos. El arzobispo instaló el Santísimo Sacramento en la capilla del Convento de San José. Antes de partir bendijo a Teresa y luego, ante el asombro general, le pidió a Teresa que le bendijera a él.
El convento estuvo en la calle Zaragoza de Sevilla desde 1575. En 1586 san Juan de la Cruz, entonces vicario de los descalzos, dio autorización, conservada en el Archivo de Protocolos de Sevilla, al mercader Pedro Cerezo Pardo, protector de los descalzos, y a la priora para comprar unas casas de Pedro de Morga. Las monjas se trasladaron aquel año a su nueva sede. Para la inauguración acudió san Juan de la Cruz, que, en junio de 1586, escribió a la priora del convento de Caravaca de la Cruz:

Ya estoy en Sevilla, en la traslación de nuestras monjas, que han comprado unas casas principalísimas, que aunque costaron casi catorce mil ducados, valen más de veinte mil. Ya están en ellas y, el día de San Bartolomé pone el cardenal el Santísimo Sacramento con mucha solemnidad.
San Juan de la Cruz. Junio de 1586.

El Convento de San José de Sevilla conserva una losa del convento de la calle Zaragoza.
Tres doncellas de buena familia de Caravaca de la Cruz, Región de Murcia, desearon entrar en un convento de clausura pero no había ninguno en el lugar. Los jesuitas, que habían inaugurado unas escuelas en Caravaca, les recomendaron que se dirigieran a Teresa. Como Caravaca no estaba lejos de Beas de Segura, estando allí mandó a Julián de Ávila y a Antonio Gaitán a aquella ciudad a comprobar si era propicia una fundación. Regresaron entusiasmados. Como la ciudad era un señorío de la Orden de Santiago, debieron pedir licencia al Consejo de las Órdenes Militares. Este la concedió pero con unas cláusulas inaceptables para Teresa: el convento estaría bajo la jurisdicción del comendador de la Orden de Santiago y las religiosas le deberían obediencia. Teresa escribió a Felipe II y este anuló esas condiciones. El Convento de San José de Caravaca de la Cruz se inauguró el 1 de enero de 1576.
En 1574 Ana de Mendoza, tras sus desavenencias con Teresa en el convento de Pastrana, le envió una copia de la autobiografía al inquisidor general Gaspar de Quiroga y Vela, que no encontró nada malo en ella y expresó su admiración. En 1575 un tribunal de la Inquisición de Valladolid investigó a Teresa por las visiones que había tenido, ya que se habían dado casos de farsantes. El obispo de Ávila, Álvaro de Mendoza, proveyó al Consejo de la Suprema Inquisición de una copia de la autobiografía de la santa el 27 de febrero de 1575. Teresa fue informada cuando estaba en Beas de Segura. El 7 de julio de 1575 el dominico Domingo Báñez presentó al Consejo de la Suprema un informe completamente favorable a la autobiografía de Teresa. Posteriormente le pidieron otro informe al dominico Hernando del Castillo, que llegó a las mismas conclusiones. Cuando Ana de Jesús quiso editar la vida de la santa en 1588 el propio Quiroga se la dio. En el convento de Sevilla una novicia de cuarenta años llamada María del Corro tuvo una serie de conflictos y decidió marcharse en 1576. Tras esto, denunció a Teresa y a una monja llamada Isabel de San Jerónimo por una supuesta espiritualidad heterodoxa. Teresa e Isabel de San Jerónimo prestaron declaración ante la Inquisición de Sevilla, que archivó el caso en abril. Al parecer, Isabel de San Jerónimo no se encontraba bien y adolecía de melancolía. Teresa solucionó el caso exonerándola del ayuno durante algunos días. Además, la obra de santa Teresa jamás fue censurada por la Inquisición. El 26 de agosto de 1589, el dominico Alonso de la Fuente, inquisidor en Llerena, escribió al Consejo de la Suprema acusando a Teresa de una espiritualidad heterodoxa y exigiendo que se prohibiesen sus libros. El Consejo le contestó que dijese qué pasajes de su obra eran heréticos, aunque no prestó demasiada atención a las acusaciones. El Consejo tampoco hizo caso cuando, posteriormente, Teresa fue acusada por el dominico Juan de Lorenzana, el agustino Antonio Sosa y, en 1598, por el canónigo Francisco de Pisa.
En mayo de 1575 el capítulo general de la Orden del Monte Carmelo, que tuvo lugar en Piacenza, decidió suprimir todas las fundaciones de los carmelitas descalzos realizadas sin autorización del superior general, es decir, las de Andalucía. Le quitaron a Jerónimo de la Madre de Dios su cargo de visitador y nombraron a Jerónimo Tostado visitador general de todos los conventos de España. Tras esto, algunos carmelitas descalzos, como Jerónimo de la Madre de Dios, fueron recluidos en Pastrana o en Alcalá de Henares.
San Juan de la Cruz fue apresado por los calzados en Medina del Campo en 1575, pero fue liberado a los pocos días por la intervención del nuncio, Nicolò Ormaneto, favorable a los descalzos.
Su hermano Lorenzo, viudo desde la muerte de su esposa en Quito en 1567, había llegado a Sevilla en 1575 con sus tres hijos: Francisco, de quince años, Lorenzo, de trece, y Teresa, de nueve. La niña pasó una temporada en el convento con Teresa. El 28 de mayo de 1576, Teresa dejó Sevilla con su hermano Lorenzo y sus hijos. Hicieron escala en Almodóvar del Campo y Malagón. Llegaron a Toledo el 23 de junio de 1576.
El sacerdote Alonso de Velázquez, catedrático, fue nombrado lectoral de la Catedral de Santa María de Toledo. Allí conoció a Teresa de Jesús, y fue su confesor desde el verano de 1576 hasta 1578, cuando fue nombrado obispo de Osma el 13 de junio de 1578. Por su consejo y el de Jerónimo de la Madre de Dios, escribió el libro Las moradas del castillo interior, entre julio y noviembre de 1578. En el prólogo, Teresa describe a Alonso de Velázquez y a Jerónimo de la Madre de Dios como personas muy cultas. Cuando Alonso de Velázquez era obispo de Osma, recibió una carta de Teresa, que se considera un tratado sobre la necesidad de la oración.
Tras marcharse, recibe noticias de que Isabel de San Jerónimo y Beatriz de la Madre de Dios estaban causando problemas porque creían gozar de una espiritualidad especial. Teresa creyó que se debían encontrar mal y, en una carta del 23 de octubre de 1576, mandó que comiesen carne y que no ayunasen. Esta solución dio buenos resultados. Entre octubre de 1576 y diciembre de 1577 Isabel de San Jerónimo fue priora del convento de carmelitas calzadas de Paterna. Cuando Isabel de San Jerónimo regresó, tanto ella como Beatriz de la Madre de Dios volvieron a generar polémica, por unas supuestas apariciones y profecías. Quisieron poner por escrito lo que les ocurría pero Teresa se opuso. Las dos pasaban muchas horas confesando con el sacerdote Garciálvarez. La priora, María de San José, quiso poner orden pero el confesor se indignó pensando que quería entrometerse en las confesiones. La priora destituyó al confesor. El provincial, un calzado, anuló la decisión a finales de 1578, acudió a investigar en el convento y destituyó a la priora. Finalmente, Beatriz de la Madre de Dios se retractó, María de San José fue nombrada priora de nuevo y García Álvarez recibió la orden de no volver a confesar a las carmelitas.
Algunos calzados intentaron perjudicar a la reforma inventándose que Teresa y Jerónimo de la Madre de Dios eran los responsables de todo lo que funcionaba mal y que la relación que tenían no era solamente religiosa. También dieron a entender la calumnia de que Teresa había tenido varios hijos y que se las había ingeniado para mandarlos a América.
En julio de 1577 fue de Toledo a Ávila, para someter a la Orden del Carmen el Convento de San José, antes sujeto al ordinario. Miguel de la Columna y Baltasar de Jesús, desertores de la reforma, extendieron las calumnias contra los descalzos y, sobre todo, contra Jerónimo de la Madre de Dios, al que acusaron de una relación no religiosa con la marquesa de Évora y con su nieta, aprovechando que había pasado una noche en Évora con ellas hablando de cosas espirituales.
El 29 de agosto llegó a Madrid el nuevo nuncio, Felipe (Filippo) Sega, que era partidario de los calzados.
En 1577 Teresa acudió al rey Felipe II de España, que tomó en sus manos el asunto. El 8 de octubre Miguel de la Columna se retractó de sus injurias hacia los descalzos.
En octubre de 1577 tocó elegir una nueva priora para el Convento de la Encarnación de Ávila. Entre las monjas había dos grupos, las que querían la vuelta de Teresa y las laxas que querían a una calzada. Jerónimo Tostado envió al convento al provincial con instrucciones para que saliese escogida la candidata calzada. Este amenazó con excomulgar a las que votasen por Teresa. A despecho de estas intimidaciones, 55 monjas que estaban guiadas por las exhortaciones de Juan de la Cruz declararon su intención de votar por Teresa y constituyeron mayoría. El provincial mantuvo su posición e increpó y excomulgó a las que votaron por la descalza, al tiempo que requisaba y quemaba sus papeletas de voto. Esto tampoco hizo a esas monjas cambiar de opinión, tras lo cual el provincial dio orden de que no se les dejase asistir a misa, entrar en la capilla ni ver a su confesor o parientes hasta que hubiesen votado por la calzada. Como estas monjas continuaron negándose, el provincial declaró nula la elección, las excomulgó por segunda vez y nombró priora a la monja calzada, que había obtenido menos votos.
En diciembre de 1577, en Ávila, san Juan de la Cruz fue apresado por los calzados con permiso del nuncio y la colaboración de las autoridades civiles. Al día siguiente Teresa hizo constar esto ante notario. Juan de la Cruz estuvo encerrado en el convento calzado de Toledo incomunicado. El 15 de agosto de 1578 logró evadirse y encontró refugio en el convento de las carmelitas descalzas de Toledo.
El 24 de diciembre de 1577 Teresa se cayó de una escalera y se dislocó el brazo izquierdo, dejándoselo incapacitado una temporada. En mayo de 1578 la priora del convento de Medina del Campo mandó buscar a una curandera que le recolocó el brazo y pudo moverlo de nuevo.
Teresa pasó el año 1578 en Ávila, y fue uno de los más tristes. En una de sus cartas escrita desde Ávila en 1577 o 1578, llegó a decir a fray Ambrosio Mariano: «nos hacen guerra todos los demonios, y es menester esperar el amparo solo de Dios, y esto ha de ser con obedecer y sufrir, y entonces Él toma la mano».
El 23 de julio de 1578 el nuncio Sega revocó los poderes de Jerónimo de Gracián y le ordenó entregar sus papeles y documentos.
El 9 de octubre de 1578 los carmelitas descalzos se reunieron en un capítulo en Almodóvar del Campo.
El 16 de octubre de 1578 el nuncio Sega anuló lo acordado en Almodóvar del Campo y sometió a los descalzos a los calzados.
En 1578 el fraile descalzo Juan de Jesús Roca fue apresado por orden del nuncio Sega en el convento de los carmelitas calzados de Madrid durante dos meses. En este tiempo se encontró con este nuncio, que le dijo que Teresa era:

Fémina inquieta, andariega, desobediente y contumaz, que a título de devoción inventaba malas doctrinas, andando fuera de la clausura contra el orden del concilio tridentino y prelados, enseñando como maestra contra lo que San Pablo enseñó, mandando que las mujeres no enseñasen

El 20 de diciembre de 1578 un tribunal en el que estaba el nuncio Sega mandó a Jerónimo de la Madre de Dios a recluirse en el colegio de Alcalá de Henares aunque le soltaron poco tiempo después.
A principios de febrero de 1579 el conde de Tendilla, defensor de los descalzos, discutió con el nuncio. Felipe Sega protestó a Felipe II, que le dijo que se preocupase de "favorecer la virtud". El arzobispo de Toledo, varios obispos y el embajador, por mandato del rey, se quejaron al papa del nuncio.
El jesuita Gaspar de Salazar quiso hacerse carmelita descalzo. En una carta al provincial de los jesuitas, Juan Suárez, fechada en 
Ávila el 10 de febrero de 1578, Teresa de Jesús dice que nunca había influido en Gaspar para que intentase pasarse a los descalzos. Los superiores de los jesuitas instaron en 1579 a que se cesase el trato de sus miembros con las carmelitas descalzas.
Felipe II estaba muy disconforme con lo ocurrido a los descalzos, porque deseaba la reforma y no quería que se interviniese en los asuntos de España. El nuncio Sega, viendo que el ambiente en la corte era cada vez más hostil, cedió, y el 1 de abril de 1579 puso un vicario general propio a los carmelitas descalzos: Ángel de Salazar. En diciembre de 1579 Teresa de Ávila escribió a Jerónimo de la Madre de Dios diciendo que estaba muy satisfecha con este vicario.
En 1579 Teresa mandó al fraile Juan de Jesús Roca ir a la Santa Sede a obtener una provincia aparte para los carmelitas descalzos. Juan de Jesús se hizo acompañar de fray Diego de la Trinidad. Hicieron el viaje de incógnito, vestidos de seglares. Salieron de Ávila, pasaron por Madrid a por unas cartas del rey y en mayo embarcaron en Alicante con destino a Loano y, de ahí, fueron a Roma.
Felipe II sugirió, con respecto a los carmelitas descalzos, la creación de una comisión con el nuncio y unos adjuntos, que concluyó el 15 de julio de 1579. Esta propuso como solución que el rey pidiera al papa una provincia separada para los carmelitas descalzos. Felipe II solicitó una provincia independiente para los carmelitas descalzos y Gregorio XIII se la concedió con el Breve Pia Consideratione del 22 de junio de 1580. Juan de Jesús Roca escribió a los carmelitas descalzos para informarles de la buena noticia y regresó a España con su compañero ese mismo año.
En 1579 las cosas empezaron a mejorar para los descalzos. Teresa salió de Ávila el 25 de junio para visitar los conventos que había fundado. Estuvo unos días en Medina del campo. Llegó a Valladolid el 3 de julio. Escribió cartas a su hermano, a la priora de Sevilla, al arzobispo de Évora y a Jerónimo de la Madre de Dios. El 30 de julio salió de Valladolid y fue a Medina del Campo, donde estuvo unos tres o cuatro días. Luego fue a Alba de Tormes, donde estuvo unos ocho días. Hacia la Fiesta de la Asunción, el 15 de agosto, llegó a Salamanca, donde estuvo dos meses y medio, en los que se dedicó a la compra de una casa. Fue elegida como priora del convento de Malagón. Ángel de Salazar le relevó del puesto pero le mandó que visitase el convento. A principios de noviembre llegó a Ávila. Luego, a pesar de estar enferma y de que hacía mal tiempo, salió para Malagón. A los cinco días llegó a Toledo, donde escribió el 19 de noviembre a Isabel de Ossorio. Llegó a Malagón el 25 de noviembre. Allí, estuvo en el traslado de la comunidad a su nueva sede el Día de la Inmaculada, 8 de diciembre.
En 1571, la viuda Catalina de Cardona, dedicada a una vida de oración y penitencia, visitó a su amigo Ruy Gómez en Pastrana y quedó fascinada con la reforma. Luego se retiró a un paraje de Casas de Benítez donde fray Ambrosio Mariano de San Benito construyó una galería subterránea en la roca para ella, que daba a la iglesia de un convento para frailes carmelitas descalzos con el nombre de Santa María del Socorro. En 1574 unas jóvenes de Villanueva de la Jara se le unieron en su vida eremítica. Catalina de Cardona falleció en 1577. En 1580 había nueve mujeres allí, con libros de Luis de Granada y Pedro de Alcántara como guías espirituales. Su deseo era ser carmelitas. El ayuntamiento del cercano pueblo de Villanueva de la Jara se comprometió a garantizar el futuro del convento de carmelitas descalzas que se fundase. Teresa salió del Convento de San José de Malagón y fundó, con la venerable Ana de San Agustín y otras monjas, el Convento de Santa Ana de Villanueva de la Jara en febrero de 1580. El convento de frailes del Socorro se trasladó a Villanueva de la Jara en 1603.
Regresó a Toledo el 25 de marzo de 1580. Allí le dio un ataque de perlesía y mal de corazón que le llevaron a estar cerca de la muerte. En su convalencencia escribió muchas cartas, entre otros a la duquesa de Alba. El duque de Alba, que estaba entonces en Uceda, leyó la Vida de Teresa, por una copia que le había dado fray Bartolomé de Medina, y le gustó mucho. El 6 de mayo se entrevistó con Gaspar de Quiroga y Vela, que había sido nombrado arzobispo de Toledo en 1577, para tratar de la fundación de un carmelo en Madrid, y se alegró mucho de conocerla, le dijo que su doctrina era buena y le dio todo tipo de facilidades. Sin embargo, no fue hasta 1586 en que se materializaron en Madrid el Convento de San Hermenegildo, para frailes, y el Convento de Santa Ana, para monjas.
Por mandato de Ángel Salazar, salió el 6 de junio para Valladolid y pasó por Segovia, ciudad a la que llegó el 13 de junio. Sin embargo, el 28 de junio murió su hermano, Lorenzo de Cepeda, y tuvo que irse a Ávila a arreglar los asuntos del testamento. Luego salió de Ávila con un sobrino y con Jerónimo de la Madre de Dios. Pasó por Medina del Campo a mediados de agosto. Cuando llegó a Valladolid cayó gravemente enferma, pensó que iba a morir y quedó muy débil. Durante su convalecencia escribió varias cartas.
Le propusieron fundar un convento en Palencia. Le dijeron que la ciudad era muy humilde y ella pensó que no iban a poder vivir de donativos y que no le gustaba fundar conventos con rentas. El jesuita Jerónimo de Ripalda, que pasó por la ciudad, le animó a aceptar. Salió el 28 de diciembre de 1580. El 29 de diciembre fundó el convento de Palencia en una casa subarrendada y se celebró en él la primera misa. Aunque el convento no tenía ingresos fijos, el obispo, Álvaro de Mendoza, le aseguró que él se encargaría del convento y que no le iba a faltar de nada. Para la sede definitiva, Teresa compró una casa. El nuevo convento fue inaugurado el 26 de mayo de 1581, con una procesión con música y cánticos religiosos.
El primer capítulo general de los carmelitas descalzos se reunió en el Colegio de San Cirilo de Alcalá de Henares el 3 de marzo de 1581. Jerónimo de la Madre de Dios fue elegido provincial. El 13 de marzo de 1581 se aprobaron unas Constituciones. Teresa le pidió al provincial lanzar una edición de aquellas Constituciones, que fueron impresas en diciembre.
La noble Beatriz de Beamonte quiso fundar un convento de monjas en Soria y trató del asunto con el obispo de su diócesis, Alonso Velázquez, que le habló de Teresa. Ella aceptó fundar el convento. Salió de Palencia a finales de mayo y llegó a Soria a principios de junio. Fundó el convento el 3 de junio de 1581 y de dejó como priora a una monja llamada Catalina de Cristo, que apenas sabía leer. Jerónimo de la Madre de Dios se asombró por esto, pero Teresa dijo que Catalina de Cristo era una mujer santa y que iba a ser tan buena priora como las otras.
Salió para Ávila el 16 de agosto. Pasó por Burgo de Osma, donde el 18 de agosto se encontró con el jerónimo Diego de Yepes, que le dio la Eucaristía. El 23 de agosto estuvo en Segovia. El 4 de septiembre llegó a Villacastín. El 5 de septiembre llegó a Ávila. Encontró muy decaido el Convento de San José. La priora renunció y las monjas quisieron elegir de priora a su fundadora. Jerónimo de la Madre de Dios le animó a esto y ella aceptó. En esta etapa escribió muchas cartas.
Algunos jesuitas quisieron fundar un convento del Carmelo en Burgos. Teresa aceptó la fundación, a pesar de su mala salud. Salió de Ávila el 2 de enero de 1582. El 4 de enero llegó Medina del Campo. El día 9 de enero salió para Valladolid, donde estuvo cuatro días. Luego pasó por Palencia. El 16 de enero escribió desde allí a Catalina de Tolosa. Llegó a Burgos el 26 de enero. El 23 de febrero Teresa y sus acompañantes se instalaron una estancia del Hospital de la Concepción. El 16 de marzo compró una casa. El arzobispo concedió licencia para la fundación el 18 de abril.
El 21 de enero de 1582 san Juan de la Cruz y la carmelita descalza Ana de Jesús llegaron a Granada, donde fundaron otro convento de carmelitas descalzas.
El 19 de febrero de 1582 se fundó en Lisboa el Convento de San Alberto, de carmelitas descalzos.
Teresa salió de Burgos a finales de julio de 1582 con su enfermera, la monja Ana de San Bartolomé, y su sobrina Teresa. El 3 de agosto escribió desde Palencia a la priora de Burgos. Luego pasó por Valladolid. Aquí tuvo que escuchar las recriminaciones de Beatriz de Castilla y Mendoza. La suegra de su sobrino, Francisco de Cepeda, exigía que este recibiera parte de la herencia que Lorenzo legó al carmelo de Ávila. Teresa no consiguió que se aviniese a razones. Llegó a Medina del Campo el 16 de septiembre. Allí Antonio de Jesús le dijo que fuese a Alba de Tormes a acompañar a la duquesa de Alba, que iba a tener un hijo. Él viajaría con ella y elegirían una nueva priora en el convento de Alba de Tormes. La priora del convento de Medina del Campo se tomó a mal una apreciación de Teresa y las dos se separaron molestas. En Aldeaseca de la Frontera se detuvo porque se encontró indispuesta. Mandaron a un arriero a por algo de comer pero no encontró nada. Teresa tuvo que contentarse con unos higos secos. Luego vino una persona a informarles de que la duquesa había dado a luz a un niño.
Llegó a Alba de Tormes el 20 de septiembre. Se encontraba enferma, se fue al carmelo y se acostó. En contra de la opinión de los médicos, se levantó para ir a misa y para inspeccionar el carmelo. Trató los problemas de este convento y también trató de otro tema del convento de Salamanca. La duquesa fue a verla en varias ocasiones. El 29 Teresa quedó postrada en la cama. El 2 de octubre se confesó, comulgó y realizó unas recomendaciones a las carmelitas. Ella le dijo a Ana de San Bartolomé que, si mejoraba, iría a Ávila. Antonio de San José le preguntó si quería que llevasen su cuerpo a Ávila cuando falleciese. Ella dijo que no le importaba que la enterrasen en Alba. El 3 de octubre un barbero le realizó una sangría y le aplicó unas ventosas. A las nueve de la noche, recibió la extremaunción. Murió, en los brazos de Ana de San Bartolomé, a las nueve de la noche del 4 de octubre de 1582 (al día siguiente el calendario juliano fue sustituido por el calendario gregoriano en España, por lo que al día de su fallecimiento le sucedió el día viernes 15 de octubre).

### Sepultura y reliquias

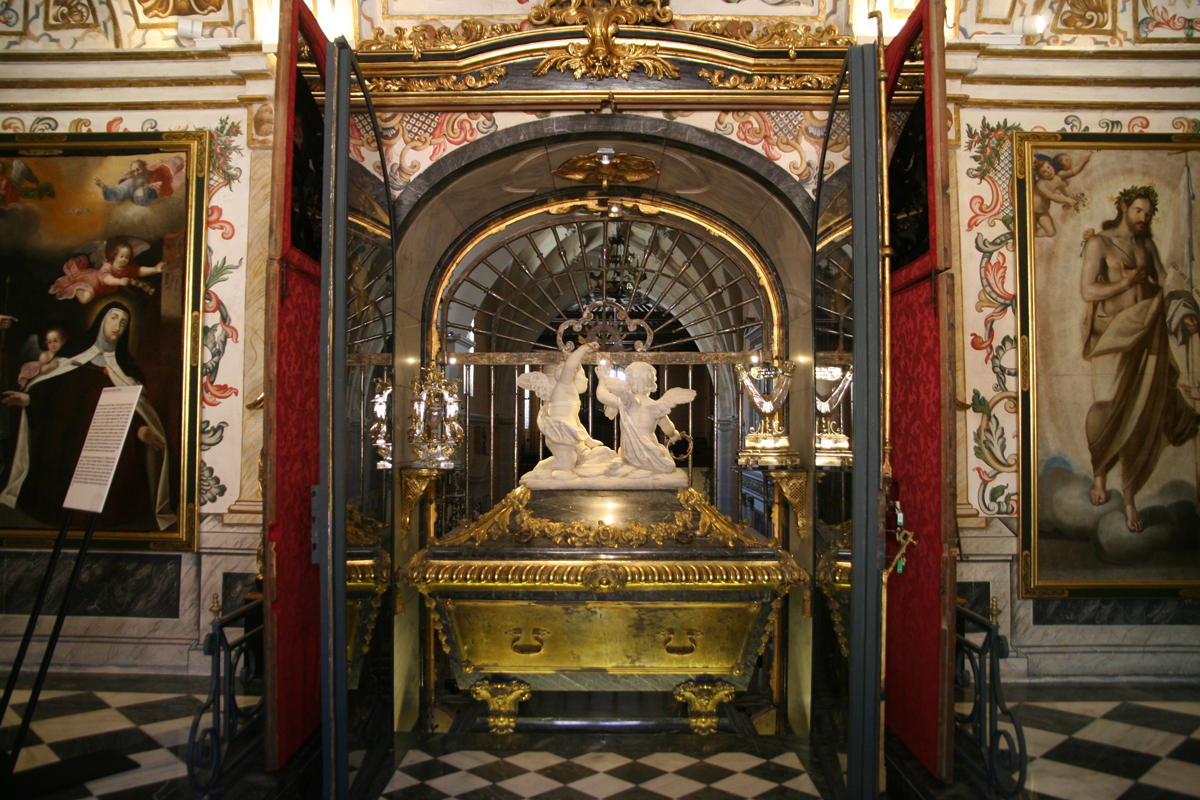
Sepulcro de la santa en el Convento de la Anunciación de Alba de Tormes. Fue costeado por el rey Fernando VI en el.

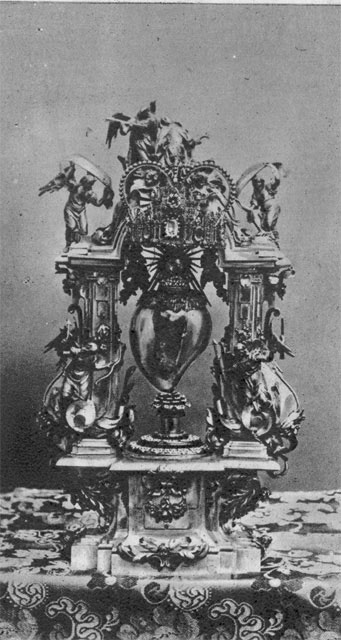
Reliquia del corazón de santa Teresa, conservada por las carmelitas descalzas de Alba de Tormes.

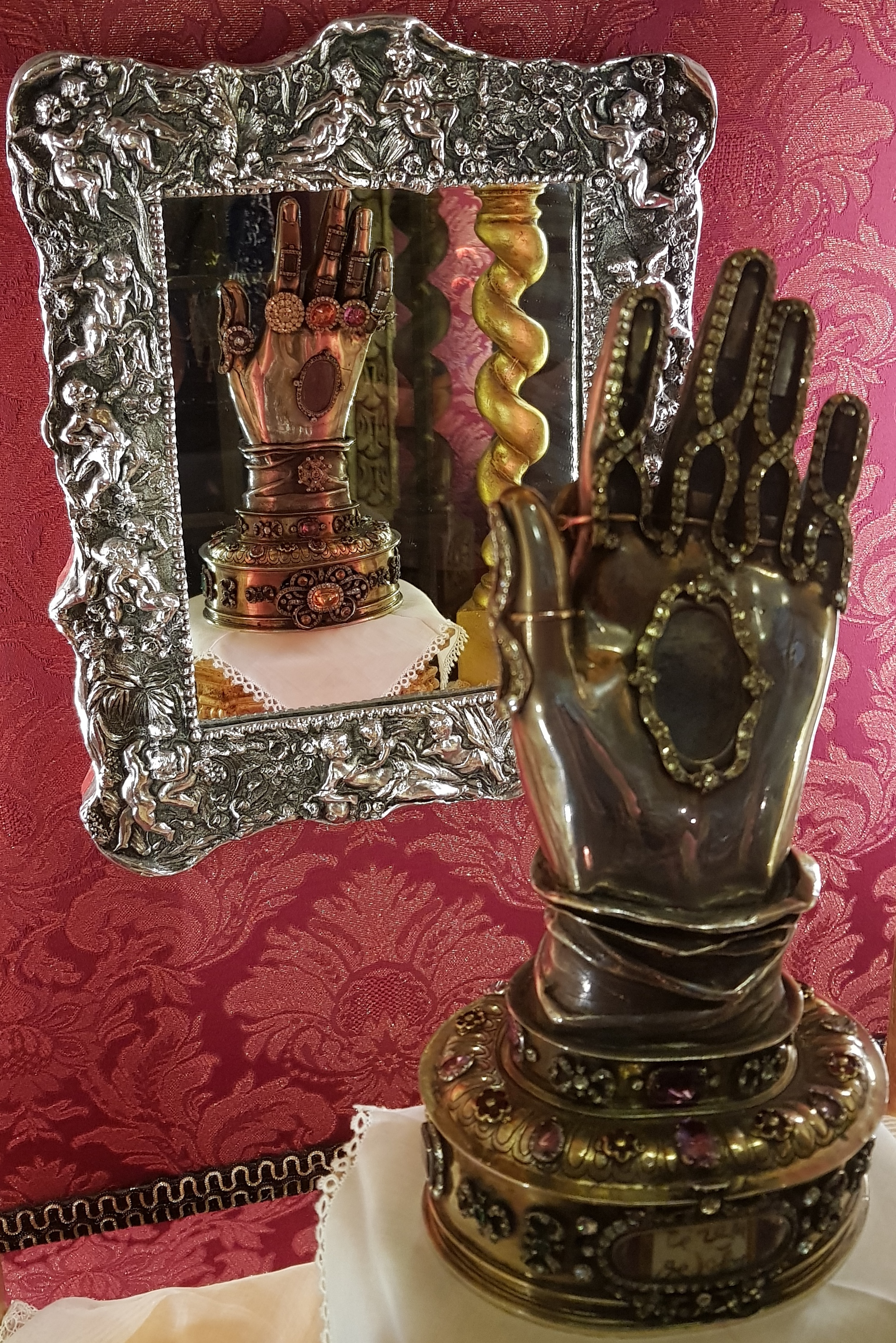
Relicario con la mano de la santa, conservado en Ronda.

El cuerpo, que no se embalsamó, fue envuelto en una tela bordada con oro, regalo de los duques de Alba, y puesto en una ataúd de madera. El ataúd estuvo expuesto en la capilla del Convento de la Anunciación hasta la misa funeral, que se celebró, según el nuevo calendario, el 15 de octubre. La patrona del convento, Teresa Layz, la priora, Antonio de Jesús y los duques de Alba decidieron que el cuerpo de la santa, de gran valor, se quedase allí y apresuraron el entierro. Un albañil y un carpintero realizaron un nicho en el muro que separa la capilla del coro de las religiosas y fue enterrada el día 15 de octubre. Metieron tierra y piedras en el nicho, presionaron la argamasa a golpe de mazo y rompieron la tapa del ataúd. Las monjas protestaron por que se la enterrase así, pero sus protestas fueron inútiles. Nueve meses después, en julio de 1583, llegó el entonces provincial, Jerónimo de la Madre de Dios. Este, con la ayuda del carmelita descalzo Cristóbal de San Alberto y las monjas del convento, que querían ver el cuerpo de la santa, fueron a exhumar el cuerpo. Comenzaron el 4 de julio y tardaron 4 días en retirar las piedras que cubrían el ataúd. Pensaron que el cuerpo no se había descompuesto, porque de la sepultura provenía un suave olor. Al abrir el ataúd descubrieron que el cuerpo estaba intacto, como si acabasen de enterrarla.
Para disponer de reliquias, Jerónimo de la Madre de Dios cortó la mano izquierda y el dedo meñique. Envolvió la mano en un pañuelo y luego en papel, la metió en un cofre y se la dio a las carmelitas descalzas de Ávila. Jerónimo se quedó con el dedo meñique. Dijo que, desde que lo tuvo, no padeció ninguna enfermedad destacable. En 1593, durante un viaje de Mesina a Roma, fue capturado por unos corsarios musulmanes, que le quitaron esa reliquia, y permaneció cautivo en Túnez durante dos años. Logró que le devolviesen la reliquia con el pago de 20 reales y unas sortijas de oro.
Tras la exhumación, las monjas quitaron la tierra, lavaron el cuerpo y le pusieron ropa nueva. La pusieron en un arca fácil de abrir en el coro para exponerla en ocasiones especiales.
Álvaro de Mendoza quiso financiar una capilla en el Convento de San José de Ávila y poner ahí dos tumbas, una para santa Teresa y otra para él. El capítulo de la orden en Pastrana, el 18 de octubre de 1585, decidió trasladar el cuerpo de la santa al Convento de San José, que fue el primero de las carmelitas descalzas.
El canónigo Juan Carrillo, tesorero de la Catedral de Ávila, y Julián de Ávila se trasladaron a Alba, donde fueron recibidos por fray Gregorio Nacianceno. Poco después llegó Jerónimo de la Madre de Dios. El 24 de noviembre fray Gregorio le comunicó a las monjas la decisión del capítulo de Pastrana. Sin embargo, les dice que podrán conservar como reliquia el brazo izquierdo, al cual fray Jerónimo ya le había quitado la mano. Fray Gregorio se encargó de cortar el brazo izquierdo de la santa y las monjas de Alba se quedaron con aquella reliquia.
Envolvieron el cuerpo de la santa en un sayal, lo metieron sobre una mula entre dos pacas de paja y lo llevaron a Ávila. En el Convento de San José, las monjas pusieron el cuerpo en la sala capitular, con unas cortinas que permitían mostrarlo y ocultarlo. Luego mandaron hacer un arca para el cuerpo. Esta estaba envuelta por dentro de tafetán violeta y por fuera de terciopelo negro con adornos de oro y seda. Había un escudo de oro y otro de plata, uno con los símbolos de la orden y otro con el nombre de Jesús. También tenía una tela en la que estaba bordado: Madre Teresa de Jesús.
En Ávila se interpretó como un milagro el agradable olor que desprendía el cuerpo de la santa y piden que vengan teólogos a determinar esto. El 31 de diciembre de 1585 llegaron de Madrid fray Diego de Yepes, prior del convento de los jerónimos de Madrid, el licenciado Laguna, del Consejo de Estado, y Francisco Contreras, de la Chanchillería de Granada. Felicitaron al entonces obispo de Ávila, Pedro Fernández de Termiño, por tener en su ciudad el cuerpo de la santa. Al día siguiente, el 1 de enero de 1586, un grupo de veinte personas entre las que estaba el obispo, los altos funcionarios, dos médicos y algunos notables de la ciudad llegaron al carmelo. El cuerpo fue llevado a la galería de la entrada. Los médicos lo examinaron y comprobaron que desprendía un olor agradable y que, aunque habían pasado tres años, no había sufrido ninguna descomposición. Certificaron que aquello era un milagro, porque el cuerpo no había sido embalsamado, ni tenía ningún bálsamo ni nada parecido.
Cuando los carmelitas descalzos se llevaron el cuerpo del Convento de la Anunciación, no estaban en Alba de Tormes ni el entonces duque, Antonio de Toledo, ni su tío, Hernando de Toledo, prior de la Orden de San Juan. Hernando de Toledo se lo tomó muy mal porque admiraba mucho a la santa y sabía que su cuerpo tenía un gran valor. Se dirigió a la Santa Sede y Sixto V le dio la razón. El cuerpo fue trasladado de nuevo a Alba el 23 de agosto de 1586. Fue instalado en el coro inferior del Convento de la Anunciación en presencia del duque, su madre y una multitud.
Durante más de un año, el Convento de San José de Ávila y el de la Asunción de Alba de Tormes tuvieron un litigio por el cuerpo. En diciembre de 1588 el nuncio, César Specino, dijo que el cuerpo permanecería en Alba de Tormes y el 10 de julio el papa confirmó la afirmación del nuncio.
El cuerpo fue examinado el 25 de marzo de 1588, a petición del obispo de Salamanca, Jerónimo Manrique. El jesuita Francisco Ribera de Villacastín estuvo en aquella inspección y escribió sobre el estado del cuerpo y de la reliquia del brazo en aquel entonces. El brazo era envuelto en un paño que se iba cambiando y que se entregaba a los visitantes como objeto de devoción.
En 1588 unos médicos le extrajeron el corazón. Este se encuentra en un relicario de 1671 en el convento de Alba de Tormes.
El sepulcro de Teresa de Jesús está custodiado por nueve llaves, de las que tres están en posesión de la casa de Alba.
En 1598 se elevó el sepulcro. En 1616 se trasladó a la capilla Nueva. En 1750 se abrió el sepulcro. En 1760 se colocó en una caja de plata dentro, a su vez, de otra de mármol negro sobre la cual hay estatuas de dos ángeles en el altar mayor. Este sepulcro había sido costeado por el rey Fernando VI.
Fray Jerónimo de la Madre de Dios llevó la mano de santa Teresa a Ávila en 1582 y en 1585 se la regaló a los carmelitas del Convento de San Alberto de Lisboa. Luego fue llevada al convento carmelita de Olivais. Tras la revolución portuguesa de 1910, de carácter anticlerical, las monjas se llevaron la reliquia a España. En 1924 la llevaron al convento de carmelitas descalzas de Ronda. En 1936, durante la guerra civil española, las monjas escondieron la mano del anticlerical Frente Popular. Estos exigieron que les fuera entregada y terminaron confiscándola, argumentando que querían protegerla de profanaciones. En 1937, cuando las tropas del bando nacional tomaron Málaga, la encontraron en el equipaje del republicano José Villalba Rubio. Los militares se la regalaron a Francisco Franco y le dijeron a las monjas de Ronda que le guiaría en su labor de regeneración de España. Franco tendrá la mano en su dormitorio y la llevará en todos los viajes. Tras la muerte de Franco, en 1975, Carmen Polo se la entregó al arzobispo de Toledo el 9 de diciembre de 1975. Este se la entregó al carmelo de Ronda el 21 de enero de 1976.
El convento de Ronda conserva también el ojo izquierdo de la santa.
En la actualidad hay reliquias del cuerpo de la santa en diversos lugares. El Convento de San José de Ávila tiene una clavícula y el Convento de Santa Teresa de Ávila tiene un dedo anular. En 1614, el año de su beatificación, se mandó a Roma el pie derecho, que se encuentra en la Iglesia de Santa Maria della Scala. En la Basílica de San Pancracio de Roma hay un trozo de la mandíbula superior.
La Catedral de Santiago de Compostela tiene muelas de santa Teresa como reliquia. También tiene muelas de la santa un convento de Puebla de Zaragoza, México.
El Convento de San José de Toledo tiene un relicario con una muela.
El Convento de San José de Sevilla conserva como reliquias parte de un dedo y parte de una costilla. También tiene una reliquia de la santa la Hermandad de Nuestra Señora del Carmen de San Juan de Aznalfarache, provincia de Sevilla.
El Museo Lázaro Galdiano de Madrid conserva un busto de santa Teresa con un relicario.
Hay un dedo de la santa en Sanlúcar de Barrameda y otro en la Iglesia de Nuestra Señora de Loreto de París.[cita requerida]
Entre el 16 y el 23 de agosto de 1914 el sepulcro de santa Teresa estuvo abierto. Se abrió otra vez el 28 de agosto de 1914. Entre el 28 y el 31 de agosto de 2024 el sepulcro fue abierto de nuevo para el estudio de sus restos por parte de médicos y científicos italianos. Este equipo estudió también la mano, el corazón y el brazo, que se encuentran en relicarios.
Entre el 11 y el 26 de mayo de 2025 el sepulcro de Santa Teresa de Jesús estuvo también abierto y expuesto bajo el crucero de la basílica de la Anunciación de Alba de Tormes dentro de una urna de cristal para veneración pública todos los días entre las nueve y las veintidós horas. El día 26 recorrió en procesión las calles de la localidad salmantina.

## Pertenencias conservadas como reliquias
En el Convento de San José de Toledo hay un tambor y una pandereta con los que cantaba villancicos, dos cuadros de la Pasión de Cristo que compró en un mercadillo callejero, la sábana donde murió en Alba de Tormes, un hábito y dos imágenes del Niño Jesús que le pertenecieron.
En el Convento de San José de Sevilla, expuestos en la sacristía, se conservan varios objetos de la santa. Hay una imagen del Niño Jesús que trajo de Quito su sobrina, Teresa de Cepeda, que es conocido como el "Quitito". También hay una campana, un tambor y relicarios con trozos de su velo. También guardan una capa con la que murió en Alba de Tormes y con la que rezan algunas embarazadas para tener un buen parto.

### Bastón de Teresa de Jesús en el V centenario de su nacimiento
El bastón o báculo de Teresa de Jesús es una reliquia que se convirtió en símbolo del camino espiritual de la propia santa Teresa. Con motivo de la preparación para la celebración del quinto centenario del nacimiento de santa Teresa de Jesús, el bastón, resguardado por una caja vidriada, se trasladó en una peregrinación conocida como «Camino de la Luz», que comenzó en Ávila, España, el 15 de octubre del 2014 (día de su fiesta), y se detuvo en los principales centros de carmelitas descalzas en veintinueve países de los cinco continentes. En marzo de 2015 el bastón fue besado en el Vaticano por el papa Francisco. En audiencia, el papa invitó a los fieles a fijarse en la vida de esta santa para vivir en Cristo. El recorrido de la peregrinación, organizado por la propia Orden, finalizó en Ávila el 28 de marzo (cumpleaños de la santa) de 2015.

## Reconocimientos

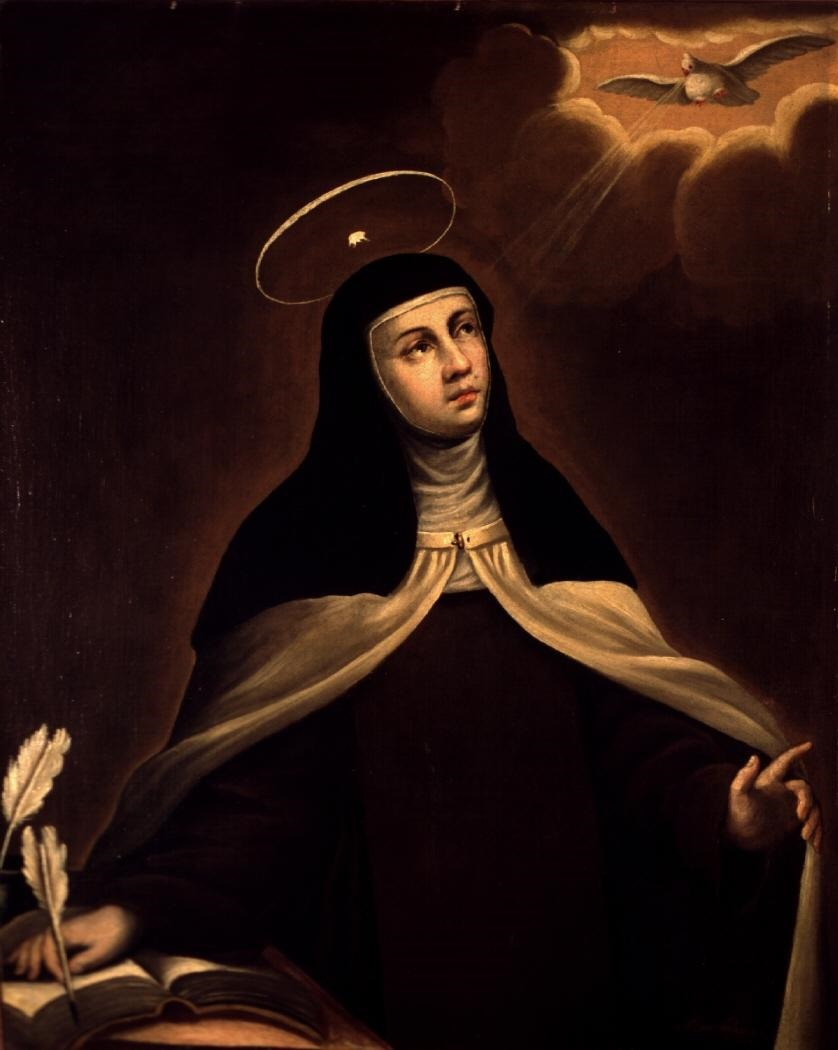
Santa Teresa de Jesús. Pintura al óleo de Alonso del Arco,.

El obispo de Salamanca, Jerónimo Manrique de Lara, en cuya diócesis está Alba de Tormes, comenzó las gestiones para su beatificación en 1591. Felipe II apoyó estas gestiones diplomáticamente. El papa Pablo V leyó una biografía de la santa publicada en latín en Roma en 1609 corregida por Jerónimo de la Madre de Dios. El papa promulgó el breve pontificio de la beatificación el 24 de abril de 1614. Esto fue motivo de celebraciones en toda España. Las festividades fueron recopiladas por fray Diego de San José en el Compendio de las solemnes fiestas que en toda España se hicieron en la Beatificación de N. B. M Teresa de Jesús, fundadora de la reformación de los Descalzos y Descalzas de N. S. del Carmen, publicado en Madrid en 1615, de más de 300 páginas. Hubo misas, procesiones y fiestas populares.
Todas las ciudades españolas con conventos Carmelitas- un total de cincuenta- festejaron el acontecimiento religioso más notable del reinado de Felipe III; pero, sin duda, fue Madrid la más destacada de todas, ya que contó con la presencia del Rey y del Padre General del Carmelo, y también con la figura de Lope de Vega como secretario y juez del jurado de sus ocho Certámenes Poéticos. Desde el púlpito de la actual iglesia de San José (Madrid), el Fénix abrió la sesión recitando un Discurso de alabanza a Santa Teresa tan emotivo que llenó la Iglesia hasta el pórtico. Entre los asistentes estaba el Nuncio apostólico y gente muy principal, y entre los participantes se contaban varios amigos suyos y nada menos que su eterno rival, Cervantes, quien presentó dos composiciones, la canción “Virgen fecunda, Madre Venturosa”, de claro influjo en la primera estrofa de la Égloga I de Garcilaso de la Vega, y que resultó premiada en el Tercer Certamen; y el soneto burlesco “De vn valiente soldado”, que dio mucho que hablar y que apareció publicado de forma anónima en el Compendio. Lope, como asesor literario de estas Justas Poéticas, se vio una vez más envuelto en la discordia de no poder complacer a todos sus pretendientes; en tanto que los ecos cervantinos iban a sonar más lejos. A sus sesenta y siete años, el autor de Don Quijote de la Mancha buscaba estatus y dinero en estas justas poéticas, al mismo tiempo que los universitarios de Córdoba y Zaragoza hacían mascaradas quijotescas con motivo de la beatificación de la Madre Teresa, lo que demuestra hasta qué punto esta celebración se convierte en el germen de futuras dramatizaciones de la obra más popular de la literatura española.
Miguel de Cervantes escribió el soneto Los éxtasis de la bienaventurada madre Teresa de Jesús, que fue leído en el castillo de los duques de Alba de Tormes, y Luis de Góngora escribió el romance De la semilla caída, con el seudónimo del «vicario de Trassierra», que fue presentado en un concurso literario que tuvo lugar en Córdoba en octubre de 1614. Entre 1604 y 1618 Lope de Vega escribió una obra titulada La madre Teresa de Jesús, nombrada por él en 1618, que no se ha conservado. Existe otra obra titulada Vida y muerte de santa Teresa de Jesús, atribuida a Lope de Vega, y redescubierta en 1889 por Antonio Paz y Meliá. Hay una tercera obra, titulada también Vida y muerte de santa Teresa de Jesús, de la que existen fragmentos manuscritos en la Biblioteca Nacional de España, en Madrid, y en la Biblioteca Palatina de Parma, estudiados por Antonio Restori. Hay otra obra, titulada La bienaventurada madre santa Teresa de Jesús, atribuida a Luis Vélez de Guevara de 1638, de la que también hay manuscritos en la Biblioteca Nacional de España y en la Biblioteca de Parma.
El 12 de marzo de 1622 el papa Gregorio XV canonizó a los españoles Teresa de Jesús, Ignacio de Loyola, Isidro Labrador y Francisco Javier y al florentino Felipe Neri. Esto también fue motivo de celebraciones en España.
Teresa era popular en Francia y su canonización, en 1622, fue celebrada también en París.
El culto a santa Teresa fue tan importante en América, que el rey Felipe IV en 1640, por cédula real la proclamó copatrona de la Capitanía General Reino de Guatemala, solicitando celebrar su fiesta como una de las cuatro principales (junto a las de la Limpia Concepción, Santiago y Santa Cecilia) en la Ciudad, cabeza y corazón del pueblo colonial centroamericano. Con el traslado de la Ciudad, la Independencia y la fundación de la República, santa Teresa pasó a ser copatrona de la República e Iglesia de Guatemala.
En 1609 la monja francesa Angélique, de la Abadía Port Royal des Champs, de la Orden del Císter, conocedora de la obra de santa Teresa de Ávila, restableció la regla primitiva de aquella orden. Hizo que en el convento se estudiase la obra Camino de perfección y se rezaba según los métodos de santa Teresa. La llamaban la "Teresa de la orden". En París tuvo la oportunidad de pasar un día con las carmelitas descazas españolas, que habían ido a fundar un convento en aquella ciudad. Las españolas quedaron encantadas con su presencia y la llamaban Angélique "Madre Teresa". En 1616 la monja Angélique leyó la vida de la santa, que le reconfortó. Antoine Arnauld, hermano de la monja Angélique, citó a santa Teresa de Ávila, a san Juan de Ávila y a fray Luis de Granada en su obra De la comunión frecuente (1641).
El científico francés Blaise Pascal escribió una obra titulada Pensamientos sobre la religión y otros temas (1670). En esta obra dice que hay motivos sobrados para admirar a santa Teresa, pero que no basta con imitar sus discursos, sino que hay que amar lo que en ella complace a Dios, que es "su profunda humildad en sus revelaciones". Dice que es ahí donde radica la grandeza de santa Teresa. En otras partes de la obra se aprecian influencias claras del pensamiento de santa Teresa. También la mencionó expresamente en otros tres textos preparatorios de este libro que, finalmente, no aparecieron en la publicación.
Benedicto XIII, en su bula de canonización de san Juan de la Cruz del 27 de enero de 1726, mencionó también a santa Teresa.
En septiembre de 1763 Anna Maria Redi, de vida devota, recibió la visita de una amiga que posteriormente entró en las carmelitas descalzas con el nombre de Teresa de Jesús Crucificado. Posteriormente, tuvo una revelación en la que santa Teresa le dijo que la quería en su orden y, después de comulgar, tuvo otra en la que le dijo que en poco tiempo sería carmelita descalza. En 1764 entró en el monasterio de las carmelitas descalzas de Florencia con el nombre religioso de Teresa Margarita del Sagrado Corazón de Jesús. Pío XI la beatificó en 1929 y la canonizó en 1934.
José María Gabriel y Galán escribió un poema titulado A Teresa de Jesús y otro poema titulado Las sublimes dedicado a santa Teresa de Ávila y a Isabel la Católica.
San Pío X la elogió en su carta Ex quo nostrae del 7 de marzo de 1914, en el tercer centenario de los carmelitas descalzos.
El 4 de marzo de 1922 fue nombrada la primera doctora honoris causa de la Universidad de Salamanca por un claustro en el que se encontraba el entonces vicerrector Miguel de Unamuno.
Con todo, la Iglesia católica como institución no reconocía oficialmente el magisterio de la vida espiritual realizado por santa Teresa de Jesús, ni su doctorado en la Iglesia. Se hicieron varias tentativas al respecto, la última en 1923, cuando se elevó «la propuesta de proclamar a la Santa Madre Teresa de Jesús Doctora Mística»”. La razón que se alegaba para el rechazo era siempre la misma: «obstat sexus».
Pío XII elogió a santa Teresa y a san Juan de la Cruz en un discurso del 23 de septiembre de 1951 a los alumnos de un colegio de los carmelitas descalzos.
San Juan XXIII también les dirigió elogios a estos dos doctores en un discurso a para un capítulo general de los carmelitas descalzos el 29 de abril de 1961.
En 1963 se celebraron en España actos conmemorativos del cuarto centenario de la reforma teresiana. En la sesión de clausura de estos actos, que tuvo lugar en Alba de Tormes, participó el cardenal y jurista Arcadio María Larraona Saralegui. El 9 de agosto de 1963 el relicario con la mano de la santa fue llevado en procesión al Ayuntamiento de Alba de Tormes, donde se proclamó a santa Teresa alcaldesa honoraria perpetua.
San Pablo VI elogió a santa Teresa y a san Juan de la Cruz en la carta Carmeli Montis del 3 de mayo de 1965. Con el documento Lumen Hispaniae, del 18 de septiembre de 1965, la proclamó patrona de los escritores españoles "no solo por haber coronado las cumbres de la santidad y, fecundísima de espíritu, haber sido madre de los carmelitas, varones y mujeres, que practican la regla primitiva de su Orden, sino porque además escribió diversos libros llenos de admirable sabiduría". También alabó a santa Teresa y a san Juan de la Cruz en el discurso Chi siete voi dado en un capítulo general de los carmelitas descalzos el 22 de junio de 1967.
El 27 de septiembre de 1970 san Pablo VI proclamó a santa Teresa de Ávila la primera mujer doctora de la Iglesia de la historia. A esta proclamación le siguió, el 3 de octubre de 1970, por parte del mismo sumo pontífice, la proclamación como doctora de la Iglesia de santa Catalina de Siena. Se la conoce como la «Doctora mística» (Doctrix mystica).
En 1976 el cardenal Albino Luciani, que dos años después sería el papa Juan Pablo I, publicó el libro Ilustrísimos señores, con cartas laudatorias dedicadas a grandes personajes de la historia. Entre estos textos hay uno dedicado a santa Teresa de Ávila.
San Juan Pablo II vino a España en 1982 para clausurar los actos conmemorativos del cuarto centenario del fallecimiento de santa Teresa de Jesús. Cuando llegó al Aeropuerto de Madrid, el 31 de octubre, dio un discurso en la ceremonia de bienvenida mencionando a la santa y sus virtudes. El 1 de noviembre, Día de Todos los Santos, el sumo pontífice estuvo en Ávila y visitó el Convento de San José, se reunió con monjas de clausura en el Convento de la Encarnación, donde dio un discurso sobre santa Teresa de Jesús y la vida contemplativa, y celebró una misa multitudinaria frente al lado norte de las murallas, con una homilía dedicada a la santa. Ese mismo día estuvo en Alba de Tormes. Frente a una multitud de más de 300 000 personas, dio un discurso dedicado a este pueblo y a la diócesis de Salamanca, mencionando la labor de la santa en aquel lugar. Luego visitó el convento de Convento de la Anunciación, donde rezó frente a su sepulcro y dio otro discurso. Finalmente, el mismo 1 de noviembre, estuvo en la Universidad Pontificia de Salamanca, donde dio otro discurso a los profesores de teología mencionando la labor de santa Teresa de Jesús y san Juan de la Cruz.
La Iglesia católica celebra su fiesta el 15 de octubre.
En 2015 fue nombrada doctora honoris causa de la Universidad Católica de Ávila.
Teresa de Ávila fue la primera santa llamada así. María Francisca Teresa Martin Guérin (Marie-Françoise-Thérèse Martin Guérin) entró en el convento de carmelitas descalzas de Lisieux en 1888. En su vida religiosa, tomó el nombre de Teresa del Niño Jesús y de la Santa Faz (Thérèse de l'Enfant-Jésus et de la Sainte-Face). Pío XI la beatificó en 1923 y la canonizó en 1925. Fue nombrada patrona de los misioneros por su amor a ese apostolado. A pesar de su juventud, elaboró una teología influenciada por la obra de santa Teresa de Ávila. Teresa del Niño Jesús fue nombrada también doctora de la Iglesia por san Juan Pablo II en 1997. Agnes Gonxha Bojaxhiu, a su vez, escogió el nombre religioso de Teresa en 1931 por santa Teresa de Lisieux, patrona de los misioneros. Realizó su labor misionera y asistencial en Calcuta. San Juan Pablo II la beatificó en 2003 y Francisco la canonizó en 2016.
En 1919 carmelita descalza beata Teresa de Los Andes también tomó su nombre de santa Teresa de Jesús.
Edith Stein, judía, leyó un texto de san Ignacio de Loyola y la Vida de santa Teresa en 1921. Se bautizó en 1922. Se hizo carmelita descalza en 1933 con el nombre de Teresa Benedicta de la Cruz. Murió ejecutada en Auschwitz en 1944. San Juan Pablo II la beatificó en 1987 y la canonizó en 1999.
Santa Teresa de Ávila influyó en la obra literaria de san Juan de la Cruz, nombrado doctor de la Iglesia por Pío XI en 1926.
El doctor de la Iglesia san Francisco de Sales mencionó a la santa en muchas de sus cartas. En Introducción a la vida devota (1608) menciona a la santa cuatro veces. En el Tratado del Amor de Dios (1616) esta santa es su principal referencia. En la obra Conversaciones espirituales, dirigida a las religiosas de la Orden de la Visitación, publicada por las religiosas en 1626, también se mencionan textos de la obra Fundaciones de la santa.
El doctor de la Iglesia san Alfonso María de Ligorio leyó sus obras, meditó sobre su vida y fue muy devoto de esta santa. Escribió una oración a santa Teresa donde la llamaba "la gran maestra de la perfección". Todos los días rezaba una oración en la que le decía: "Os elijo en este día, después de María Santísima, por mi madre, mi señora y especial abogada". Escribió también Voto de varias mortificaciones en honor de santa Teresa, Consideraciones sobre la virtud y los méritos de santa Teresa de Jesús, Novena en honor de santa Teresa (1745) y Breve práctica para la perfección reunida de las doctrinas de santa Teresa (1752). También le dedicó uno de sus poemas. Citó a santa Teresa en Manera de conversar continuamente, en casa, con Dios, Tranquilidad para las almas escrupulosas al obedecer a su director, Acto de acción de gracias para después de la comunión y Del gran medio de la oración.
En abril de 2021, con motivo del Congreso Internacional Santa Teresa de Jesús, Mujer Excepcional, que tuvo lugar en Ávila, el papa Francisco elogió su figura en un vídeo y en una carta al obispo José María Gil Tamayo.
Existen multitud de ciudades y pueblos llamados como esta santa, entre otros: Santa Teresa del Tuy (Venezuela), Santa Teresa (Nicaragua), Santa Teresa (Santa Fe, Argentina), Santa Teresa (La Pampa, Argentina), Santa Teresa (Bacanora, México), Santa Teresa (Motul, México) y Santa Teresa (Estados Unidos). En Perú hay una región llamada Santa Teresa.
El Catecismo de la Iglesia Católica, aprobado por san Juan Pablo II en 1997, cita a santa Teresa de Jesús en los puntos 227, 1011, 1821 y 2704. El punto 227 cita uno de los poemas de santa Teresa:

Nada te turbe,
nada te espante,
todo se pasa,
Dios no se muda,
la paciencia
todo lo alcanza;
quien a Dios tiene
nada le falta.
Solo Dios basta.

El 6 de octubre de 2022, la Universidad de Salamanca realizó una conmemoración debido al centenario del doctorado honoris causa de Santa Teresa de Jesús. Dicha efeméride se realizó en la ciudad de Salamanca en el Paraninfo de las Escuelas Mayores de la Universidad a través de un acto titulado Cruces de Caminos. Santa Teresa de Jesús y Miguel de Unamuno. En este acontecimiento no solo participó la Universidad de Salamanca, sino también participaron ciertas corporaciones religiosas como el prior de los Carmelitas de Salamanca y de la villa ducal, Miguel Ángel González junto con un nutrido número de monjes de la misma orden, además de autoridades políticas como Mª Concepción Miguélez, alcaldesa de Alba de Tormes.
A la largo de la sesión, algunos alumnos de la Universidad leyeron varios textos de Santa Teresa de Jesús y Miguel de Unamuno concluyendo dicho acto con una actuación por parte del Coro de la Universidad Salmantina.

### Patronazgo de España
El 24 de octubre de 1617 las Cortes de Castilla, reunidas en Madrid, decidieron nombrar a Teresa "patrona de todos los reinos de España", lo que incluía las Indias. Felipe III aprobó esto el 4 de agosto de 1618. Entonces compartiría el patronazgo con el apóstol Santiago el Mayor, patrón de España, lo que fue especificado por las Cortes.
Que España tuviera otro patrón además de Santiago fue motivo de polémica entre algunos clérigos de entonces, como los arzobispos de Sevilla y Granada y, sobre todo, en Santiago de Compostela. En otoño de 1627, Francisco de Quevedo, caballero de la Orden de Santiago, escribió Su espada por Santiago, solo y único patrón de las Españas, que fue publicado en 1628 en Madrid y Barcelona. Según este poeta, las Cortes no se deberían haber involucrado en lo que no les importaba, ya que había sido Dios el que había hecho a Santiago patrón de España cuando ayudó en la Reconquista. Una sobrina de Teresa, llamada Beatriz de Jesús, dijo que a los santos no les importaban los reconocimientos de este mundo y que aquella polémica le parecía vana y lamentable. También fueron partidarios del copatronato Felipe IV y su valido, el conde-duque de Olivares, que era muy devoto de esta santa. Urbano VIII estableció el copatronato de Santiago y santa Teresa el 21 de julio de 1627, aunque el 8 de enero de 1630 se desmarcó de la polémica y solo mencionó a Santiago como patrón.
El 28 de junio de 1812 las Cortes de Cádiz nombraron como santos patrones de España a Santiago y a santa Teresa.
España siempre fue un país muy devoto de la Inmaculada Concepción. El 12 de agosto de 1617 el papa Pablo V publicó un decreto sobre la Inmaculada Concepción. En el siglo XVIII, Carlos III le solicitó al papa que nombrase a la Santísima Virgen de la Inmaculada Concepción patrona de España y de sus territorios en las Indias. El papa Clemente XIII la proclamó patrona en 1760. Por ello, la Santísima Virgen de la Inmaculada sería también patrona de España. También es patrona de la Infantería Española, con motivo del Milagro de Empel de 1585.

### Patrona del Cuerpo y Tropas de Intendencia del Ejército de Tierra de España
Por Real Orden de Alfonso XIII del 22 de julio de 1915 se estableció que Santa Teresa fuese patrona del Cuerpo de Intendencia Militar. Se hizo a instancias de este cuerpo, por su estrecha vinculación con la ciudad de Ávila, donde se formaban sus integrantes, y por las cualidades organizativas, de prudencia y austeridad que se atribuyen popularmente a esta santa.

## Obra literaria
En el siglo XIX se creó la Biblioteca de Autores Españoles, con 71 volúmenes con los mejores autores de la historia de España, desde la Edad Media hasta entonces. La obra de santa Teresa ocupó los tomos 53 (1861) y 55 (1862).
 

El nombre de santa Teresa de Jesús figura en el Catálogo de Autoridades de la Lengua publicado por la Real Academia Española en 2002. 

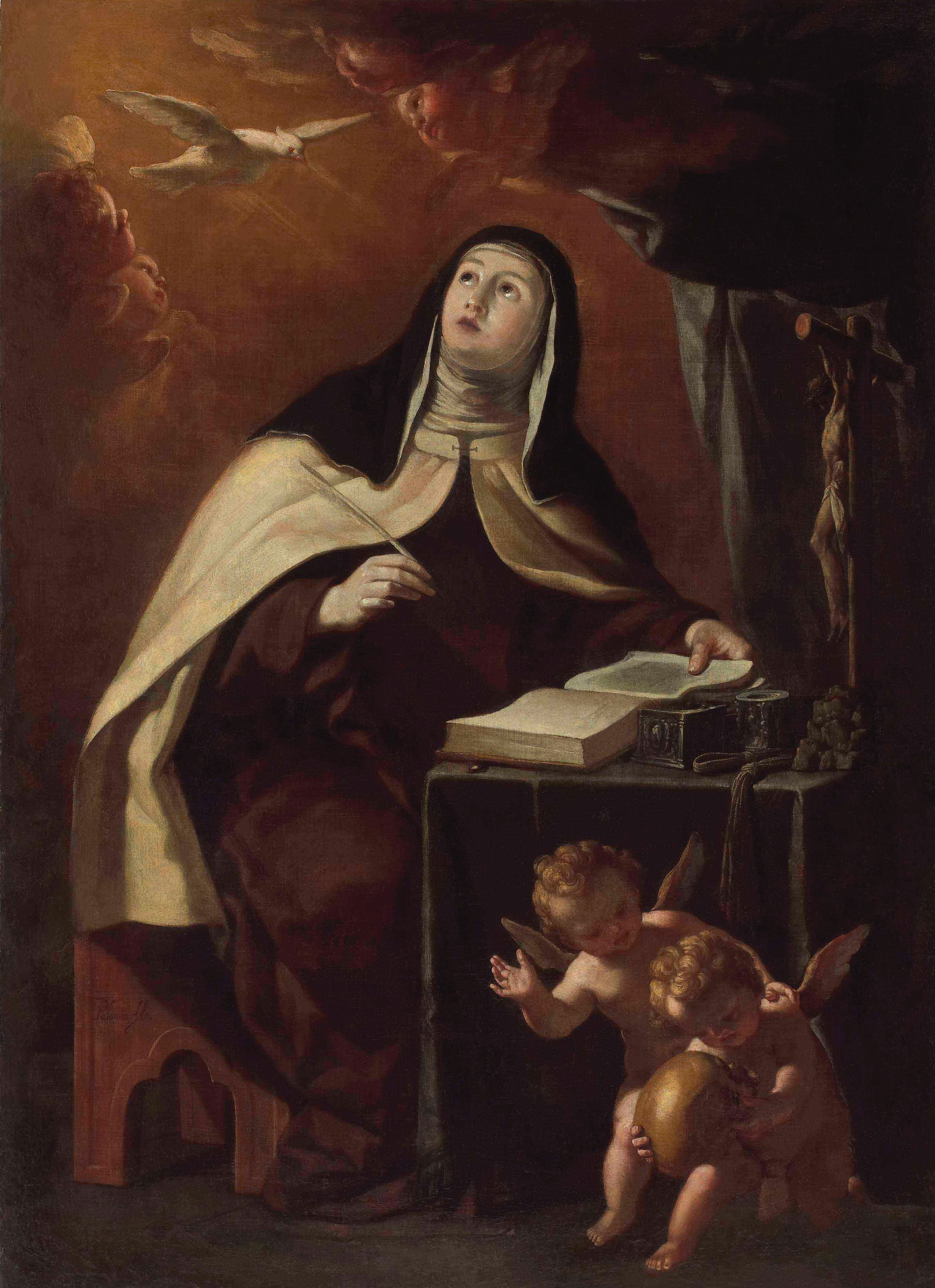
Santa Teresa de Jesús escribiendo, por Antonio Palomino, Museo de Segovia

La obra de santa Teresa de Ávila ha sido traducida, total o parcialmente, a prácticamente todos los idiomas. El primero que tradujo la obra de santa Teresa al francés fue el sacerdote Jean de Quintanadoine, a comienzos del siglo XVII. Para el académico Joseph Pérez, las traducciones al francés más hermosas de la obra de santa Teresa fueron realizadas por fray Cyprien de la Nativité de la Vierge, que se había hecho carmelita descalzo en 1633. Estas se publicaron en 1644. El consejero de Estado Robert Arnauld d'Andilly también tradujo sus obras, que fueron publicadas en 1659 y 1670.

### Vida de la Madre Teresa de Jesús

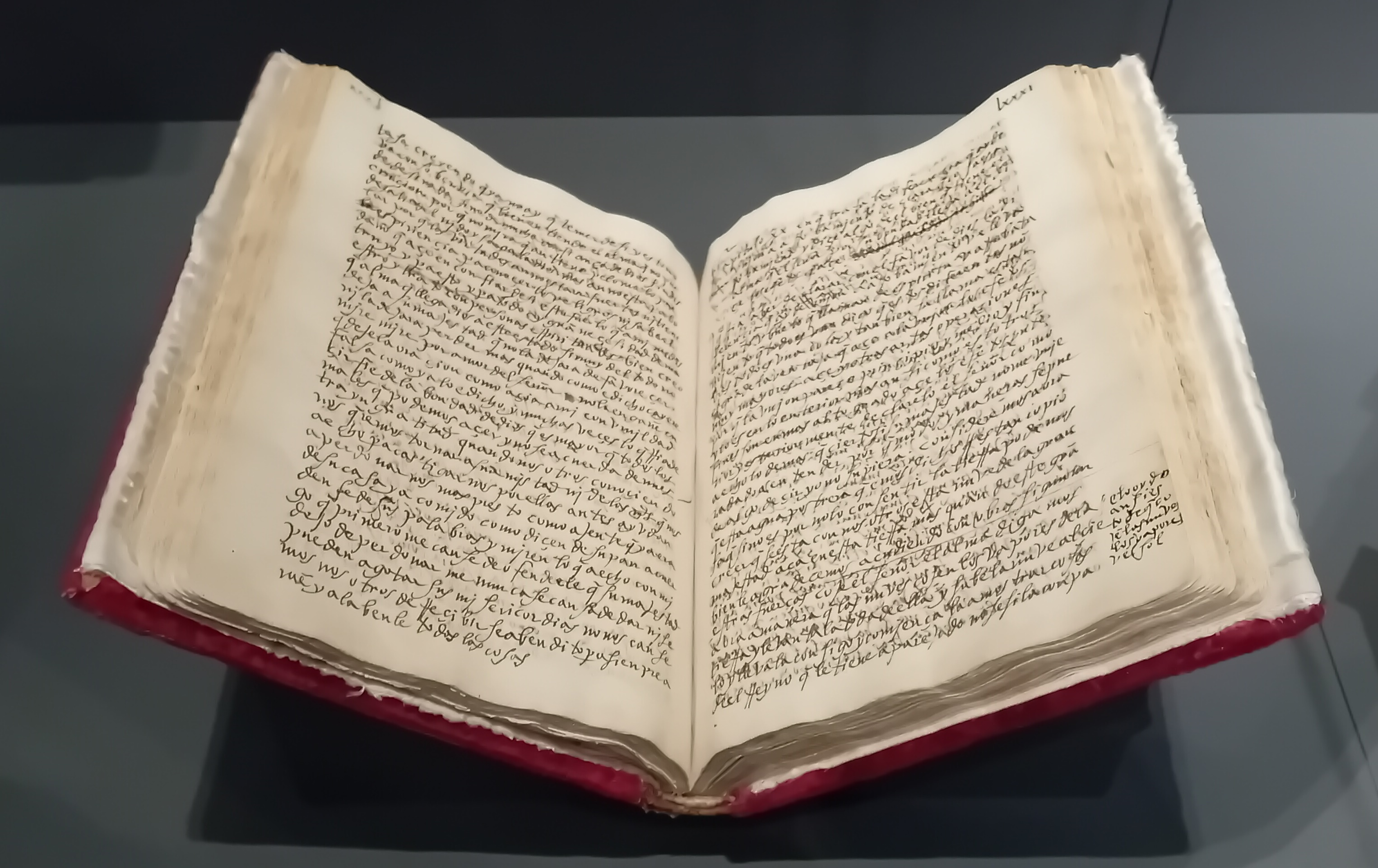
Manuscrito de la Vida de santa Teresa en la Galería de las Colecciones Reales, Madrid.

Pedro Ibáñez también le recomendó a Teresa escribir su autobiografía hacia 1560. La redacción de la misma debió tener lugar entre 1561 y junio de 1562. En 1564 Francisco de Soto y Salazar le recomendó retomar el relato de su vida y enviárselo al sacerdote Juan de Ávila. Esta narra hasta el verano de 1565. En abril de 1568 Teresa le entregó el manuscrito a su amiga Luisa de la Cerda, que se retiró a Fuente de Piedra, provincia de Málaga. Juan de Ávila vivía en Montilla, provincia de Córdoba. Luisa le entregó el libro a Juan de Ávila el 23 de junio. El 12 de septiembre Juan de Ávila le mandó una carta favorable sobre esta obra a Teresa.
En este libro Teresa no solamente habla de su vida. Tiene un total de 40 capítulos. Del 1 al 10 trata de su biografía y su vida interior desde la infancia hasta la entrada en el convento, del 11 a 22 trata de los grados de oración, del 23 al 31 sobre la unión mística y del 37 al 40 sobre las mercedes que le ha hecho Dios.
Se realizaron algunas copias de la obra, que fue muy solicitada por conventos y académicos. En 1580 María de Austria se hizo clarisa coletina en el Convento de las Descalzas Reales de Madrid. En 1586 la leyó y le encargó a Ana de Jesús su publicación, lo que contó con el apoyo de san Juan de la Cruz. El definitorio de los carmelitas descalzos dio licencia para ello el 1 de septiembre de 1586. Tras la denuncia de la princesa de Éboli, el manuscrito original estaba en un despacho del Consejo de la Suprema Inquisición. Ana de Jesús le solicitó el manuscrito a Quiroga, que no puso ningún problema en entregárselo. En 1586 el Consejo Real le encargó al agustino fray Luis de León, catedrático de la Universidad de Salamanca, una publicación con las obras de la santa.
En 1587 estas religiosas le entregaron el manuscrito a fray Luis de León. Como santa Teresa no le había puesto un título, fray Luis de León la tituló: La vida de la Madre Teresa de Jesús y algunas de las mercedes que Dios le hizo, escrita por ella misma por mandado de su confesor, a quien envía y dirige.
Fray Luis de León hizo una edición en 1588, en la imprenta de Guillermo Focquel de Salamanca, con Vida de la Madre Teresa de Jesús, Camino de perfección, Las moradas del castillo interior, Avisos de la Madre Teresa de Jesús, Relaciones y mercedes, Exclamaciones o meditaciones del alma a su Dios.
Felipe II pidió que el manuscrito original con la vida de la santa fuese guardado en la Real Biblioteca del Monasterio de San Lorenzo de El Escorial. Cuando se guardó en esta biblioteca se le puso el título con el que se le ha conocido posteriormente: Vida de la Madre Teresa de Jesús, escrita de su misma mano, con una aprobación del padre M. fr. Domingo Báñez, su confesor y catedrático de prima en Salamanca. De El Escorial pasó estar expuesto en la Galería de las Colecciones Reales de Madrid.

### Camino de perfección
Comenzó a escribirlo a finales de 1564 en el Convento de San José de Ávila, lo terminó en 1567 y lo puso a disposición de las religiosas de aquel convento. Este manuscrito está en la Real Biblioteca de San Lorenzo de El Escorial. El resto de conventos de carmelitas descalzas quisieron tener una copia. Entonces, encontrándose en Toledo en 1569, hizo correcciones al texto y lo escribió de forma más elaborada, dividido en 42 capítulos. Esta nueva versión se encuentra en el convento de Valladolid. Pronto comenzaron a circular copias del mismo. Entonces Teresa quiso que hubiese una primera edición en una imprenta. Teresa preparó la impresión en 1579, pero al final esta no tuvo lugar. Teresa falleció en 1582. Hubo ediciones retocadas en 1583, 1585 y 1587. Sin embargo, estos seguían sin ser los textos originales de Teresa. Fray Luis de León realizó una nueva edición, como la escrita por Teresa en Toledo, en 1588.
Al principio de su obra Camino de perfección hay un conjunto de avisos de Teresa para sus religiosas. El 6 de junio de 1679 escribió en Ávila los "cuatro avisos" que dijo haber recibido del mismo Dios para aumento y conservación de su orden. Los "cuatro avisos" fueron publicados en el siglo XVI por: Teutonio de Braganza, obispo de Évora, en 1583, con el título Avisos de la Madre Teresa de Jesús con todos los epígrafes en masculino; fray Jerónimo de la Madre de Dios, 1585, con el título Avisos de la Madre Teresa de Jesús para sus monjas, con todos los enunciados en femenino; y fray Luis de León, que los incluyó al final de la autobiografía de la santa que publicó en 1588. En el siglo XVII se difundieron mucho unos "avisos" que había dado la santa desde el Cielo y que estaban comentados por Jaime de Palafox y Cardona.

### Las moradas del castillo interior
El 28 de mayo de 1577, en Toledo, Jerónimo de la Madre de Dios le recomendó a Teresa escribir un nuevo libro de espiritualidad. Teresa comenzó el 2 de junio de 1577. Teresa dejó de escribir varias semanas tras el capítulo 5 de la quinta morada, pero retomó el trabajo en octubre. Terminó de escribirlo el 29 de noviembre de 1577. Jerónimo de la Madre de Dios guardó el manuscrito un tiempo y luego lo depositó en el Convento de San José de Sevilla. En 1587 Ana de Jesús le entregó el manuscrito a fray Luis de León para la edición de Salamanca de 1588. Sin embargo, por alguna razón desconocida, fray Luis de León llevó a editar una versión corregida del texto original a la imprenta de Guillermo Foquel en Salamanca. Hubo una nueva edición en 1589, igual que la anterior. A comienzos del siglo XVII se hizo una nueva edición de las obras de Teresa, incluidas Las moradas, donde el superior general de los carmelitas descalzos pidió que se cotejaran con los originales autógrafos. Los encargados de revisar la edición de Las moradas basándose en el original fueron los carmelitas descalzos Juan de San José y Antonio de San José, del Convento del Santo Ángel de Sevilla. Esta edición de las obras de santa Teresa fue realizada en 1630 en Amberes, en la imprenta Plantino, propiedad de Baltasar Moreto. Hubo otra edición en Madrid, en la imprenta de Josef Fernández de Buendía, en 1661, de la que se hizo otra edición en 1670.
En 1588 Ana de Jesús le entregó el manuscrito de nuevo a Jerónimo de la Madre de Dios, que se lo entregó a Pedro Cerezo Pardo, acaudalado mercader de Sevilla y protector del Carmelo descalzo. Este lo tuvo hasta 1617. Entonces su hija, Catalina Cerezo, pasó a ser novicia del Convento de San José. Él donó el manuscrito al convento junto con la dote de la religiosa.
También hay una copia manuscrita de Las moradas de 1588 realizada por Francisco de Ribera y Antonio Arias en la Universidad de Salamanca.

### Fundaciones
Estando en Salamanca, en 1573, su confesor, el jesuita Jerónimo Martínez de Ripalda, le dijo que escribiese sobre todas las fundaciones de conventos que había realizado. Ella comenzó a escribir las Fundaciones el 24 de agosto, Día de San Bartolomé, de 1573. Escribió sobre esto hasta que dejó la ciudad, en enero de 1574. En 1577, en Toledo, Jerónimo de la Madre de Dios le pidió que continuase escribiendo sobre eso y ella le pidió a su hermano Lorenzo que le mandase unos documentos sobre las fundaciones que había dejado en Ávila. El 14 de noviembre de 1579 terminó de redactar el capítulo 17. Redactó la última parte del libro en Burgos en 1582. Este libro tiene mucha parte biográfica, como sus viajes por Castilla y Andalucía, pero también habla de la vida conventual y de la mística cristiana.
El manuscrito original se encuentra en la Real Biblioteca del Monasterio de San Lorenzo de El Escorial.
Teresa no le puso título a este libro. Ana de Jesús y Jerónimo de la Madre de Dios fueron los que enviaron el libro a publicar en Bruselas en 1610, con el título: Libro de las fundaciones de las hermanas descaças carmelitas, que escribió la Madre fundadora Teresa de Jesús. En esta edición falta una parte del capítulo 10 y el capítulo 11. Estas partes las había escrito Teresa sobre Casilda Manrique de Padilla, una joven hija del noble Juan de Padilla y Manrique, que fue prometida con su tío y que decidió hacerse monja. Se hizo carmelita descalza en Valladolid, lo que fue unido a litigios con su tío y sus padres. Finalmente, su familia le obligó a que dejase de ser descalza para ser monja en el Convento de Nuestra Señora del Espino, de clarisas, que había sido fundado por la misma familia Padilla el siglo XV, considerando que eso era más acorde con su estatus. Acerca de esto, Teresa escribió el 17 de septiembre de 1581 que no había que esperar nada de los grandes de este mundo y que había que fijarse en los pobres.
Las ediciones posteriores fueron similares a la de 1610. En 1880 Vicente de la Fuente publicó en Madrid la versión íntegra de esta obra.

### Otras obras
Fray Luis de León también publicó en 1588 las Relaciones y mercedes. Son notas biográficas de santa Teresa escritas a finales de 1560 y destinada al sacerdote Pedro Ibáñez. Este libro fue editado en Madrid en 1861 con el título Libro de las relaciones espirituales de santa Teresa de Jesús, escritas por ella misma a varios de sus directores. Esta obra también ha sido titulada Cuentas de conciencia.
Fray Luis de León publicó en Salamanca en 1588 las Exclamaciones o meditaciones del alma a su Dios escritas por la Madre Teresa de Jesús, en diferentes días, conforme al espíritu que le comunicaba nuestro Señor después de haber comulgado, año de mil yquinientos y sesenta y nueve. Como indica el título, fueron escritas en 1569. Son similares a oraciones jaculatorias destinadas a Jesús.
Estas dos obras fueron reeditadas varias veces en España, sobre todo en Madrid en 1597. También se editaron en Nápoles en 1604, precedidas por una dedicatoria a la condesa de Benavente, mujer del virrey. En la portada de la edición napolitana Teresa es llamada "beata", anticipándose así a la beatificación de 1614.
En septiembre de 1572 escribió un libro llamado Desafío espiritual.
Consta que hay 470 cartas de santa Teresa, por las cartas y los fragmentos de cartas conservados. De estas, 245 son autógrafas y el resto son copias relativamente fiables. La primera carta, si no se cuenta un recibo del 12 de agosto de 1546 sobre la entrega de trigo para una finca en Gotarrendura, es del 23 de diciembre de 1561 y está dirigida a su hermano Lorenzo, que estaba en Quito. El 6 de febrero de 1573 escribió una carta al obispo de Ávila que han llamado del "Vejamen", donde habla de Francisco de Salcedo y Julián de Ávila. Esto era un género literario del siglo XVI, habitual en el ambiente estudiantil y entre religiosos, donde se alababa exageradamente y se criticaba otras cosas de forma desenfadada. La última carta de Teresa es del 15 de septiembre de 1582.
Se editó un primer libro con cartas de la santa en Zaragoza en 1658, en dos volúmenes que incluían, respectivamente, 41 y 24 cartas, con comentarios de Juan de Palafox. El sacerdote Pedro de la Purificación prosiguió la publicación en Bruselas en 1674 con otro volumen con 107 nuevas cartas. En Madrid, el sacerdote Antonio San José publicó dos nuevos volúmenes con correspondencia en 1771. El volumen de 1674 fue reeditado en 1778 por el sacerdote Antonio de San José, con nuevos comentarios. Vicente de la Fuente publicó 405 cartas en el número 55 de la Biblioteca de Autores Españoles en 1868.
En 2018, se encontraron dos cartas inéditas de Santa Teresa a Jerónimo de la Madre de Dios.
Teresa escribió un libro con el título Meditaciones sobre los Cantares, comentando algunos versículos del Cantar de los Cantares. El dominico Domingo Báñez aprobó esta obra de Teresa el 10 de junio de 1575, poco antes de aprobar también el libro con su vida, el 7 de julio de 1575. Se realizaron algunas copias que fueron divulgadas entre las religiosas. Hacia 1580 su confesor, el dominico Diego de Yanguas, le dijo que quemase la obra y todas sus copias porque era susceptible de ser condenada por la Inquisición. A pesar de todo, se conservaron algunas copias. Ana de Jesús y Jerónimo de la Madre de Dios enviaron esta obra a la imprenta de Bruselas de Roger Velpio y Huberto Antonio, donde fue impresa en 1611, con el título: Conceptos del amor de Dios. Escritos por la Beata Madre Theresa de Iesvs, sobre algunas palabras de los Cantares de Salomón. Con unas annotaciones del Padre M. Fr. Gerónymo Gracián de la Madre de Dios, Carmelitano. Este título también la llama "beata", antes de la beatificación oficial de 1614.
Jerónimo de la Madre de Dios le pidió a Teresa que redactase una breve explicación sobre cómo llevar a cabo la inspección de los conventos y los principales aspectos a evaluar. Teresa escribió esta obra en agosto de 1576 en Toledo. Fue publicado con el título Modo (Tratado) de visitar los conventos de religiosas descalzas, escrito por la Santa Madre Teresa de Jesús, por mandato de su superior provincial, fray Jerónimo Gracián de la Madre de Dios, en Madrid en 1613. Jerónimo de la Madre de Dios utilizaba esta guía cuando visitaba los conventos. Este título la llama "santa" antes de la beatificación de 1614 y de la canonización de 1622.
Se han conservado unas treinta poesías. Son de diversos géneros: poesías líricas, villancicos, obras en honor de algunos santos, como san Andrés, san Hilarón y santa Catalina de Alejandría, y otras sobre acontecimientos cotidianos de la vida conventual, como la toma de hábitos de alguna monja. Los primeros editores no se interesaron por sus poesías. Fue en el siglo XIX cuando empezaron a valorarse más.
Tras la exclaustración de 1835, un volumen con varios textos de santa Teresa, copiados en el siglo XVI a mano del original y con comentarios de Francisco Ribera, fue a parar a la Biblioteca del Congreso de los Diputados. De allí, pasó en 1850 a la Biblioteca de la Real Academia de la Historia. Fidel Fita publicó un artículo sobre esto en 1915 con el título Apuntaciones teresianas, inéditas y autógrafas del P. Francisco de Ribera.

## Escritos originales conservados como reliquias
Cuando se fundó el convento de las carmelitas descalzas de Lima, en 1643, el obispo de Arequipa, Agustín de Ugarte y Sarabia, donó una carta de santa Teresa, que fue conservada como reliquia. Se trata de una carta escrita en Sevilla el 28 de agosto de 1575 y dirigida a la priora del convento de Valladolid, María Bautista.
En el convento de carmelitas descalzas de la calle Ponzano de Madrid hay una copia de un manuscrito original de Camino de perfección, del siglo XVI, con anotaciones de la propia santa Teresa. Se cree que el documento lo trajo la monja María de San Jerónimo en 1591 del Convento de San José de Ávila al Convento de Santa Ana de Madrid, que había sido fundado por san Juan de la Cruz y Ana de Jesús en 1586. En 1595 pasó al convento de carmelitas descalzas de Ocaña, fundado aquel año. De ahí pasó al Real Convento de Santa Teresa de Madrid, fundado en 1683.
En el Convento de la Concepción del Carmen de Valladolid se encuentra el segundo manuscrito que hizo santa Teresa de Camino de perfección.
En el Convento de San José de Toledo se conserva una copia con anotaciones de la santa de Camino de perfección y varias cartas.
El Convento de San José de Sevilla conserva el manuscrito original de Las moradas del castillo interior. Este fue donado al convento por el mercader Pedro Cerezo Pardo, protector de los carmelitas descalzos, en 1617, junto con la dote de su hija, Catalina Cerezo, que pasó a ser novicia. En la sacristía está expuesto un facsímil, ya que el original está guardado para su mejor conservación. Este convento también conserva nueve cartas de la santa.

## Biografías

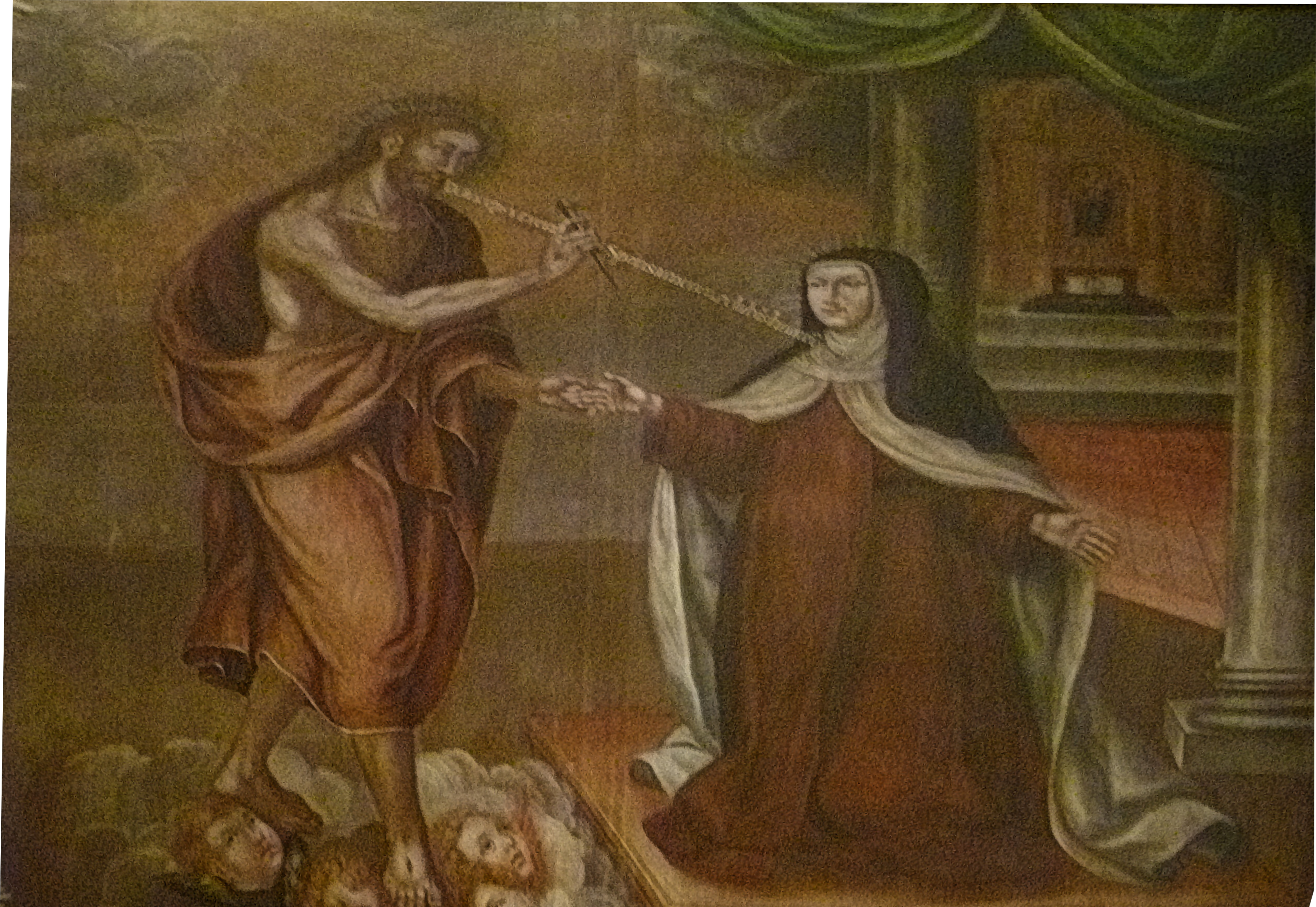
Escena de la vida de Santa Teresa, Capilla del Nacimiento; Iglesia-convento de Santa Teresa, Ávila, España

El historiador jesuita Pedro de Ribadeneyra, que escribió biografías de san Ignacio de Loyola, san Francisco de Borja y Diego Laynez, publicó una biografía de santa Teresa en 1590.
El jesuita Francisco de Ribera, profesor de Literatura Sagrada de la Universidad de Salamanca, escribió una biografía de la santa en 1587, que fue publicada en 1590. Fue reeditada en 1602 y 1607. El carmelita descalzo Jerónimo de la Madre de Dios tenía un ejemplar de esta obra con anotaciones y escribió posteriormente Escolias y adiciones al libro de la Vida de la M. Teresa de Jesús, en referencia a esta biografía.
Existe un texto biográfico escrito por el agustino fray Luis de León, a instancias de María de Austria, con el título De la vida, muerte, virtudes y milagros de la santa madre Teresa de Jesús. Libro primero. Esta obra no se terminó porque fray Luis de León falleció en 1591. Son solo trece páginas. Circularon copias manuscritas. Fue publicado por primera vez en 1885, en un compendio de las obras del autor.
En 1606 el jerónimo Diego de Yepes publicó Vida, virtudes y milagros de la bienaventurada virgen Teresa de Jesús, que se convirtió en un éxito.
En 1609 un autor llamado Juan de Jesús María publicó en Roma una biografía en latín titulada Compendio de la bienaventurada virgen Teresa de Jesús (Compendium vitae B. Theresiae Virginis a Jesu).
Jerónimo de la Madre de Dios publicó en Bruselas en 1611 una biografía titulada Declamación en que se trata de la perfecta vida y virtudes herycas de la B. Madre Theresa de Jesús y de las fundacines de sus monasterios.
En 2007 el hispanista Joseph Pérez, presidente de la Universidad Michel de Montaigne de Burdeos entre 1978 y 1996, publicó Teresa de Ávila y la España de su tiempo. En 2014 ganó el Premio Príncipe de Asturias de las Ciencias Sociales.

## Características físicas

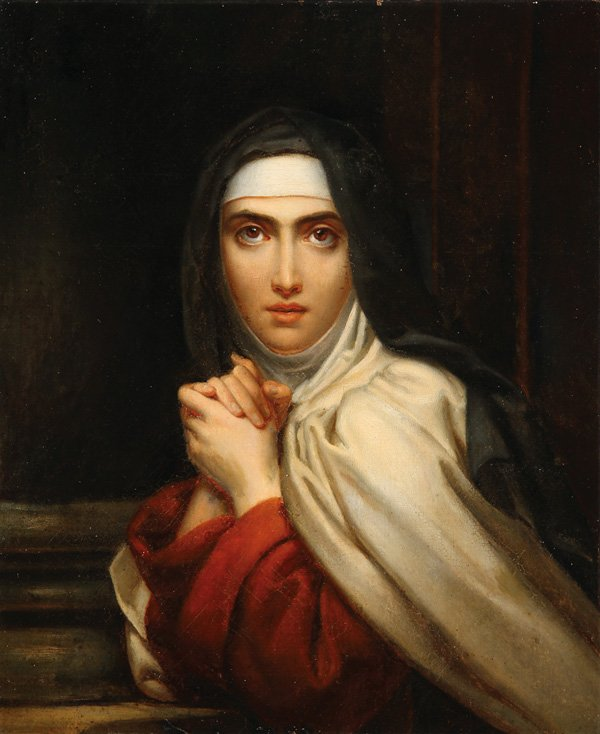
Santa Teresa, por François Gérard.

El retrato más fiel de la apariencia de Teresa es una copia de un original pintado de ella por el fraile lego Juan de la Miseria en 1576 en el convento de San José de Sevilla, cuando ella tenía sesenta y un años (retrato principal del artículo). El que propuso que se hiciera este retrato fue fray Jerónimo de la Madre de Dios. En 1909 el retrato fue objeto de un breve estudio por los historiadores del arte Manuel de Torres y Torres, deán de la catedral, Juan Francisco Muñoz y Pavón, canónigo de la catedral, y Joaquín Bilbao, escultor. Está pintado con óleo sobre lienzo. Según este estudio, la paloma, la cinta con la inscripción y el resto del fondo del cuadro son posteriores y probablemente no son de fray Juan de la Miseria.
La priora del convento de Sevilla, María de San José, la describe del siguiente modo:

Era esta Santa de mediana estatura, antes grande que pequeña; tuvo en su mocedad fama de muy hermosa, y hasta en su última edad mostraba serlo; era su rostro no nada co-mún, sino extraordinario, y de suerte que no se puede decir redondo ni aguileño; los tercios de él iguales, la frente ancha e igual, y muy hermosa; las cejas de color rubio oscuro con poca semejanza de negro, anchas y algo arqueadas; los ojos negros, vivos y redondos, no muy grandes, mas muy bien puestos; la nariz redonda y en derecho de los lagrimales para arriba disminuida hasta igualar con las cejas, formando un apacible entrecejo, la punta redonda y un poco inclinada para abajo, las ventanas arqueaditas y pequeñas, y toda ella no muy desviada del rostro. Mal se puede con pluma pintar la perfección que en todo tenía: la boca de muy buen tamaño, el labio de arriba delgado y derecho, el de abajo grueso y un poco caído, de muy linda gracia y color; y así la tenía en el rostro, que con ser ya de edad y muchas enfermedades, daba gran contento mirarla y oírla, porque era muy apacible y graciosa en todas sus palabras y acciones; era gruesa más que flaca y en todo bien proporcionada; tenía muy lindas manos, aunque pequeñas; en el rostro, al lado izquierdo, tenía tres lunares levantados como verrugas pequeñas, en derecho unos de otros, comenzando desde abajo de la boca el que mayor era, y el otro entre la boca y la nariz, el último en la nariz, más cerca de abajo que de arriba [...] Era en todo perfecta, como se ve por un retrato que al natural sacó fray Juan de la Miseria
María de San José.

Su confesor, el jesuita Francisco de Ribera, trazó así el retrato de Teresa:

Era de muy buena estatura, y en su mocedad hermosa, y aun después de vieja parecía harto bien: el cuerpo abultado y muy blanco, el rostro redondo y lleno, de buen tamaño y proporción; la tez color blanca y encarnada, y cuando estaba en oración se le encendía y se ponía hermosísima, todo él limpio y apacible; el cabello, negro y crespo, y frente ancha, igual y hermosa; las cejas de un color rubio que tiraba algo a negro, grandes y algo gruesas, no muy en arco, sino algo llanas; los ojos negros y redondos y un poco carnosos; no grandes, pero muy bien puestos, vivos y graciosos, que en riéndose se reían todos y mostraban alegría, y por otra parte muy graves, cuando ella quería mostrar en el rostro gravedad; la nariz pequeña y no muy levantada de en medio, tenía la punta redonda y un poco inclinada para abajo; las ventanas de ella arqueadas y pequeñas; la boca ni grande ni pequeña; el labio de arriba delgado y derecho; y el de abajo grueso y un poco caído, de muy buena gracia y color; los dientes muy buenos; la barba bien hecha; las orejas ni chicas ni grandes; la garganta ancha y no alta, sino antes metida un poco; las manos pequeñas y muy lindas. En la cara tenía tres lunares pequeños al lado izquierdo, que le daban mucha gracia, uno más abajo de la mitad de la nariz, otro entre la nariz y la boca, y el tercero debajo de la boca. Toda junta parecía muy bien y de muy buen aire en el andar, y era tan amable y apacible, que a todas las personas que la miraban comúnmente aplacía mucho.

El carmelita descalzo Jerónimo de la Madre de Dios dijo que era una mujer hermosa, pero que también era hermosa en el alma y que tenía gran poder de convocatoria.

## Enseñanzas
En Las moradas del castillo interior, santa Teresa describe el alma como un castillo de diamante o de cristal puro. En este castillo hay varias estancias, al igual que en el Cielo. La oración es la puerta de ese castillo. Las tres primeras moradas sirven de preparación. Es el periodo de la ascesis. La cuarta morada son los dos primeros grados de la oración: la oración de recogimiento y la oración de quietud. La quinta morada es la oración de unión, la unión de la voluntad y del entendimiento. En la sexta morada el alma celebra sus esponsales con Dios. La séptima morada es el matrimonio espiritual, donde el alma se une y se hace una con Dios.
Santa Teresa no propone un proceso iniciático. Estos diferentes lugares están relacionados entre sí. El renunciamiento, que caracteriza a la primera morada, supone cierto grado de contemplación y un principio de unión. La contemplación se caracteriza por la luz de Dios que, en la unión, purifica e ilumina. El paso por estas estancias no es gradual, en el sentido de que es habitual que haya retrocesos. Además, quien recorre estas moradas no está dispensado de rezar ni de hacer cosas que se hicieron antes, que en un proceso iniciático se consideran de grados inferiores.
En Camino de perfección explica que la humildad es fundamental, pero que creerse peor de lo que se es equivale a caer en una trampa del demonio, que nos lleva a tomar por orgullo los deseos de mejorar y nos convence de que no somos capaces de lograr lo que queremos. Todos estamos llamados a ser santos, con la ayuda de Dios.
Para ella la verdadera humildad es "andar en verdad".
Teresa insiste en perseverar en la oración con humildad frente a Dios sin exigir o buscar experiencias sobrenaturales: «[…] importa mucho entender que no a todos lleva Dios por un camino; y, por ventura, el que le pareciere va por muy más bajo está más alto […]» (Camino de perfección 27,2).
O dicho de otra forma: «el verdadero humilde ha de ir contento por el camino que le llevare el Señor» (Camino de perfección 15, 2).
Define la oración como: tratar de amistad, estando muchas veces tratando a solas con quien sabemos nos ama
A las monjas les decía que Dios también ayudaba en las labores cotidianas. De ahí su famosa frase, en el libro de las Fundaciones, de que también "entre los pucheros anda el Señor".
En el libro de su vida, en una parte escrita hacia 1562, cuenta dos apariciones de demonios. Decía que de la Cruz huían, pero regresaban, y que para espantarlos definitivamente debía usarse agua bendita.

### Grados de oración
A santa Teresa le gustaba explicar las cosas espirituales con el agua. En el capítulo XIX de Camino de perfección dice que el agua tiene tres virtudes: refresca la temperatura y puede apagar el fuego, permite lavar lo que está sucio y sacia la sed. La vida contemplativa calma las pasiones, purifica el alma y la sosiega.
Otra parábola de santa Teresa con el agua es la de las fuentes. Si se hace una fuente que está lejos del manantial, hay que hacer zanjas para traer el agua, lo que lleva tiempo y trabajo. Si hay una fuente en el manantial, el agua fluye sin trabajo. La meditación es como la fuente que está lejos del manantial, supone una labor. La oración de quietud es la fuente que está en el manantial, donde Dios da sin contrapartida.
Entre los capítulos 11 y 18 del libro de su vida Teresa explica otra parábola. Un jardinero tiene que cultivar flores en un terreno completamente árido. El terreno es el alma. Primero tiene que arrancar las malas hierbas. Eso se hace cuando se empieza con la oración. Luego tiene que plantar las semillas, para que den flores, que son las virtudes. Luego hay que regar esas plantas con regularidad. Habría cuatro formas de hacerlo: cavar un pozo, lo que significa un gran trabajo; acarrear el agua por medio de una noria, lo que no es tan agotador; cavar unas zanjas desde un río o un riachuelo; y, sin el clima lo permite, lluvias regulares y abundantes. De esta forma describe las cuatro etapas de la vida espiritual: los comienzos, que vienen junto con ejercicios ascéticos y penitencias; la oración de quietud, en la que la gracia actúa eficazmente; un estado más avanzado, en el que las potencias del alma parecen dormitar (no es que estén inactivas, sino que no se sabe cómo actúan); y la unión con Dios, que se produce cuando el alma menos se lo espera y donde ella dice «Acá no hay sentir, sino gozar sin entender lo que se goza» (Vida, 18, 1).

## En el arte

### Escultura
- Éxtasis de Santa Teresa también llamado Transverberacion de Santa Taresa), de Gian Lorenzo Bernini, 1647-1652.
- Santa Teresa de Jesús, de Gregorio Fernández, 1625
- Santa Teresa arrodillada ante Cristo atado a la columna, grupo escultórico de Gregorio Fernández, 1632-34

### Literatura
Protagoniza las novelas:
- El Verbo se hizo sexo. Teresa de Jesús de Ramón J. Sender, Zeus, Madrid, 1931.[332]
- El castillo de diamante de Juan Manuel de Prada, 2015.[333]
- En el umbral de la hoguera de Josefina Molina, Almuzara, 2015.[334]
- Thérèse mon amour de Julia Kristeva, Fayard, 2008.[335]
- Últimas tardes con Teresa de Jesús de Cristina Morales, Anagrama, Barcelona, 2020.[336]

Y el ensayo Para vos nací de Espido Freire, Ariel, 2015.

### Cine
La primera película fue Escenas de la vida de santa Teresa, rodada en Ávila en 1925 y estrenada en esta ciudad el 1 de junio de 1926. Es un largometraje silente dirigido por Arturo Beringola y Francisco Beringola. El primero en ver la película fue el cardenal arzobispo de Toledo y primado de España Enrique Reig Casanova, para dar su aprobación. La siguiente película fue Teresa de Ávila, de 1958. Es un cortometraje dirigido por Joaquín Hualde y José López Clemente. Ganó el Premio Lábaro de Plata en la IV Semana Internacional de Cine Religioso de Valladolid en 1959 por sus méritos religiosos y "por la elocuente sencillez con que evoca los pasos de Santa Teresa en el reflejo de los ambientes en que vivió". La película Teresa de Jesús, dirigida en 1961 por Juan de Orduña, versó sobre la vida de la santa, personificada por Aurora Bautista.
En 1964 se estrenó Teresa de la Hispanidad, dirigida por Enrique Cahen Salaberry. Es un cortometraje de una serie titulada Corresponsal en España.
En 1970 se realizó la película Santa Teresa Da Avila, de Filipinas.
En 1982 el director César Fernández Ardavín realizó una serie de cortometrajes sobre la santa con los títulos: Castillo interior, A trochas y mochas, Un poquito de manjar y Las sendas de Teresa.
En 1984 se realizó la serie Teresa de Jesús, de Televisión Española. Fue dirigida por Josefina Molina. Carmen Martin Gaite escribió el guion. Fue protagonizada por Concha Velasco. El asesor histórico fue Víctor García de la Concha. Son ocho capítulos de aproximadamente una hora de duración. El primer capítulo se emitió el 8 de marzo de 1984. Probablemente sea la serie más conocida de la santa. Esta serie fue muy importante en la carrera profesional de la actriz. En 2013 Concha Velasco ganó el Goya de Honor por toda su carrera. En 2019 Josefina Molina ganó el Premio Nacional de Cinematografía.
En 2003 se estrenó la película Teresa, Teresa, dirigida por Rafael Gordon, y protagonizada por Isabel Ordaz.
En 2007 se estrenó Teresa: el cuerpo de Cristo dirigida por Ray Loriga y protagonizada por Paz Vega. Es una coproducción de España, Francia y Reino Unido.

### Televisión
En 1967 se hizo para Televisión Española Ávila mística de santa Teresa. Es un cortometraje dirigido por Jesús Fernández Santos y Juan García Atienza.
El 19 de octubre de 1973 se estrenó para el programa Estudio 1 de Televisión Española la película Teresa de Jesús. Es un largometraje dirigido por Pedro Amalio López.
La santa también aparece en el episodio «Adiós Maggie, adiós» (2009) de la vigésima temporada de Los Simpson.
En 2014 se realizó el documental Santa Teresa de Jesús en Malagón, una huella inolvidable, producido y dirigido por Sergio Palomares.
En 2015 Televisión Española estrenó la película Teresa, dirigida por Jorge Dorado y protagonizada por Marian Álvarez. Teresa ofrece una nueva visión de la figura de la santa a través de la mirada de una joven de nuestros días que lee el libro de la Vida que ella escribió.
En 2015 también se realizó el documental Teresa de Jesús: una vida de experiencia mística, con guion y dirección de Francisco Rodríguez, de productoras independientes con Televisión Española.
En 2015 se realizó También entre los pucheros anda el Señor. Es una serie documental de siete capítulos dirigida por Belén Molinero que se emitió en La 2 de Televisión Española.

### Teatro
Varios dramaturgos españoles a lo largo de la historia han dedicado piezas a la vida y obra de Santa Teresa de Jesús o Teresa de Ávila.
- 1932 - Teresa de Jesús (de Eduardo Marquina).
- 1982 - Teresa de Ávila (de José María Rodríguez Méndez): Monólogo. Recorrido por la vida de Teresa de Ávila, contada por ella misma, en cinco momentos.[349]
- 2011 - La lengua en pedazos (de Juan Mayorga): recrea un diálogo imaginario entre santa Teresa de Jesús y un inquisidor.[350] Se estrenó, dirigido por el propio autor, el 24 de febrero de 2012 en Avilés.
- 2014 - Teresa, la jardinera de la luz (de Denis Rafter). Obra coral.[351]
- 2015 - Entre los pucheros... (Santa Teresa) (de Rafael Negrete-Portillo): presenta una carmelita postulante mondando patatas para la cena de la Natividad con la cocinera del convento. Se mencionan textos significativos de y para la santa Teresa, por ejemplo el poema Nada te turbe.[352]
- 2022 - Muero porque no muero, la vida doble de Teresa (de Paco Bezerra): galardonada con el XXX Premio SGAE de Teatro Jardiel Poncela.

## Música
La banda británica de rock Doves publicó la canción Saint Teresa en el álbum Constellations For The Lonely de 2025. 

### Repostería
Un dulce llamado Yemas de Santa Teresa es típico de Ávila.

### Otros
Hay una marca de ron venezolana llamada Santa Teresa. En 1796 conde Martín Tovar Ponte adquirió una hacienda que llamó Santa Teresa. Gustav Julius Vollmer Ribas compró la hacienda y comenzó a producir el primer ron de Venezuela en 1896.